# Россия на летних Олимпийских играх 2016
Россия на летних Олимпийских играх 2016 года выступила в 23 из 28 видов спорта. По итогам отборочных соревнований российским спортсменам не удалось завоевать право выступить в олимпийских турнирах по баскетболу, регби-7, футболу, хоккею на траве; команда по тяжелой атлетике не допущена до Олимпиады решением соответствующей международной федерации. Первоначально Олимпийский комитет России намеревался направить на Игры в общей сложности 387 спортсменов. Однако состав команды подвергается существенным сокращениям из-за допингового скандала, возникшего сначала вокруг Всероссийской федерации легкой атлетики, а затем в отношении предполагаемой системы замены допинг-проб на зимней Олимпиаде 2014 в Сочи («доклад Макларена»).
3 августа было официально объявлено, что знаменосцем сборной России на церемонии открытия станет чемпион Олимпийских игр 2012 года волейболист Сергей Тетюхин.
20 августа, победив в финале сборную Франции (22:19), женская сборная России по гандболу стала первой в истории российского спорта командой, выигравшей олимпийское золото в женских командных игровых видах спорта (как на летних, так и зимних Играх). На счету мужчин за всю историю с 1994 года было золото гандболистов в 2000 году и волейболистов в 2012 году.
Боксёр Михаил Алоян, завоевавший серебро в категории до 52 кг, был уличён в применении допинга, дисквалифицирован в 2017 году и лишён своей медали.

## Медали
| Золото  | |                                                                |            |
| №       | Спортсмены | Вид спорта (дисциплина)                                        | Дата       |
| 1       | Беслан Мудранов | Дзюдо (до 60 кг, мужчины)                                      | 6 августа  |
| 2       | Яна Егорян | Фехтование (индивидуальная сабля, женщины)                     | 8 августа  |
| 3       | Хасан Халмурзаев | Дзюдо (до 81 кг, мужчины)                                      | 9 августа  |
| 4       | Инна Дериглазова | Фехтование (индивидуальная рапира, женщины)                    | 10 августа |
| 5       | Артур Ахматхузин Тимур Сафин Алексей Черемисинов | Фехтование (командная рапира, мужчины)                         | 12 августа |
| 6       | Софья Великая Юлия Гаврилова Екатерина Дьяченко Яна Егорян | Фехтование (командная сабля, женщины)                          | 13 августа |
| 7       | Роман Власов | Борьба (греко-римская, до 75 кг, мужчины)                      | 14 августа |
| 8       | Алия Мустафина | Спортивная гимнастика (разновысокие брусья, женщины)           | 14 августа |
| 9       | Екатерина Макарова Елена Веснина | Теннис (парный разряд, женщины)                                | 14 августа |
| 10      | Евгений Тищенко | Бокс (до 91 кг, мужчины)                                       | 15 августа |
| 11      | Давит Чакветадзе | Борьба (греко-римская, до 85 кг, мужчины)                      | 15 августа |
| 12      | Наталья Ищенко Светлана Ромашина | Синхронное плавание (дуэты, женщины)                           | 16 августа |
| 13      | Наталья Ищенко Светлана Колесниченко Александра Пацкевич Елена Прокофьева Светлана Ромашина Гелена Топилина Влада Чигирёва Алла Шишкина Мария Шурочкина | Синхронное плавание (группы, женщины)                          | 19 августа |
| 14      | Абдулрашид Садулаев | Борьба (вольная, до 86 кг, мужчины)                            | 20 августа |
| 15      | Женская сборная по гандболу Ольга Акопян Ирина Близнова Владлена Бобровникова Анна Вяхирева Дарья Дмитриева Татьяна Ерохина Виктория Жилинскайте Екатерина Ильина Виктория Калинина Полина Кузнецова Екатерина Маренникова Майя Петрова Анна Седойкина Анна Сень Марина Судакова | Гандбол (женщины)                                              | 20 августа |
| 16      | Александр Лесун | Современное пятиборье (мужчины)                                | 20 августа |
| 17      | Маргарита Мамун | Художественная гимнастика (индивидуальное многоборье, женщины) | 20 августа |
| 18      | Сослан Рамонов | Борьба (вольная, до 65 кг, мужчины)                            | 21 августа |
| 19      | Вера Бирюкова Анастасия Близнюк Анастасия Максимова Анастасия Татарева Мария Толкачёва | Художественная гимнастика (групповое многоборье, женщины)      | 21 августа |
| Серебро | |                                                                |            |
| №       | Спортсмены | Вид спорта (дисциплина)                                        | Дата       |
| 1       | Виталина Бацарашкина | Стрельба (пневматический пистолет, 10 метров, женщины)         | 7 августа  |
| 2       | Туяна Дашидоржиева Инна Степанова Ксения Перова | Стрельба из лука (командное первенство, женщины)               | 7 августа  |
| 3       | Юлия Ефимова | Плавание (100 метров брассом, женщины)                         | 8 августа  |
| 4       | Денис Аблязин Давид Белявский Николай Куксенков Никита Нагорный Иван Стретович | Спортивная гимнастика (командное многоборье, мужчины)          | 8 августа  |
| 5       | Софья Великая | Фехтование (индивидуальная сабля, женщины)                     | 8 августа  |
| 6       | Ангелина Мельникова Алия Мустафина Мария Пасека Дарья Спиридонова Седа Тутхалян | Спортивная гимнастика (командное многоборье, женщины)          | 9 августа  |
| 7       | Ольга Забелинская | Велоспорт (раздельная шоссейная гонка, женщины)                | 10 августа |
| 8       | Юлия Ефимова | Плавание (200 метров брассом, женщины)                         | 11 августа |
| 9       | Дарья Шмелёва Анастасия Войнова | Велоспорт (командный спринт, женщины)                          | 12 августа |
| 10      | Мария Пасека | Спортивная гимнастика (опорный прыжок, женщины)                | 14 августа |
| 11      | Сергей Каменский | Стрельба (винтовка из трёх положений, 50 метров, мужчины)      | 14 августа |
| 12      | Денис Аблязин | Спортивная гимнастика (опорный прыжок, мужчины)                | 15 августа |
| 13      | Валерия Коблова | Борьба (вольная, до 58 кг, женщины)                            | 17 августа |
| 14      | Наталья Воробьёва | Борьба (вольная, до 69 кг, женщины)                            | 17 августа |
| 15      | Алексей Денисенко | Тхэквондо (до 68 кг, мужчины)                                  | 18 августа |
| 16      | Аниуар Гедуев | Борьба (вольная, до 74 кг, мужчины)                            | 19 августа |
| 17      | Яна Кудрявцева | Художественная гимнастика (индивидуальное многоборье, женщины) | 20 августа |
| Бронза  | |                                                                |            |
| №       | Спортсмены | Вид спорта (дисциплина)                                        | Дата       |
| 1       | Наталья Кузютина | Дзюдо (до 52 кг, женщины)                                      | 7 августа  |
| 2       | Тимур Сафин | Фехтование (индивидуальная рапира, мужчины)                    | 7 августа  |
| 3       | Владимир Масленников | Стрельба (пневматическая винтовка, 10 метров, мужчины)         | 8 августа  |
| 4       | Антон Чупков | Плавание (200 метров брассом, мужчины)                         | 10 августа |
| 5       | Евгений Рылов | Плавание (200 метров на спине, мужчины)                        | 11 августа |
| 6       | Алия Мустафина | Спортивная гимнастика (личное многоборье, женщины)             | 11 августа |
| 7       | Виолетта Колобова Ольга Кочнева Татьяна Логунова Любовь Шутова | Фехтование (командная шпага, женщины)                          | 11 августа |
| 8       | Кирилл Григорьян | Стрельба (винтовка лёжа, 50 метров, мужчины)                   | 12 августа |
| 9       | Денис Дмитриев | Велоспорт (спринт, мужчины)                                    | 14 августа |
| 10      | Стефания Елфутина | Парусный спорт (RS:X, женщины)                                 | 14 августа |
| 11      | Сергей Семёнов | Борьба (греко-римская, до 130 кг, мужчины)                     | 15 августа |
| 12      | Денис Аблязин | Спортивная гимнастика (кольца, мужчины)                        | 15 августа |
| 13      | Роман Аношкин | Гребля на байдарках и каноэ (K-1, 1000 метров, мужчины)        | 16 августа |
| 14      | Давид Белявский | Спортивная гимнастика (параллельные брусья, мужчины)           | 16 августа |
| 15      | Анастасия Белякова | Бокс (до 60 кг, женщины)                                       | 17 августа |
| 16      | Владимир Никитин | Бокс (до 56 кг, мужчины)                                       | 18 августа |
| 17      | Екатерина Букина | Борьба (вольная, до 75 кг, женщины)                            | 18 августа |
| 18      | Виталий Дунайцев | Бокс (до 64 кг, мужчины)                                       | 19 августа |
| 19      | Женская сборная по водному поло Мария Борисова Надежда Глызина Ольга Горбунова Анна Гринёва Евгения Иванова Эльвина Каримова Анна Карнаух Екатерина Лисунова Екатерина Прокофьева Анастасия Симанович Евгения Соболева Анна Тимофеева Анна Устюхина                              | Водное поло (женщины)                                          | 19 августа |

| Медали по видам спорта      | Медали по видам спорта | Медали по видам спорта | Медали по видам спорта | Медали по видам спорта |
| --------------------------- | ---------------------- | ---------------------- | ---------------------- | ---------------------- |
| Вид спорта                  | 1                      | 2                      | 3                      | Итого                  |
| Бокс                        | 1                      | 0                      | 3                      | 4                      |
| Борьба                      | 4                      | 3                      | 2                      | 9                      |
| Велоспорт                   | 0                      | 2                      | 1                      | 3                      |
| Водное поло                 | 0                      | 0                      | 1                      | 1                      |
| Гандбол                     | 1                      | 0                      | 0                      | 1                      |
| Гребля на байдарках и каноэ | 0                      | 0                      | 1                      | 1                      |
| Дзюдо                       | 2                      | 0                      | 1                      | 3                      |
| Парусный спорт              | 0                      | 0                      | 1                      | 1                      |
| Плавание                    | 0                      | 2                      | 2                      | 4                      |
| Синхронное плавание         | 2                      | 0                      | 0                      | 2                      |
| Современное пятиборье       | 1                      | 0                      | 0                      | 1                      |
| Спортивная гимнастика       | 1                      | 4                      | 3                      | 8                      |
| Стрельба                    | 0                      | 2                      | 2                      | 4                      |
| Стрельба из лука            | 0                      | 1                      | 0                      | 1                      |
| Теннис                      | 1                      | 0                      | 0                      | 1                      |
| Тхэквондо                   | 0                      | 1                      | 0                      | 1                      |
| Фехтование                  | 4                      | 1                      | 2                      | 7                      |
| Художественная гимнастика   | 2                      | 1                      | 0                      | 3                      |
| Всего                       | 19                     | 17                     | 19                     | 55                     |

| Медали по дням | Медали по дням | Медали по дням | Медали по дням | Медали по дням |
| -------------- | -------------- | -------------- | -------------- | -------------- |
| Дата           | 1              | 2              | 3              | Итого          |
| 6 августа      | 1              | 0              | 0              | 1              |
| 7 августа      | 0              | 2              | 2              | 4              |
| 8 августа      | 1              | 3              | 1              | 5              |
| 9 августа      | 1              | 1              | 0              | 2              |
| 10 августа     | 1              | 1              | 1              | 3              |
| 11 августа     | 0              | 1              | 3              | 4              |
| 12 августа     | 1              | 1              | 1              | 3              |
| 13 августа     | 1              | 0              | 0              | 1              |
| 14 августа     | 3              | 2              | 2              | 7              |
| 15 августа     | 2              | 1              | 2              | 5              |
| 16 августа     | 1              | 0              | 2              | 3              |
| 17 августа     | 0              | 2              | 1              | 3              |
| 18 августа     | 0              | 1              | 2              | 3              |
| 19 августа     | 1              | 1              | 2              | 4              |
| 20 августа     | 4              | 1              | 0              | 5              |
| 21 августа     | 2              | 0              | 0              | 3              |
| Всего          | 19             | 17             | 19             | 55             |

| Медали по полу | Медали по полу | Медали по полу | Медали по полу | Медали по полу |
| -------------- | -------------- | -------------- | -------------- | -------------- |
| Пол            | 1              | 2              | 3              | Итого          |
| Мужчины        | 9              | 5              | 12             | 27             |
| Женщины        | 10             | 12             | 7              | 29             |
| Всего          | 19             | 17             | 19             | 55             |

## Допинговые скандалы и решения МОК
13 ноября 2015 после выхода доклада о широкомасштабных допинговых злоупотреблениях среди российских легкоатлетов было приостановлено членство ВФЛА в ИААФ, что означало невозможность для российских легкоатлетов выступать в любых международных соревнованиях под эгидой ИААФ. В качестве условия допуска российских легкоатлетов к участию в Олимпиаде-2016 ставилось проживание и тренировки в течение последних трёх лет за границей, в результате к участию допустили лишь одну российскую легкоатлетку. Уже на Олимпиаде, за три дня до соревнований, в которых собиралась принять участие допущенная российская спортсменка Дарья Клишина, ИААФ изменила своё решение и запретила ей участвовать. Лишь через Спортивный арбитражный суд спортсменке удалось добиться разрешения на участие.
18 июля 2016 опубликован доклад назначенного ВАДА независимого эксперта Ричарда Макларена, в котором на основе информации бывшего главы московской антидопинговой лаборатории Григория Родченкова, перепроверенной Маклареном, содержатся обвинения в адрес российских властей в целенаправленном создании государственной системы допинга, включавшей сокрытие и подмену положительных допинг-проб. ВАДА и ряд национальных антидопинговых агентств (США, Германия, Канада, Новая Зеландия, Япония, Голландия, Испания, Норвегия, Швеция, Египет, Швейцария, Австрия и Финляндия) подписали обращение к МОК с требованием полного отстранения России от участия в Олимпиаде и создания специальной комиссии, которая определит список российских спортсменов, допущенных к играм под нейтральным флагом.
19 июля 2016 Исполком МОК принял предварительные решения на основе «доклада Макларена», которые применительно к Олимпиаде 2016 свелись к следующему:
- В отношении участия российских спортсменов в Олимпиаде 2016 отменяется презумпция невиновности, и вопрос участия каждого спортсмена должен решаться соответствующей международной федерацией на индивидуальной основе по результатам изучения его допинговой истории.
- Представители Министерства спорта России и любые лица, затронутые докладом, не получат аккредитации на Олимпиаду 2016.
- МОК просит все международные федерации провести расследования на основе доклада Макларена и применить санкции к соответствующим российским спортивным федерациям в случае, если они окажутся вовлечены в допинговые схемы.

24 июля 2016 Исполком МОК принял следующие дополнительные решения по участию российских спортсменов в Олимпиаде:
- Отсутствие положительного допингового теста под эгидой РУСАДА не является достаточным критерием для участия в Играх.
- Международные федерации по соответствующим видам спорта должны индивидуально проанализировать допинговую историю каждого спортсмена, принимая во внимание только заслуживающие доверия международные тесты.
- Спортсмены, тренеры и официальные лица, вовлеченные в деятельность, отраженную в «докладе Макларена», не могут быть допущены на Игры. Для определения таких лиц международным федерациям надлежит запросить списки вовлеченных лиц у ВАДА (в докладе Макларена фамилии спортсменов и тренеров не разглашаются).
- Ни один российский спортсмен, когда-либо наказанный за употребление допинга, не будет допущен на Игры, даже если срок дисквалификации истек[10].
- Допуск каждого российского спортсмена, участие которого в Играх одобрено соответствующей международной федерацией, должен быть дополнительно подтвержден независимым экспертом из списка арбитров Международного спортивного арбитража.
- Все российские спортсмены, участие которых в Играх одобрено соответствующими международными федерациями, будут подвергнуты тщательной внесоревновательной проверке на допинг под угрозой немедленной дисквалификации в случае невыполнения условий проверки.
- Участие в Олимпийских играх спортсменов под «нейтральным флагом» исключается.

## Решения международных федераций по отдельным видам спорта
| Вид спорта                  | Заявлены | Допущены к Играм | Не допущены к Играм | Примечания |
| --------------------------- | -------- | ---------------- | ------------------- | --- |
| Академическая гребля        | 28       | 8                | 20                  | |
| Бадминтон                   | 4        | 4                | -                   | |
| Бокс                        | 11       | 11               | -                   | |
| Борьба                      | 17       | 17               | -                   | |
| Велоспорт                   | 17       | 13               | 4                   | После решений CAS до игр были допущены Сергей Шилов и Ольга Забелинская |
| Водное поло                 | 13       | 13               | -                   | |
| Волейбол                    | 24       | 24               | -                   | |
| Гандбол                     | 15       | 15               | -                   | |
| Гольф                       | 1        | 1                | -                   | |
| Гребля на байдарках и каноэ | 19       | 13               | 6                   | После решений ICF и CAS до игр были допущены Андрей Крайтор, Елена Анюшина |
| Дзюдо                       | 12       | 12               | -                   | |
| Конный спорт                | 5        | 5                | -                   | |
| Легкая атлетика             | 68       | 1                | 67                  | После приостановления членства ВФЛА в ИААФ вопрос об участии каждого спортсмена решался ИААФ в индивидуальном порядке. Дисквалифицированы все российские легкоатлеты кроме Дарьи Клишиной |
| Настольный теннис           | 3        | 3                | -                   | |
| Парусный спорт              | 7        | 7                | -                   | |
| Плавание                    | 37       | 37               | -                   | |
| Пляжный волейбол            | 6        | 6                | -                   | |
| Прыжки в воду               | 8        | 8                | -                   | |
| Прыжки на батуте            | 3        | 3                | -                   | |
| Синхронное плавание         | 9        | 9                | -                   | |
| Современное пятиборье       | 5        | 3                | 2                   | |
| Спортивная гимнастика       | 10       | 10               | -                   | |
| Стрельба                    | 18       | 18               | -                   | |
| Стрельба из лука            | 3        | 3                | -                   | |
| Теннис                      | 8        | 8                | -                   | |
| Триатлон                    | 6        | 6                | -                   | |
| Тхэквондо                   | 3        | 3                | -                   | |
| Тяжелая атлетика            | 8        | -                | 8                   | |
| Фехтование                  | 16       | 16               | -                   | |
| Художественная гимнастика   | 7        | 7                | -                   | |

## Общая информация
30 января 2016 года председатель Правительства РФ Дмитрий Медведев подписал распоряжение, согласно которому российские спортсмены, завоевавшие на Играх золотые медали, получат по 4 млн рублей. Обладатели серебряных медалей заработают по 2,5 млн, а бронзовых по 1,7 млн рублей.
Форма российской команды на этих Играх была создана по мотивам работ советских художников-авангардистов.

## Состав сборной
Состав сборной России на летних Олимпийских играх в Рио-де-Жанейро состоит из 285 спортсменов, которые принимают участие в 23 видах спорта. Олимпийскую делегацию возглавил директор-руководитель Главного управления по обеспечению участия в олимпийских спортивных мероприятиях ОКР Игорь Казиков.
 Академическая гребля
1. Антон Заруцкий
2. Артём Косов
3. Никита Моргачёв
4. Владислав Рябцев

 Бадминтон
1. Владимир Иванов
2. Владимир Мальков
3. Иван Созонов
4. Наталья Перминова

 Бокс
1. Адлан Абдурашидов
2. Миша Алоян
3. Виталий Дунайцев
4. Василий Егоров
5. Андрей Замковой
6. Владимир Никитин
7. Евгений Тищенко
8. Пётр Хамуков
9. Артём Чеботарёв
10. Анастасия Белякова
11. Ярослава Якушина

 Борьба
Вольная борьба
1. Анзор Болтукаев
2. Аниуар Гедуев
3. Виктор Лебедев
4. Билял Махов
5. Сослан Рамонов
6. Абдулрашид Садулаев
7. Екатерина Букина
8. Наталья Воробьёва
9. Милана Дадашева
10. Валерия Коблова
11. Инна Тражукова

Греко-римская борьба
1. Ислам-Бека Альбиев
2. Роман Власов
3. Ибрагим Лабазанов
4. Ислам Магомедов
5. Сергей Семёнов
6. Давит Чакветадзе

Велоспорт
 Шоссейный велоспорт
1. Павел Кочетков
2. Алексей Курбатов
3. Сергей Чернецкий
4. Ольга Забелинская

 Трековый велоспорт
1. Денис Дмитриев
2. Никита Шуршин
3. Анастасия Войнова
4. Дарья Шмелёва

 Маунтинбайк
1. Антон Синцов
2. Ирина Калентьева

 BMX
1. Евгений Комаров
2. Ярослава Бондаренко

 Водное поло
1. Мария Борисова
2. Надежда Глызина
3. Ольга Горбунова
4. Анна Гринёва
5. Евгения Иванова
6. Эльвина Каримова
7. Анна Карнаух
8. Екатерина Лисунова
9. Екатерина Прокофьева
10. Анастасия Симанович
11. Евгения Соболева
12. Анна Тимофеева
13. Анна Устюхина

 Волейбол
1. Андрей Ащев
2. Константин Бакун
3. Алексей Вербов
4. Александр Волков
5. Дмитрий Волков
6. Артём Вольвич
7. Сергей Гранкин
8. Артём Ермаков
9. Егор Клюка
10. Игорь Кобзарь
11. Максим Михайлов
12. Сергей Тетюхин
13. Вера Ветрова
14. Ирина Воронкова
15. Наталия Гончарова
16. Елена Ежова
17. Ирина Заряжко
18. Екатерина Косьяненко
19. Татьяна Кошелева
20. Анна Малова
21. Дарья Малыгина
22. Анастасия Самойленко
23. Ирина Фетисова
24. Яна Щербань

 Гандбол
1. Ольга Акопян
2. Ирина Близнова
3. Владлена Бобровникова
4. Анна Вяхирева
5. Дарья Дмитриева
6. Татьяна Ерохина
7. Виктория Жилинскайте
8. Екатерина Ильина
9. Виктория Калинина
10. Полина Кузнецова
11. Екатерина Маренникова
12. Майя Петрова
13. Анна Седойкина
14. Анна Сень
15. Марина Судакова

 Гольф
1. Мария Баликоева

Гребля на байдарках и каноэ
 Гребля на гладкой воде
1. Роман Аношкин
2. Олег Жестков
3. Андрей Крайтор
4. Евгений Луканцов
5. Кирилл Ляпунов
6. Илья Первухин
7. Василий Погребан
8. Илья Штокалов
9. Елена Анюшина
10. Кира Степанова

 Гребной слалом
1. Михаил Кузнецов
2. Дмитрий Ларионов
3. Александр Липатов
4. Павел Эйгель
5. Марта Харитонова

 Дзюдо
1. Кирилл Денисов
2. Беслан Мудранов
3. Михаил Пуляев
4. Ренат Саидов
5. Тагир Хайбулаев
6. Хасан Халмурзаев
7. Денис Ярцев
8. Екатерина Валькова
9. Ирина Долгова
10. Ирина Заблудина
11. Наталья Кузютина
12. Ксения Чибисова

 Конный спорт
1. Александр Марков
2. Андрей Митин
3. Марина Афрамеева
4. Инесса Меркулова
5. Евгения Овчинникова

 Лёгкая атлетика
1. Дарья Клишина

 Настольный теннис
1. Александр Шибаев
2. Мария Долгих
3. Полина Михайлова

 Парусный спорт
1. Денис Грибанов
2. Сергей Комиссаров
3. Максим Оберемко
4. Павел Созыкин
5. Людмила Дмитриева
6. Стефания Елфутина
7. Алиса Кирилюк

 Плавание
1. Вячеслав Андрусенко
2. Алексей Брянский
3. Андрей Гречин
4. Михаил Довгалюк
5. Евгений Дратцев
6. Илья Дружинин
7. Всеволод Занько
8. Данила Изотов
9. Евгений Коптелов
10. Александр Красных
11. Никита Лобинцев
12. Семён Макович
13. Владимир Морозов
14. Даниил Пахомов
15. Александр Попков
16. Ярослав Потапов
17. Кирилл Пригода
18. Евгений Рылов
19. Александр Садовников
20. Александр Сухоруков
21. Григорий Тарасевич
22. Илья Хоменко
23. Антон Чупков
24. Андрей Шабасов
25. Виктория Андреева
26. Софья Андреева
27. Юлия Ефимова
28. Анастасия Крапивина
29. Наталья Ловцова
30. Дарья Муллакаева
31. Розалия Насретдинова
32. Арина Опёнышева
33. Вероника Попова
34. Дарья Устинова
35. Анастасия Фесикова
36. Дарья Чикунова
37. Светлана Чимрова

 Пляжный волейбол
1. Дмитрий Барсук
2. Вячеслав Красильников
3. Никита Лямин
4. Константин Семёнов
5. Екатерина Бирлова
6. Евгения Уколова

 Прыжки в воду
1. Илья Захаров
2. Евгений Кузнецов
3. Виктор Минибаев
4. Никита Шлейхер
5. Надежда Бажина
6. Кристина Ильиных
7. Екатерина Петухова
8. Юлия Тимошинина

 Прыжки на батуте
1. Дмитрий Ушаков
2. Андрей Юдин
3. Яна Павлова

 Синхронное плавание
1. Наталья Ищенко
2. Светлана Колесниченко
3. Александра Пацкевич
4. Елена Прокофьева
5. Светлана Ромашина
6. Гелена Топилина
7. Влада Чигирёва
8. Алла Шишкина
9. Мария Шурочкина

 Современное пятиборье
1. Александр Лесун
2. Гульназ Губайдуллина
3. Доната Римшайте

 Спортивная гимнастика
1. Денис Аблязин
2. Давид Белявский
3. Николай Куксенков
4. Никита Нагорный
5. Иван Стретович
6. Ангелина Мельникова
7. Алия Мустафина
8. Мария Пасека
9. Дарья Спиридонова
10. Седа Тутхалян

 Стрельба
1. Алексей Алипов
2. Антон Астахов
3. Фёдор Власов
4. Владимир Гончаров
5. Кирилл Григорьян
6. Владимир Исаков
7. Сергей Каменский
8. Алексей Климов
9. Денис Кулаков
10. Владимир Масленников
11. Василий Мосин
12. Виталий Фокеев
13. Татьяна Барсук
14. Виталина Бацарашкина
15. Дарья Вдовина
16. Екатерина Коршунова
17. Екатерина Рабая
18. Альбина Шакирова

 Стрельба из лука
1. Туяна Дашидоржиева
2. Ксения Перова
3. Инна Степанова

 Теннис
1. Теймураз Габашвили
2. Евгений Донской
3. Андрей Кузнецов
4. Елена Веснина
5. Дарья Касаткина
6. Светлана Кузнецова
7. Екатерина Макарова
8. Анастасия Павлюченкова

 Триатлон
1. Александр Брюханков
2. Дмитрий Полянский
3. Игорь Полянский
4. Анастасия Абросимова
5. Александра Разарёнова
6. Мария Шорец

 Тхэквондо
1. Альберт Гаун
2. Алексей Денисенко
3. Анастасия Барышникова

 Фехтование
1. Антон Авдеев
2. Вадим Анохин
3. Артур Ахматхузин
4. Николай Ковалёв
5. Тимур Сафин
6. Павел Сухов
7. Сергей Ходос
8. Алексей Черемисинов
9. Алексей Якименко
10. Софья Великая
11. Юлия Гаврилова
12. Инна Дериглазова
13. Екатерина Дьяченко
14. Яна Егорян
15. Виолетта Колобова
16. Ольга Кочнева
17. Татьяна Логунова
18. Аида Шанаева
19. Любовь Шутова

 Художественная гимнастика
1. Вера Бирюкова
2. Анастасия Близнюк
3. Яна Кудрявцева
4. Анастасия Максимова
5. Маргарита Мамун
6. Анастасия Татарева
7. Мария Толкачёва

## Результаты соревнований

### Академическая гребля
В следующий раунд из каждого заезда проходили несколько лучших экипажей (в зависимости от дисциплины). В отборочный заезд попадали спортсмены, выбывшие в предварительном раунде. В финал A выходили 6 сильнейших экипажей, остальные разыгрывали места в утешительных финалах B-F.
Впервые с 2004 года сборная России в академической гребле должна была быть представлена не менее, чем 4 экипажами. Все олимпийские лицензии были завоёваны по итогам чемпионата мира 2015 года, при этом российские гребцы ни разу не смогли попасть там в число призёров. Лучшим результатом в олимпийских дисциплинах для них стало 5-е место в мужских и женских восьмёрках. В декабре 2015 года главный тренер сборной России по академической гребле Сергей Верлин заявил, что основной целью на Олимпийских играх в Рио-де-Жанейро станет завоевание двух наград различного достоинства. По итогам всех квалификационных соревнований российская сборная получила возможность выставить на Играх сразу 6 экипажей. 14 июня Президиум Федерации гребного спорта России утвердил список из 32 основных и ещё 4 запасных спортсменов, которые примут участие в Олимпийских играх.
Первые потери олимпийская сборная понесла 1 июля, когда было объявлено, что допинг-проба Сергея Федорцева дала положительный результат на триметазидин, в результате чего российская сборная лишилась квоты в четвёрке парной. После опубликования доклада Ричарда Макларена и решения Исполкома МОК FISA объявила, что установленным критериям отбора соответствуют лишь 6 из 28 российских гребцов. Российские гребцы подали несколько исков в CAS, но после разбирательств дел суд разрешил принять участие в Играх только Ивану Подшивалову. В результате из 7 допущенных спортсменов российская сборная смогла собрать лишь один экипаж, который выступил в соревнованиях четвёрок распашных без рулевого, в состав которой вошли Антон Заруцкий, Артём Косов, Никита Моргачёв, Владислав Рябцев.
Мужчины
8 августа российская четвёрка выступила в предварительном заезде. Для прямого попадания в полуфинал россиянам было необходимо попадать в число 3 лучших в своём заезде, однако, показав результат 6:03,89 сборная России заняла последнее 5-е место и отправилась в отборочный заезд. Там россияне лишь на 0,32 секунды смогли опередить румынских гребцов и заняли спасительное 3-е место, дающее право продолжить борьбу за медали. В полуфинале сборная России не смогла оказать достойного сопротивления и, заняв последнее место, выбыла из числа претендентов на победу. В классификационном финале B российский экипаж показал 4-е время и занял итоговое 10-е место.
| Соревнование | Спортсмены                                                  | Предварительный заезд | Предварительный заезд | Предварительный заезд | Отборочный заезд | Отборочный заезд | Отборочный заезд | Четвертьфинал | Четвертьфинал | Четвертьфинал | Полуфинал | Полуфинал | Полуфинал | Финал   | Финал   | Итоговое место |
| Соревнование | Спортсмены                                                  | Заезд                 | Время                 | Место                 | Заезд            | Время            | Место            | Заезд         | Время         | Место         | Заезд     | Время     | Место     | Время   | Место   | Итоговое место |
| ------------ | ----------------------------------------------------------- | --------------------- | --------------------- | --------------------- | ---------------- | ---------------- | ---------------- | ------------- | ------------- | ------------- | --------- | --------- | --------- | ------- | ------- | -------------- |
| четвёрки     | Артём Косов Антон Заруцкий Владислав Рябцев Никита Моргачёв | 1                     | 6:03,89               | 5                     | 1                | 6:39,32          | 3 Q              | Не проводится | Не проводится | Не проводится | 2         | 6:24,89   | 6 QB      | Финал B | Финал B | 10             |
| четвёрки     | Артём Косов Антон Заруцкий Владислав Рябцев Никита Моргачёв | 1                     | 6:03,89               | 5                     | 1                | 6:39,32          | 3 Q              | Не проводится | Не проводится | Не проводится | 2         | 6:24,89   | 6 QB      | 6:02,09 | 4       | 10             |

По итогам Олимпийских игр президент Федерации гребного спорта России Вениамин Бут отметил, что российские гребцы, выступившие в Рио-де-Жанейро сделали всё, что смогли.

### Бадминтон
Квалификационный отбор на Олимпийские игры 2016 года в бадминтоне осуществлялся на основании мирового рейтинга Всемирной федерация бадминтона (BWF) по состоянию на 5 мая 2016 года. По его итогам сборная России смогла получить 3 олимпийские лицензии: в мужском и женском одиночных разрядах (Владимир Мальков и Наталья Перминова), а также в мужском парном разряде (Владимир Иванов и Иван Созонов). По сравнению с прошлыми Играми количественный состав сборной уменьшился на 3 человек. В Рио-де-Жанейро российские бадминтонисты не были представлены в женской паре и миксте.
Одиночный разряд
Распределение по группам осуществлялось на основании мирового рейтинга. В стадию плей-офф выходили бадминтонисты, занявшие в своей группе первое место. Поскольку российские спортсмены были посеяны под невысокими номерами, то в соперники им достались довольно сильные бадминтонисты. Владимир Мальков попал в одну группу вместе с 1-м номером мирового рейтинга двукратным олимпийским чемпионом китайцем Линь Данем, а Наталье Перминовой досталась представительница Тайваня Дай Цзыин (8-я в рейтинге). На групповом этапе российские бадминтонисты одержали по одной победе и выбыли из дальнейшей борьбы за медали.
| Соревнование | Спортсмены        | Групповой этап                          | Групповой этап             | Групповой этап                    | Групповой этап | 1/8 финала            | 1/4 финала            | 1/2 финала            | Финал                 | Итоговое место |
| Соревнование | Спортсмены        | Соперник Счёт                           | Соперник Счёт              | Соперник Счёт                     | Место          | 1/8 финала            | 1/4 финала            | 1/2 финала            | Финал                 | Итоговое место |
| ------------ | ----------------- | --------------------------------------- | -------------------------- | --------------------------------- | -------------- | --------------------- | --------------------- | --------------------- | --------------------- | -------------- |
| мужчины      | Владимир Мальков  | Группа E                                | Группа E                   | Группа E                          | Группа E       | Завершил выступление  | Завершил выступление  | Завершил выступление  | Завершил выступление  | 17             |
| мужчины      | Владимир Мальков  | VIEНгуен Тьен Минь П 21:15, 9:21, 13:21 | CHNЛинь Дань П 18:21, 7:21 | AUTД. Оберностерер В 21:11, 21:10 | 3              | Завершил выступление  | Завершил выступление  | Завершил выступление  | Завершил выступление  | 17             |
| женщины      | Наталья Перминова | Группа N                                | Группа N                   | Группа N                          | Группа N       | Завершила выступление | Завершила выступление | Завершила выступление | Завершила выступление | 17             |
| женщины      | Наталья Перминова | AUTЭ. Бальдауф В 21:17, 21:8            | TPEДай Цзыин П 12:21, 9:21 |                                   | 2              | Завершила выступление | Завершила выступление | Завершила выступление | Завершила выступление | 17             |

Парный разряд
Как и 4 года назад Россию в мужском парном разряде представляли Владимир Иванов и Иван Созонов. В марте 2016 года они стали победителями Открытого чемпионата Англии, который считается неофициальным чемпионатом мира, став первыми в истории россиянами, кому покорился этот титул. Благодаря этой победе Иванов и Созонов поднялись в мировом рейтинге с 13-й на 9-ю позицию. 30 апреля в полуфинале чемпионата Европы у Ивана Созонова произошёл разрыв ахиллова сухожилия, в результате чего российская пара могла пропустить Олимпийские игры. В конце июля стало известно, что Созонов восстановился от травмы и россияне выступят в Рио-де-Жанейро.
На Олимпийских играх российская пара стартовала с двух побед, причём в первом же матче был обыгран довольно сильный дуэт из Тайваня. Победа над австралийской парой во втором матче гарантировала Иванову и Созонову выход в плей-офф. Последний раз российские бадминтонисты (Андрей Антропов и Николай Зуев) выходили в четвертьфинал мужского парного разряда на Играх 1996 года. В заключительном матче группового этапа соперниками Иванова и Созонова стала южнокорейская пара Ли Ён Дэ / Ю Ён Сон, которые на момент начала соревнований занимали первую строчку в мировом рейтинге. Для выявления победителей потребовались все три партии, по итогам которых победу, а с ней и первое место в группе, завоевали российские бадминтонисты. По результатам жеребьёвки соперниками россиян в четвертьфинале стали китайцы Чай Бяо и Хун Вэй. Матч прошёл в упорной борьбе и завершился в трёх партиях победой китайской пары.
| Соревнование | Спортсмены                   | Групповой этап                            | Групповой этап                          | Групповой этап                               | Групповой этап | 1/4 финала                                 | 1/2 финала            | Финал                 | Итоговое место |
| Соревнование | Спортсмены                   | Соперники Счёт                            | Соперники Счёт                          | Соперники Счёт                               | Место          | 1/4 финала                                 | 1/2 финала            | Финал                 | Итоговое место |
| ------------ | ---------------------------- | ----------------------------------------- | --------------------------------------- | -------------------------------------------- | -------------- | ------------------------------------------ | --------------------- | --------------------- | -------------- |
| мужчины      | Владимир Иванов Иван Созонов | Группа A                                  | Группа A                                | Группа A                                     | Группа A       | CHNЧай Бяо / Хун Вэй П 13:21, 21:16, 16:21 | Завершили выступление | Завершили выступление | 5              |
| мужчины      | Владимир Иванов Иван Созонов | TPEЛи Шэнму / Цай Цзяисинь В 21:11, 22:20 | AUSМ. Чау / С. Серасинье В 21:16, 21:16 | KORЛи Ён Дэ / Ю Ён Сон В 21:17, 19:21, 21:16 | 1 Q            | CHNЧай Бяо / Хун Вэй П 13:21, 21:16, 16:21 | Завершили выступление | Завершили выступление | 5              |

Подводя итоги Олимпийских игр, главный тренер Клавдия Майорова отметила, что главной причиной поражения российской пары в четвертьфинале стало психологическое напряжение, тем не менее она осталась довольна выходом россиян в стадию плей-офф. По словам Владимира Иванова четвертьфинал парного турнира был проигран психологически.

### Бокс
Соревнования по боксу проходят по системе плей-офф. Для победы в олимпийском турнире боксёру необходимо одержать либо четыре, либо пять побед в зависимости от жеребьёвки соревнований. Оба спортсмена, проигравшие в полуфинальных поединках, становятся обладателями бронзовых наград.
Сразу в четырёх весовых категориях российские боксёры завоевали по две олимпийские лицензии. По правилам квалификации страна в каждой весовой категории может быть представлена только одним спортсменом. 10 декабря 2015 года Федерация бокса России объявила список спортсменов, которые примут участие в Играх. Не получив место в сборной в категории до 75 кг Петр Хамуков принял решение перейти в более тяжёлый вес и на отборочном турнире в Баку смог дойти до полуфинала соревнований, завоевав тем самым 9-ю олимпийскую лицензию. По итогам всех квалификационных отборов мужская сборная не смогла завоевать лицензию только в супертяжёлой весовой категории.
Первую олимпийскую лицензию в женском боксе сборная России завоевала благодаря Ярославе Якушиной, которая одержала победу в категории до 75 кг на европейском квалификационном турнире в турецком Самсуне. Оставшиеся две лицензии российские боксёрши могли добыть на чемпионате мира в Астане, для этого было необходимо выходить в полуфинал соревнований. С поставленной задачей смогла справиться только Анастасия Белякова, пробившаяся в четвёрку сильнейших. Елена Савельева, выступавшая в категории до 51 кг, не смогла завоевать лицензию, уступив в 1/8 финала титулованной китаянке Жэнь Цаньцань.
Мужчины

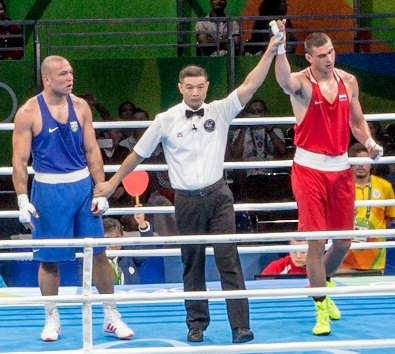
Победа Евгения Тищенко в поединке против Жуана Ногейры

Перед началом соревнований главный тренер мужской сборной России Александр Лебзяк заявил, что на Играх в Рио-де-Жанейро целью россиян станет завоевание 1 золотой медали, 1 серебряной и 2 бронзовых наград. Капитаном команды на Играх был выбран Артём Чеботарёв. 5 августа прошла жеребьёвка олимпийского турнира, результаты которой, по словам Лебзяка, оказались для сборной России удачными.
За первые дни соревнований из борьбы за медали выбыли сразу 4 российских боксёра. Свои первые же бои проиграли Пётр Хамуков, Андрей Замковой и Василий Егоров. Адлан Абдурашидов выбыл после второго раунда, уступив алжирскому боксёру. При этом из обидчиков россиян только американец Нико Эрнандес смог завоевать медаль, став бронзовым призёром Игр. 9 августа Александр Лебзяк выступил с резкой критикой в адрес российских боксёров, назвав их «туристами». При этом позже он объяснил свои слова тем, что хотел задеть боксёров, чтобы они разозлились и отдали всё для завоевания медали. Также Лебзяк отметил, что не имеет претензий к Егорову и Абдулрашидову, а Пётр Хамуков проиграл из-за неправильного решения судей. Ещё одним боксёром, оставшимся без медали, стал Артём Чеботарёв, уступивший раздельным решением судей азербайджанцу Камрану Шахсуварлы.
Первую олимпийскую награду для сборной России принёс Евгений Тищенко, выступавший в тяжёлой весовой категории. Российский боксёр уверенно прошёл по турниру, побеждая всех соперников единогласным решением судей, а в четвертьфинале был побеждён давний соперник Евгения титулованный итальянец Клементе Руссо. Финальный бой против казахстанского боксёра Василия Левита прошёл в упорной борьбе и завершился со счётом 3:0 в пользу Тищенко. Был близок к завоеванию золотой медали и бронзовый призёр Игр в Лондоне Миша Алоян. Российский боксёр дошёл до финала, где уступил сопернику из Узбекистана Шахобиддину Зоирову. Ещё два российских боксёра стали обладателями бронзовых наград, причём Владимир Никитин не смог даже выйти на свой полуфинальный бой. В четвертьфинальном поединке против ирландца Майкла Конлана россиянин получил серьёзное рассечение головы и после углубленного медицинского исследования было принято решение сняться с соревнований. В полуфинале в весовой категории до 64 кг Виталий Дунайцев раздельным решением судей уступил узбекскому боксёру Фазлиддину Гайбназарову.
| Категория | Спортсмены           | Первый раунд         | Второй раунд             | Четвертьфинал          | Полуфинал                   | Финал                 | Место |
| Категория | Спортсмены           | Соперник Результат   | Соперник Результат       | Соперник Результат     | Соперник Результат          | Соперник Результат    | Место |
| --------- | -------------------- | -------------------- | ------------------------ | ---------------------- | --------------------------- | --------------------- | ----- |
| до 49 кг  | Василий Егоров (2)   | не участвовал        | USAН. Эрнандес П 0:3     | завершил выступление   | завершил выступление        | завершил выступление  | 9     |
| до 52 кг  | Михаил Алоян (3)     | не участвовал        | FRAЭ. Конки В 3:0        | COLС. Авила (6) В 3:0  | CHNХу Цзяньгуань (7) В 3:0  | UZBШ. Зоиров П 0:3    | DSQ   |
| до 56 кг  | Владимир Никитин (8) | VANЛ. Варавара В 3:0 | THAЧ. Бутди В 2:1        | IRLМ. Конлан (1) В 3:0 | USAШ. Стивенсон (4) П отказ | завершил выступление  | 3     |
| до 60 кг  | Адлан Абдурашидов    | PNGТ. Катуа В 3:0    | ALGР. Бенбазиз (6) П 0:3 | завершил выступление   | завершил выступление        | завершил выступление  | 9     |
| до 64 кг  | Виталий Дунайцев     | не участвовал        | MGLБ. Чинзориг В 3:0     | CHNХу Цяньсюнь В 3:0   | UZBФ. Гайбназаров П 1:2     | завершил выступление  | 3     |
| до 69 кг  | Андрей Замковой      | KENР. Оквири П 1:2   | завершил выступление     | завершил выступление   | завершил выступление        | завершил выступление  | 17    |
| до 75 кг  | Артём Чеботарёв      | не участвовал        | AZEК. Шахсуварлы П 1:2   | завершил выступление   | завершил выступление        | завершил выступление  | 9     |
| до 81 кг  | Пётр Хамуков         | VENА. Рамирес П 1:2  | завершил выступление     | завершил выступление   | завершил выступление        | завершил выступление  | 17    |
| до 91 кг  | Евгений Тищенко (1)  | не участвовал        | BRAЖ. Ногейра В 3:0      | ITAК. Руссо (8) В 3:0  | UZBР. Тулаганов (5) В 3:0   | KAZВ. Левит (3) В 3:0 | 1     |

Женщины

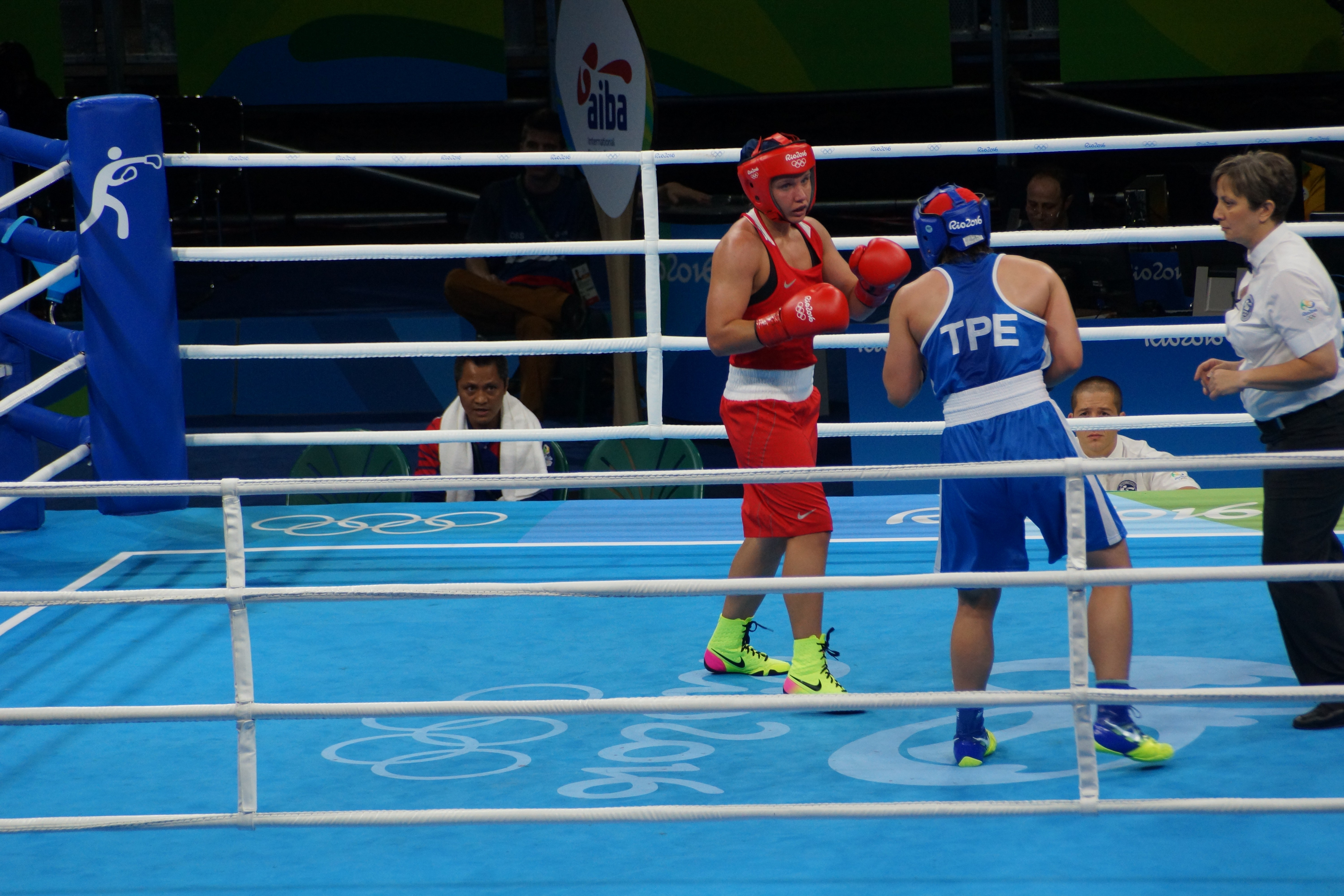
Ярослава Якушина во время боя против Чжэнь Ниньцзинь

4 августа состоялась жеребьёвка женского боксёрского турнира. Анастасия Белякова вошла в четвёрку сеяных в своей категории, благодаря чему начинала борьбу за медали сразу с четвертьфинала. Для Ярославы Якушиной жеребьёвка сложилась неудачно. В случае выхода в четвертьфинал её соперницей становилась действующая чемпионка мира и Олимпийских игр американка Кларесса Шилдс. Анастасия Белякова, победив в четвертьфинале американку Микаэлу Майер гарантировала себе олимпийскую медаль. Для выхода в финал россиянке необходимо было побеждать свою обидчицу по финалу чемпионата мира 2016 года Эстель Моссели. Уже в первом раунде полуфинального поединка Анастасия повредила локтевой сустав и была вынуждена досрочно закончить поединок, став при этом обладательницей бронзовой медали. Якушина уверенно пробилась в четвертьфинал, но там не смогла что-то противопоставить Шилдс и проиграла единогласным решением судей, выбыв из дальнейшей борьбы за медали.
| Категория | Спортсмены         | Первый раунд             | Четвертьфинал      | Полуфинал             | Финал                 | Место |
| Категория | Спортсмены         | Соперник Результат       | Соперник Результат | Соперник Результат    | Соперник Результат    | Место |
| --------- | ------------------ | ------------------------ | ------------------ | --------------------- | --------------------- | ----- |
| до 60 кг  | Анастасия Белякова | не участвовала           | USAМ. Майер В 2:0  | FRAЭ. Моссели П TKO   | завершила выступление | 3     |
| до 75 кг  | Ярослава Якушина   | TPEЧжэнь Ниньцзинь В 3:0 | USAК. Шилдс П 0:3  | завершила выступление | завершила выступление | 5     |

По результатам соревнований сборная России завоевала 5 медалей, что на одну меньше, чем на Играх в Лондоне. Подводя итоги олимпийского турнира директор Федерации бокса России Евгений Судаков сказал, что российские боксёры на Играх «недобрали» две медали, а также оценил в 70 % успешность их выступления. 22 августа старший тренер сборной России Эдуард Кравцов принял решение подать в отставку со своего поста, аргументировав данное решение «несправедливым отношением к своим спортсменам», и сосредоточиться на работе с профессиональными спортсменами. 8 сентября на собрании членов исполнительного комитета Федерации было принято решение уволить Александра Лебзяка, а главным тренером сборной назначить Олега Меньшикова, при этом сам Лебзяк назвал решение о своём отстранении незаконным. Также со своей должности был освобождён Евгений Судаков. 12 сентября исполком Федерации бокса России признал выступление сборных России по боксу на Олимпийских играх 2016 года в Рио-де-Жанейро «удовлетворительным».

### Борьба
В соревнованиях по борьбе, как и на предыдущих трёх Играх, разыгрывалось 18 комплектов наград. По 6 у мужчин в вольной и греко-римской борьбе и 6 у женщин в вольной борьбе. Турнир пройдёт по олимпийской системе с выбыванием. В утешительный раунд попадали участники, проигравшие в своих поединках будущим финалистам соревнований. Каждый поединок состоял из двух раундов по 3 минуты, победителем становился спортсмен, набравший большее количество технических очков. По окончании схватки, в зависимости от результатов спортсменам начислялись классификационные очки.
Сразу 12 из 18 возможных олимпийских лицензий российские борцы завоевали по итогам чемпионата мира 2015 года, став при этом победителями и в общекомандном зачёте. Сразу две путёвки завоевал Билял Махов, ставший двукратным бронзовым призёром чемпионата. Однако, как заявил президент Федерации спортивной борьбы России Михаил Мамиашвили на Играх в Рио-де-Жанейро Махов выступит только в одном виде борьбы, который он выберет самостоятельно. Ещё три олимпийские лицензии россияне завоевали по итогам европейского квалификационного отбора, в результате чего сборная России стала обладательницей максимально возможного количества квот в мужской борьбе. Две их трёх оставшихся лицензий в женской борьбе были выиграны на заключительном олимпийским отборочном турнире в Стамбуле. Из 18 заявленных на Играх категорий россияне не смогли получить квоту только в женской борьбе в весе до 53 кг.
Для определения состава сборной на Олимпийские игры проводился многоступенчатый внутрироссийский отбор. Единственным борцом, освобождённым от него, стал действующий двукратный чемпион мира Абдулрашид Садулаев. 12 августа был объявлен окончательный состав сборной России.
Мужчины
Вольная борьба
| Категория | Спортсмены          | Первый раунд            | 1/8 финала                    | Четвертьфинал                | Полуфинал                 | Финал                    | Место |
| Категория | Спортсмены          | Соперник Результат      | Соперник Результат            | Соперник Результат           | Соперник Результат        | Соперник Результат       | Место |
| --------- | ------------------- | ----------------------- | ----------------------------- | ---------------------------- | ------------------------- | ------------------------ | ----- |
| до 57 кг  | Виктор Лебедев      | не участвовал           | INDС. Томар В 3:1 (PP)        | IRIХ. Рахими П 1:3 (PP)      | завершил выступление      | завершил выступление     | 9     |
| до 65 кг  | Сослан Рамонов      | CANХ. Гарсия В 3:1 (PP) | CUBА. Вальдес В 3:1 (PP)      | MGLГ. Мандахнаран В 3:0 (PO) | UZBИ. Наврузов В 3:1 (PP) | AZEТ. Аскеров В 4:0 (ST) | 1     |
| до 74 кг  | Аниуар Гедуев       | не участвовал           | UZBБ. Абдурахмонов В 3:1 (PP) | USAД. Барроуз В 3:1 (PP)     | AZEД. Гасанов В 3:1 (PP)  | IRIХ. Яздани П 1:3 (PP)  | 2     |
| до 86 кг  | Абдулрашид Садулаев | не участвовал           | HUNИ. Вереб В 4:0 (ST)        | VENП. Себальос В 3:0 (PO)    | AZEШ. Шарифов В 3:1 (PP)  | TURС. Яшар В 3:0 (PO)    | 1     |
| до 97 кг  | Анзор Болтукаев     | не участвовал           | UKRВ. Андрейцев П 1:3 (PP)    | завершил выступление         | завершил выступление      | завершил выступление     | 11    |
| до 125 кг | Билял Махов         | UKRА. Засеев П 1:3 (PP) | завершил выступление          | завершил выступление         | завершил выступление      | завершил выступление     | 13    |

Греко-римская борьба
В категории до 85 кг Россию представлял двукратный чемпион страны и победитель Европейских игр 2015 года Давит Чакветадзе. Перед началом соревнований международная федерация борьбы включила Давита в число претендентов на призовое место. Уже в первом раунде Чакветадзе сумел взять реванш у азербайджанца Самана Тахмасеби, который разгромил россиянина в четвертьфинале чемпионата мира 2015 года. Во втором раунде Давит досрочно победил ещё одного бронзового призёра последнего первенства мира иранца Хабиболлу Ахлаги. В следующих двух поединках были повержены европейцы: немец Денис Кудла и венгр Виктор Лёринц. В финале россиянину противостоял действующий чемпион мира и Европы Жан Беленюк. После первой половины Чакветадзе уступал 0:2, но затем смог перевернуть ход поединка и одержал победу 9:2, став олимпийским чемпионом.
| Категория | Спортсмены         | Первый раунд               | 1/8 финала                 | Четвертьфинал           | Полуфинал                  | Финал                    | Место |
| Категория | Спортсмены         | Соперник Результат         | Соперник Результат         | Соперник Результат      | Соперник Результат         | Соперник Результат       | Место |
| --------- | ------------------ | -------------------------- | -------------------------- | ----------------------- | -------------------------- | ------------------------ | ----- |
| до 59 кг  | Ибрагим Лабазанов  | KAZА. Кебиспаев П 0:3 (PO) | завершил выступление       | завершил выступление    | завершил выступление       | завершил выступление     | 16    |
| до 66 кг  | Ислам-Бека Альбиев | ROMЙ. Панайт В 3:1 (PP)    | AZEР. Чунаев П 1:3 (PP)    | завершил выступление    | завершил выступление       | завершил выступление     | 9     |
| до 75 кг  | Роман Власов       | не участвовал              | KORКим Хён У В 3:1 (PP)    | CHNЯн Бинь В 4:0 (ST)   | CROБ. Старчевич В 3:1 (PP) | DENМ. Мадсен В 3:1 (PP)  | 1     |
| до 85 кг  | Давит Чакветадзе   | AZEС. Тахмасеби В 3:0 (PO) | IRIХ. Ахлаги В 5:0 (VT)    | GERД. Кудла В 4:0 (ST)  | HUNВ. Лёринц В 3:1 (PP)    | UKRЖ. Беленюк В 3:1 (PP) | 1     |
| до 98 кг  | Ислам Магомедов    | не участвовал              | ESTА. Арусаар В 3:0 (PO)   | TURД. Ильдем П 1:3 (PP) | завершил выступление       | завершил выступление     | 8     |
| до 130 кг | Сергей Семёнов     | KGZМ. Рамонов В 3:1 (PP)   | UZBМ. Абдуллаев В 3:0 (PO) | GEOЯ. Каджая В 3:0 (PO) | CUBМ. Лопес П 0:3 (PO)     | За 3-е место             | 3     |
| до 130 кг | Сергей Семёнов     | KGZМ. Рамонов В 3:1 (PP)   | UZBМ. Абдуллаев В 3:0 (PO) | GEOЯ. Каджая В 3:0 (PO) | CUBМ. Лопес П 0:3 (PO)     | ESTХ. Наби В 3:0 (PO)    | 3     |

Женщины
Вольная борьба
| Категория | Спортсмены        | Первый раунд              | 1/8 финала                 | Четвертьфинал                | Полуфинал                   | Финал                    | Место |
| Категория | Спортсмены        | Соперник Результат        | Соперник Результат         | Соперник Результат           | Соперник Результат          | Соперник Результат       | Место |
| --------- | ----------------- | ------------------------- | -------------------------- | ---------------------------- | --------------------------- | ------------------------ | ----- |
| до 48 кг  | Милана Дадашева   | PRKКим Хён Гён В 3:1 (PP) | BULЕ. Янкова П 1:3 (PP)    | завершила выступление        | завершила выступление       | завершила выступление    | 9     |
| до 58 кг  | Валерия Коблова   | GERЛ. Нимеш В 3:0 (PO)    | MGLП. Орхон В 4:0 (ST)     | INDС. Малик В 3:1 (PP)       | KGZА. Тыныбекова В 3:1 (PP) | JPNК. Итё П 1:3 (PP)     | 2     |
| до 63 кг  | Инна Тражукова    | HUNМ. Шаштин В 3:0 (PO)   | TURХ. Шахин В 3:1 (PP)     | CHNСюй Жуй В 3:1 (PP)        | JPNР. Каваи П 0:4 (ST)      | За 3-е место             | 4     |
| до 63 кг  | Инна Тражукова    | HUNМ. Шаштин В 3:0 (PO)   | TURХ. Шахин В 3:1 (PP)     | CHNСюй Жуй В 3:1 (PP)        | JPNР. Каваи П 0:4 (ST)      | POLМ. Михалик П 1:3 (PP) | 4     |
| до 69 кг  | Наталья Воробьёва | не участвовала            | KAZЭ. Сыздыкова В 3:1 (PP) | MGLО. Насанбурмаа В 5:0 (VT) | EGYЭ. Мостафа В 5:0 (VT)    | JPNС. Досё П 1:3 (PP)    | 2     |
| до 75 кг  | Екатерина Букина  | EGYС. Хамза В 3:1 (PP)    | TURЯ. Адар В 3:1 (PP)      | BRAА. Феррейра В 3:1 (PP)    | KAZГ. Манюрова П 0:5 (VT)   | За 3-е место             | 3     |
| до 75 кг  | Екатерина Букина  | EGYС. Хамза В 3:1 (PP)    | TURЯ. Адар В 3:1 (PP)      | BRAА. Феррейра В 3:1 (PP)    | KAZГ. Манюрова П 0:5 (VT)   | CMRА. Али В 3:1 (PP)     | 3     |

### Велоспорт

#### Шоссейный велоспорт
Мужчины
Мужская сборная России по шоссейным велогонкам заняла 8-е место по итогам Европейского тура UCI 2015 года. Этот результат позволял россиянам претендовать только на две олимпийские лицензии в групповой гонке, но поскольку ряд стран, занявших в рейтинге места с 1-го по 7-е, уже получили олимпийские лицензии по итогам Мирового тура, то российские спортсмены стали обладателями сразу трёх путёвок на Игры. Также один из трёх заявленных велогонщиков сможет принять участие в раздельной гонке.
| Соревнование     | Спортсмены       | Время      | Место | Отставание |
| ---------------- | ---------------- | ---------- | ----- | ---------- |
| групповая гонка  | Сергей Чернецкий | 6:19:43    | 31    | +9:38      |
| групповая гонка  | Павел Кочетков   | 6:22:23    | 38    | +12:18     |
| групповая гонка  | Алексей Курбатов | DNF        | DNF   | DNF        |
| раздельная гонка | Павел Кочетков   | 1:20:07,59 | 28    | +7:52,17   |

Женщины
У женщин первую олимпийскую лицензию принесла Татьяна Антошина, которая стала 11-й на чемпионате мира 2015 года в индивидуальной гонке.
| Соревнование     | Спортсмены        | Время    | Место | Отставание |
| ---------------- | ----------------- | -------- | ----- | ---------- |
| групповая гонка  | Ольга Забелинская | 3:55:52  | 16    | +4:25      |
| раздельная гонка | Ольга Забелинская | 44:31,97 | 2     | +5,55      |

#### Трековый велоспорт
Единственным этапом отбора в трековых гонках стал мировой рейтинг UCI за 2014—2016 годы, который был опубликован по завершении чемпионата мира 2016 года. Сборная России завоевала олимпийские лицензии в 6 из 10 возможных дисциплинах. По словам главного тренера сборной Сергея Ковпанца российские велогонщики будут бороться за медали во всех дисциплинах, где они пробились на Олимпийские игры. По итогам доклада Макларена до Игр не допустили Кирилла Свешникова, Дмитрия Соколова и Дмитрия Страхова. Таким образом Россия лишилась лицензии в командной гонке преследования.
Спринт
| Соревнование | Спортсмены        | Квалификация   | Квалификация | Раунд 1                  | Отбор                 | Раунд 2                 | Отбор                 | 1/4 финала                     | Полуфинал                              | Финал                           | Место |
| Соревнование | Спортсмены        | Время Скорость | Место        | Соперник Время           | Соперники Время       | Соперник Время          | Соперники Время       | Соперник Время                 | Соперник Время                         | Соперники Время                 | Место |
| ------------ | ----------------- | -------------- | ------------ | ------------------------ | --------------------- | ----------------------- | --------------------- | ------------------------------ | -------------------------------------- | ------------------------------- | ----- |
| мужчины      | Денис Дмитриев    | 9,744 73,664   | 4 (Q)        | POLР. Сарнецкий В 10,141 | Не участвовал         | NZLС. Уэбстер В 10,102  | Не участвовал         | FRAГ. Боже В 10,102 В 10,166   | GBRД. Кенни В 10,139 П 10,080 П 10,373 | За 3-е место                    | 3     |
| мужчины      | Денис Дмитриев    | 9,744 73,664   | 4 (Q)        | POLР. Сарнецкий В 10,141 | Не участвовал         | NZLС. Уэбстер В 10,102  | Не участвовал         | FRAГ. Боже В 10,102 В 10,166   | GBRД. Кенни В 10,139 П 10,080 П 10,373 | AUSМ. Глетцер В 10,105 В 10,190 | 3     |
| мужчины      | Никита Шуршин     | 10,418 69,111  | 26           | Завершил выступление     | Завершил выступление  | Завершил выступление    | Завершил выступление  | Завершил выступление           | Завершил выступление                   | Завершил выступление            | 26    |
| женщины      | Анастасия Войнова | 10,985 65,543  | 11 (Q)       | AUSС. Мортон В 11,503    | Не участвовала        | CHNЧжун Тяньши В 11,271 | Не участвовала        | NEDЭ. Лигтле П 11,438 П 11,398 | Завершила выступление                  | Завершила выступление           | 5     |
| женщины      | Дарья Шмелёва     | 11,230         | 22           | Завершила выступление    | Завершила выступление | Завершила выступление   | Завершила выступление | Завершила выступление          | Завершила выступление                  | Завершила выступление           | 22    |

Командный спринт
| Соревнование | Спортсмены                      | Квалификация   | Квалификация | Полуфинал                  | Полуфинал | Финал                     | Место |
| Соревнование | Спортсмены                      | Время Скорость | Место        | Соперник Время Скорость    | Место     | Соперник Время Скорость   | Место |
| ------------ | ------------------------------- | -------------- | ------------ | -------------------------- | --------- | ------------------------- | ----- |
| женщины      | Дарья Шмелёва Анастасия Войнова | 32,655 55,121  | 2 (Q)        | Канада · В 32,324 · 55,686 | 2 QG      | Китай · П 32,401 · 55,553 | 2     |

Кейрин
| Соревнование | Спортсмены        | Первый раунд | Первый раунд | Утешительный заезд | Утешительный заезд | Второй раунд          | Второй раунд          | Финал                 | Итоговое место |
| Соревнование | Спортсмены        | Заезд        | Место        | Заезд              | Место              | Заезд                 | Место                 | Место                 | Итоговое место |
| ------------ | ----------------- | ------------ | ------------ | ------------------ | ------------------ | --------------------- | --------------------- | --------------------- | -------------- |
| мужчины      | Денис Дмитриев    | 2            | 7            | 4                  | 2                  | Завершил выступление  | Завершил выступление  | Завершил выступление  | 13             |
| женщины      | Анастасия Войнова | 1            | 4            | 4                  | 1 (Q)              | 1                     | 3 (Q)                 | 4                     | 4              |
| женщины      | Дарья Шмелёва     | 2            | 3            | 2                  | 2                  | Завершила выступление | Завершила выступление | Завершила выступление | 13             |

#### Маунтинбайк
Мужчины
| Соревнование | Спортсмены   | Время   | Отставание | Место |
| ------------ | ------------ | ------- | ---------- | ----- |
| кросс-кантри | Антон Синцов | 1:37.38 | +4.10      | 12    |

Женщины
| Соревнование | Спортсмены       | Время   | Отставание | Место |
| ------------ | ---------------- | ------- | ---------- | ----- |
| кросс-кантри | Ирина Калентьева | 1:36.54 | +6.39      | 17    |

#### BMX
Мужчины
| Соревнование | Спортсмены      | Квалификация | Квалификация | 1\4 финала | 1\4 финала  | 1\4 финала  | 1\4 финала  | 1\4 финала | 1\4 финала | 1\2 финала           | 1\2 финала           | 1\2 финала           | 1\2 финала           | 1\2 финала           | 1\2 финала           | Финал                | Финал                | Место |
| Соревнование | Спортсмены      | Время        | Место        | Заезд      | 1 гонка     | 2 гонка     | 3 гонка     | Всего      | Место      | Заезд                | 1 гонка              | 2 гонка              | 3 гонка              | Всего                | Место                | Финал                | Финал                | Место |
| Соревнование | Спортсмены      | Время        | Место        | Заезд      | Время Место | Время Место | Время Место | Всего      | Место      | Заезд                | Время Место          | Время Место          | Время Место          | Всего                | Место                | Время                | Место                | Место |
| ------------ | --------------- | ------------ | ------------ | ---------- | ----------- | ----------- | ----------- | ---------- | ---------- | -------------------- | -------------------- | -------------------- | -------------------- | -------------------- | -------------------- | -------------------- | -------------------- | ----- |
| BMX          | Евгений Комаров | 36,958       | 30           | 3          | 41,584 5    | 40,430 6    | 39,770 5    | 16         | 6          | Завершил выступление | Завершил выступление | Завершил выступление | Завершил выступление | Завершил выступление | Завершил выступление | Завершил выступление | Завершил выступление | 22    |

Женщины
| Соревнование | Спортсмены          | Квалификация | Квалификация | 1\2 финала | 1\2 финала  | 1\2 финала  | 1\2 финала  | 1\2 финала | 1\2 финала | Финал  | Финал | Место |
| Соревнование | Спортсмены          | Время        | Место        | Заезд      | 1 гонка     | 2 гонка     | 3 гонка     | Всего      | Место      | Финал  | Финал | Место |
| Соревнование | Спортсмены          | Время        | Место        | Заезд      | Время Место | Время Место | Время Место | Всего      | Место      | Время  | Место | Место |
| ------------ | ------------------- | ------------ | ------------ | ---------- | ----------- | ----------- | ----------- | ---------- | ---------- | ------ | ----- | ----- |
| BMX          | Ярослава Бондаренко | 35,682       | 11(Q)        | 2          | 35,800 5    | 35,310 3    | 36,126 5    | 13 (Q)     | 4          | 36,017 | 5     | 5     |

### Водные виды спорта

#### Водное поло

##### Женщины

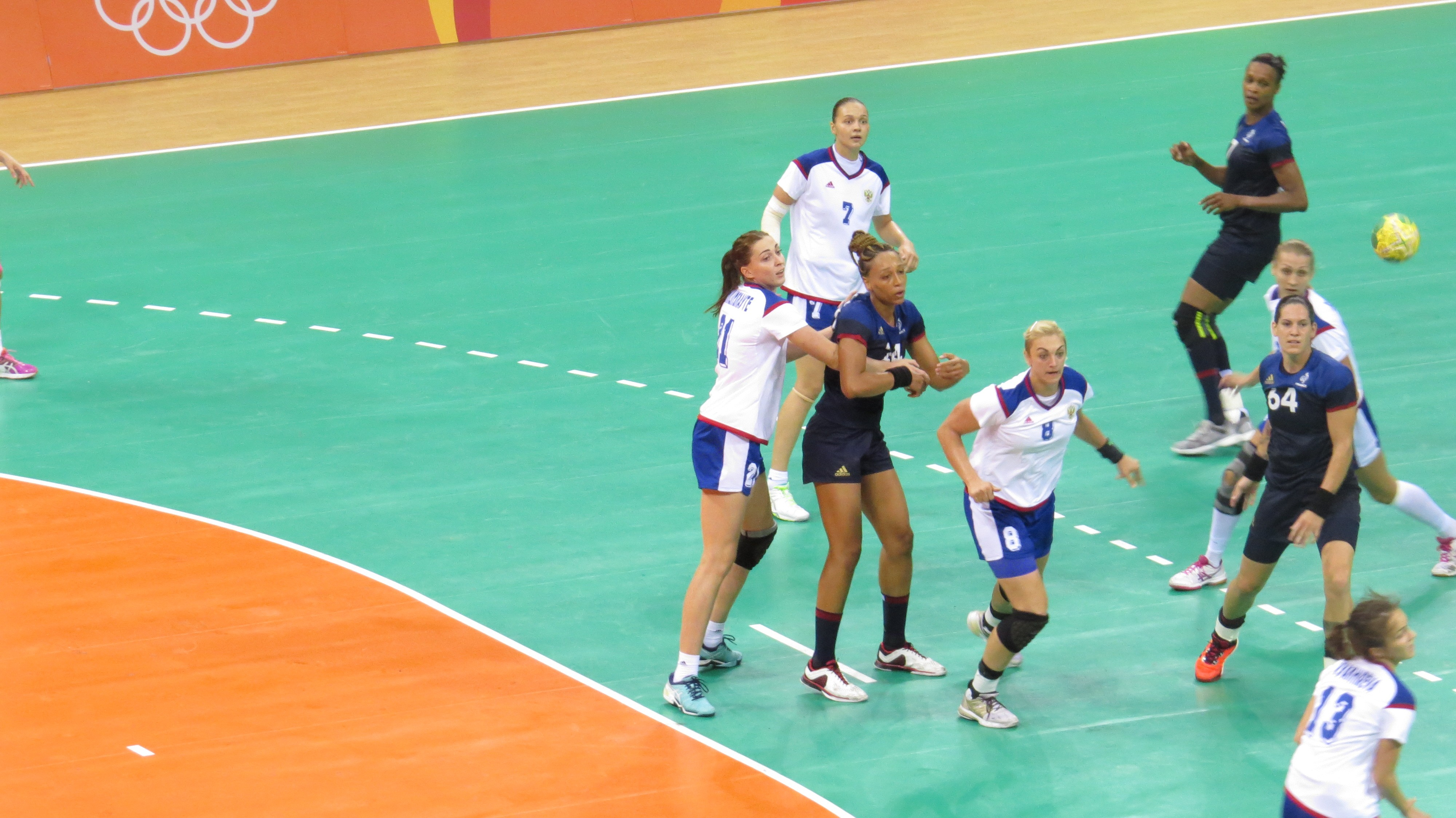
Фрагмент матча группового этапа между сборными России и Франции

В январе 2016 года Женская сборная России заняла 6-е место на чемпионате Европы, что позволило продолжить борьбу за олимпийскую лицензию в рамках мирового квалификационного турнира. Заключительный этап олимпийского отбора проходил с 21 по 28 марта 2016 года в нидерландском городе Гауда. Для получения олимпийской путёвки необходимо было пробиться в полуфинал турнира. На групповом этапе сборная России заняла третье место, одержав три победы, а также сыграв вничью с хозяйками соревнований сборной Нидерландов и уступив Италии. В четвертьфинале соперницами россиянок стала сборная Греции. Основное время закончилось вничью (10:10), а в серии пенальти сильнее оказалась сборная России. Благодаря этой победе женская сборная России по водному поло получила право выступить на летних Олимпийских играх. Сборная России, пробившись на Игры в Рио-де-Жанейро, осталась одной из двух команд (наряду со сборной Австралии), которые принимали участие во всех олимпийских турнирах, начиная с 2000 года, когда женское водное поло было включено в программу соревнований. В уже ничего не решающих матчах россиянки во второй раз уступили сборной Италии, а затем в матче за третье место со счётом 10:4 обыграли испанок.
Состав
| Номер                  | Имя                  | Дата рождения   | Рост, см | Вес, кг | Клуб                 | Игры    | Голы    |
| Вратари                | Вратари              | Вратари         | Вратари  | Вратари | Вратари              | Вратари | Вратари |
| ---------------------- | -------------------- | --------------- | -------- | ------- | -------------------- | ------- | ------- |
| 1                      | Анна Устюхина        | 18 марта 1989   | 177      | 70      | СКИФ ЦСП Крылатское  |         |         |
| 13                     | Анна Карнаух         | 31 августа 1993 | 173      | 61      | КИНЕФ-Сургутнефтегаз |         |         |
| Защитники              |                      |                 |          |         |                      |         |         |
| 5                      | Мария Борисова       | 28 июля 1997    | 184      | 95      | СКИФ ЦСП Крылатское  |         |         |
| 12                     | Анна Гринёва         | 31 января 1988  | 185      | 87      | Спартак Волгоград    |         |         |
| Подвижные нападающие   |                      |                 |          |         |                      |         |         |
| 2                      | Надежда Глызина      | 20 мая 1988     | 175      | 68      | КИНЕФ-Сургутнефтегаз |         |         |
| 3                      | Екатерина Прокофьева | 13 марта 1991   | 176      | 70      | КИНЕФ-Сургутнефтегаз |         |         |
| 4                      | Эльвина Каримова     | 25 марта 1994   | 166      | 62      | Динамо-Уралочка      |         |         |
| 6                      | Ольга Горбунова      | 27 августа 1993 | 169      | 60      | Динамо-Уралочка      |         |         |
| 7                      | Екатерина Лисунова   | 6 октября 1989  | 175      | 64      | Югра                 |         |         |
| Центральные нападающие |                      |                 |          |         |                      |         |         |
| 8                      | Анастасия Симанович  | 23 января 1995  | 174      | 69      | КИНЕФ-Сургутнефтегаз |         |         |
| 9                      | Анна Тимофеева       | 18 июля 1987    | 176      | 67      | Югра                 |         |         |

| Имя                | Гражданство        | Дата рождения |
| ------------------ | ------------------ | ------------- |
| Александр Гайдуков | Россия / Казахстан | 10.01.1974    |

Результаты
Групповой этап (Группа A)
| Место | Команда   | И | В | Н | П | ГЗ | ГП | +/- | Очки |
| ----- | --------- | - | - | - | - | -- | -- | --- | ---- |
| 1     | Италия    | 3 | 3 | 0 | 0 | 27 | 13 | +12 | 6    |
| 2     | Австралия | 3 | 2 | 0 | 1 | 31 | 15 | +16 | 4    |
| 3     | Россия    | 3 | 1 | 0 | 2 | 23 | 31 | -8  | 2    |
| 4     | Бразилия  | 3 | 0 | 0 | 3 | 13 | 33 | -20 | 0    |

| 9 августа 2016 13:00 UTC-3 | Протокол | Россия                                | 4:14 | Австралия        | Водный центр имени Марии Ленк Судьи: Мари-Клод Деслире Адриан Александреску |
| 9 августа 2016 13:00 UTC-3 | Протокол | Счёт по четвертям: 0:3, 1:5, 3:2, 0:4 |      |                  | Водный центр имени Марии Ленк Судьи: Мари-Клод Деслире Адриан Александреску |
| 9 августа 2016 13:00 UTC-3 | Протокол | Екатерина Прокофьева — 2              | Голы | 4 — Эшли Саутерн | Водный центр имени Марии Ленк Судьи: Мари-Клод Деслире Адриан Александреску |

| 11 августа 2016 | Россия                                | 14:7 | Бразилия | Водный центр имени Марии Ленк |
| 11 августа 2016 | Счёт по четвертям: 2:4, 2:0, 4:2, 6:1 |      |          | Водный центр имени Марии Ленк |

| 13 августа 2016 | Россия                                | 5:10 | Италия | Водный центр имени Марии Ленк |
| 13 августа 2016 | Счёт по четвертям: 2:3, 1:2, 1:3, 1:2 |      |        | Водный центр имени Марии Ленк |

1/4 финала
| 15 августа 2016 | Россия                                | 12:10 | Испания | Олимпийский водный центр |
| 15 августа 2016 | Счёт по четвертям: 2:3, 3:2, 5:3, 2:2 |       |         | Олимпийский водный центр |

Полуфинал
| 17 августа 2016 | Россия                                | 9:12 | Италия | Олимпийский водный центр |
| 17 августа 2016 | Счёт по четвертям: 2:2, 2:4, 0:2, 5:4 |      |        | Олимпийский водный центр |

За 3-е место
| 19 августа 2016 | Россия                                | 12:12 по пенальти 7:6 | Венгрия | Олимпийский водный центр |
| 19 августа 2016 | Счёт по четвертям: 3:3, 4:3, 1:3, 4:3 |                       |         | Олимпийский водный центр |

Итог: 3 место

#### Плавание
В следующий раунд на каждой дистанции проходят спортсмены, показавшие лучший результат, независимо от места, занятого в своём заплыве.
В феврале 2015 года Международная федерация плавания опубликовала правила квалификации, согласно которым для получения олимпийской лицензии на отдельной дистанции стране необходимо, чтобы её спортсмены в рамках определённых турниров выполнили квалификационный норматив A (16-е место на летних Олимпийских играх 2012 года). За время квалификационного периода (с 1 марта 2015 по 3 июля 2016 года) российские пловцы завоевали олимпийские лицензии практически во всех дисциплинах. Президент Всероссийской федерация плавания Владимир Сальников заявил, что для повышения конкурентоспособности сборной на Играх были введены национальные нормативы, которые жёстче (12-е место на летних Олимпийских играх 2012 года), чем те, которые установила FINA.
В эстафетных дисциплинах сборная России получила максимальное количество лицензий, попав в число 12-ти сильнейших на каждой дистанции на домашнем чемпионате мира 2015 года.
Состав сборной России по плаванию для участия в Олимпийских играх был сформирован по итогам чемпионата России, который прошёл с 16 по 23 апреля 2016 года.
Мужчины
| Дистанция                        | Спортсмены                                                            | Предварительный раунд | Предварительный раунд | Предварительный раунд | Полуфинал                                                        | Полуфинал                                                        | Полуфинал                                                        | Финал                | Финал                |
| Дистанция                        | Спортсмены                                                            | Заплыв                | Результат             | Место                 | Заплыв                                                           | Результат                                                        | Место                                                            | Результат            | Место                |
| -------------------------------- | --------------------------------------------------------------------- | --------------------- | --------------------- | --------------------- | ---------------------------------------------------------------- | ---------------------------------------------------------------- | ---------------------------------------------------------------- | -------------------- | -------------------- |
| 50 метров вольным стилем         | Владимир Морозов                                                      | 9                     | 21,81                 | 6 Q                   | 1                                                                | 21,88                                                            | 10                                                               | завершил выступление | завершил выступление |
| 50 метров вольным стилем         | Алексей Брянский                                                      | 8                     | 22,33                 | 28                    | завершил выступление                                             | завершил выступление                                             | завершил выступление                                             | завершил выступление | завершил выступление |
| 100 метров вольным стилем        | Владимир Морозов                                                      | 6                     | 48,39                 | 8 Q                   | 1                                                                | 48,26                                                            | 9                                                                | завершил выступление | завершил выступление |
| 100 метров вольным стилем        | Андрей Гречин                                                         | 7                     | 48,75                 | 21                    | завершил выступление                                             | завершил выступление                                             | завершил выступление                                             | завершил выступление | завершил выступление |
| 200 метров вольным стилем        | Александр Красных                                                     | 6                     | 1:47,15               | 16 Q                  | 2                                                                | 1:45,69                                                          | 4 Q                                                              | 1:45,91              | 8                    |
| 200 метров вольным стилем        | Никита Лобинцев                                                       | 3                     | 1:49,35               | 36                    | завершил выступление                                             | завершил выступление                                             | завершил выступление                                             | завершил выступление | завершил выступление |
| 400 метров вольным стилем        | Александр Красных                                                     | 5                     | 3:47,39               | 15                    | не проводится                                                    | не проводится                                                    | не проводится                                                    | завершил выступление | завершил выступление |
| 400 метров вольным стилем        | Вячеслав Андрусенко                                                   | 4                     | 3:50,23               | 30                    | не проводится                                                    | не проводится                                                    | не проводится                                                    | завершил выступление | завершил выступление |
| 1500 метров вольным стилем       | Илья Дружинин                                                         | 2                     | 14:59,56              | 13                    | не проводится                                                    | не проводится                                                    | не проводится                                                    | завершил выступление | завершил выступление |
| 1500 метров вольным стилем       | Ярослав Потапов                                                       | 4                     | 15:00,99              | 14                    | не проводится                                                    | не проводится                                                    | не проводится                                                    | завершил выступление | завершил выступление |
| 100 метров баттерфляем           | Александр Садовников                                                  | 6                     | 51,91                 | 13 Q                  | 2                                                                | 51,71                                                            | 7 Q                                                              | 51,84                | 8                    |
| 100 метров баттерфляем           | Евгений Коптелов                                                      | 4                     | 52,01                 | 15 Q                  | 2                                                                | 52,50                                                            | 16                                                               | завершил выступление | завершил выступление |
| 200 метров баттерфляем           | Евгений Коптелов                                                      | 2                     | 1:56,13               | 11 Q                  | 2                                                                | 1:56,46                                                          | 11                                                               | завершил выступление | завершил выступление |
| 200 метров баттерфляем           | Даниил Пахомов                                                        | 2                     | 1:57,36               | 24                    | завершил выступление                                             | завершил выступление                                             | завершил выступление                                             | завершил выступление | завершил выступление |
| 100 метров на спине              | Евгений Рылов                                                         | 3                     | 53,25                 | 6 Q                   | 1                                                                | 52,84                                                            | 6 Q                                                              | 52,74                | 6                    |
| 100 метров на спине              | Григорий Тарасевич                                                    | 4                     | 53,65                 | 11 Q                  | 2                                                                | 53,46                                                            | 9                                                                | завершил выступление | завершил выступление |
| 200 метров на спине              | Евгений Рылов                                                         | 2                     | 1:55,02               | 1 Q                   | 2                                                                | 1:54,45                                                          | 1 Q                                                              | 1:53,97              | 3                    |
| 200 метров на спине              | Андрей Шабасов                                                        | 2                     | 1:56,50               | 6 Q                   | 2                                                                | 1:56,84                                                          | 12                                                               | завершил выступление | завершил выступление |
| 100 метров брассом               | Всеволод Занько                                                       | 6                     | 59,91                 | 13 Q                  | 2                                                                | 1:00,39                                                          | 14                                                               | завершил выступление | завершил выступление |
| 100 метров брассом               | Кирилл Пригода                                                        | 5                     | 1:00,37               | 20                    | завершил выступление                                             | завершил выступление                                             | завершил выступление                                             | завершил выступление | завершил выступление |
| 200 метров брассом               | Антон Чупков                                                          | 5                     | 2:07,93               | 1 Q                   | 2                                                                | 2:08,08                                                          | 6 Q                                                              | 2:07,70              | 3                    |
| 200 метров брассом               | Илья Хоменко                                                          | 3                     | 2:08,94               | 4 Q                   | 1                                                                | 2:09,73                                                          | 10                                                               | завершил выступление | завершил выступление |
| 200 метров комплексным плаванием | Семён Макович                                                         | 3                     | 1:59,86               | 18                    | завершил выступление                                             | завершил выступление                                             | завершил выступление                                             | завершил выступление | завершил выступление |
| Эстафета                         | Предварительный раунд                                                 | Предварительный раунд | Предварительный раунд | Предварительный раунд | Финал                                                            | Финал                                                            | Финал                                                            | Финал                | Финал                |
| Эстафета                         | Состав                                                                | Заплыв                | Результат             | Место                 | Состав                                                           | Состав                                                           | Состав                                                           | Результат            | Место                |
| 4×100 метров вольным стилем      | Андрей Гречин Александр Попков Данила Изотов Александр Сухоруков      | 1                     | 3:12,04               | 1 Q                   | Андрей Гречин Данила Изотов Владимир Морозов Александр Сухоруков | Андрей Гречин Данила Изотов Владимир Морозов Александр Сухоруков | Андрей Гречин Данила Изотов Владимир Морозов Александр Сухоруков | 3:11,64              | 4                    |
| 4×200 метров вольным стилем      | Михаил Довгалюк Вячеслав Андрусенко Никита Лобинцев Александр Красных | 2                     | 7:06,81               | 3 Q                   | Данила Изотов Александр Красных Никита Лобинцев Михаил Довгалюк  | Данила Изотов Александр Красных Никита Лобинцев Михаил Довгалюк  | Данила Изотов Александр Красных Никита Лобинцев Михаил Довгалюк  | 7:05,70              | 5                    |
| 4×100 метров комбинированная     | Григорий Тарасевич Антон Чупков Евгений Коптелов Александр Сухоруков  | 1                     | 3:32,95               | 6 Q                   | Евгений Рылов Антон Чупков Александр Садовников Владимир Морозов | Евгений Рылов Антон Чупков Александр Садовников Владимир Морозов | Евгений Рылов Антон Чупков Александр Садовников Владимир Морозов | 3:31,30              | 4                    |

Открытая вода
| Дистанция     | Спортсмены      | Результат | Место | Отставание |
| ------------- | --------------- | --------- | ----- | ---------- |
| 10 километров | Евгений Дратцев | 1:53:04,8 | 11    | +5,0       |

Женщины
| Дистанция                        | Спортсмены                                                             | Предварительный раунд | Предварительный раунд | Предварительный раунд | Полуфинал                                                        | Полуфинал                                                        | Полуфинал                                                        | Финал                 | Финал                 |
| Дистанция                        | Спортсмены                                                             | Заплыв                | Результат             | Место                 | Заплыв                                                           | Результат                                                        | Место                                                            | Результат             | Место                 |
| -------------------------------- | ---------------------------------------------------------------------- | --------------------- | --------------------- | --------------------- | ---------------------------------------------------------------- | ---------------------------------------------------------------- | ---------------------------------------------------------------- | --------------------- | --------------------- |
| 50 метров вольным стилем         | Розалия Насретдинова                                                   | 11                    | 24,94                 | 22                    | завершила выступление                                            | завершила выступление                                            | завершила выступление                                            | завершила выступление | завершила выступление |
| 50 метров вольным стилем         | Наталья Ловцова                                                        | 12                    | 25,55                 | 38                    | завершила выступление                                            | завершила выступление                                            | завершила выступление                                            | завершила выступление | завершила выступление |
| 100 метров вольным стилем        | Вероника Попова                                                        | 3                     | 54,60                 | 19                    | завершила выступление                                            | завершила выступление                                            | завершила выступление                                            | завершила выступление | завершила выступление |
| 100 метров вольным стилем        | Наталья Ловцова                                                        | 4                     | 55,37                 | 28                    | завершила выступление                                            | завершила выступление                                            | завершила выступление                                            | завершила выступление | завершила выступление |
| 200 метров вольным стилем        | Вероника Попова                                                        | 4                     | 1:57,08               | 11 Q                  | 2                                                                | 1:57,22                                                          | 9                                                                | завершила выступление | завершила выступление |
| 200 метров вольным стилем        | Арина Опёнышева                                                        | 4                     | 1:58,05               | 18                    | завершила выступление                                            | завершила выступление                                            | завершила выступление                                            | завершила выступление | завершила выступление |
| 400 метров вольным стилем        | Арина Опёнышева                                                        | 2                     | 4:11,83               | 20                    | не проводится                                                    | не проводится                                                    | не проводится                                                    | завершила выступление | завершила выступление |
| 800 метров вольным стилем        | Арина Опёнышева                                                        | 1                     | 8:48,89               | 26                    | не проводится                                                    | не проводится                                                    | не проводится                                                    | завершила выступление | завершила выступление |
| 100 метров баттерфляем           | Светлана Чимрова                                                       | 6                     | 58,41                 | 19                    | завершила выступление                                            | завершила выступление                                            | завершила выступление                                            | завершила выступление | завершила выступление |
| 100 метров баттерфляем           | Наталья Ловцова                                                        | 6                     | 59,19                 | 25                    | завершила выступление                                            | завершила выступление                                            | завершила выступление                                            | завершила выступление | завершила выступление |
| 100 метров на спине              | Анастасия Фесикова                                                     | 3                     | 1:00,04               | 10 Q                  | 5                                                                | 59,68                                                            | 9                                                                | завершила выступление | завершила выступление |
| 100 метров на спине              | Дарья Устинова                                                         | 3                     | 1:01,45               | 23                    | завершила выступление                                            | завершила выступление                                            | завершила выступление                                            | завершила выступление | завершила выступление |
| 200 метров на спине              | Дарья Устинова                                                         | 2                     | 2:09,96               | 13 Q                  | 2                                                                | 2:08,84                                                          | 7 Q                                                              | 2:07,89               | 4                     |
| 200 метров на спине              | Анастасия Фесикова                                                     | 3                     | 2:10,51               | 14 Q                  | 1                                                                | 2:09,12                                                          | 11                                                               | завершила выступление | завершила выступление |
| 100 метров брассом               | Юлия Ефимова                                                           | 5                     | 1:05,79               | 2 Q                   | 1                                                                | 1:05,72                                                          | 2 Q                                                              | 1:05,50               | 2                     |
| 100 метров брассом               | Дарья Чикунова                                                         | 4                     | 1:09,12               | 28                    | завершила выступление                                            | завершила выступление                                            | завершила выступление                                            | завершила выступление | завершила выступление |
| 200 метров брассом               | Юлия Ефимова                                                           | 4                     | 2:23,90               | 8 Q                   | 1                                                                | 2:22,52                                                          | 6 Q                                                              | 2:21,97               | 2                     |
| 200 метров брассом               | Софья Андреева                                                         | 2                     | 2:26,58               | 16 Q                  | 1                                                                | 2:25,90                                                          | 15                                                               | завершила выступление | завершила выступление |
| 200 метров комплексным плаванием | Виктория Андреева                                                      | 5                     | 2:13,01               | 16 Q                  | 1                                                                | 2:10,87                                                          | 8 Q                                                              | 2:12,28               | 7                     |
| Эстафета                         | Предварительный раунд                                                  | Предварительный раунд | Предварительный раунд | Предварительный раунд | Финал                                                            | Финал                                                            | Финал                                                            | Финал                 | Финал                 |
| Эстафета                         | Состав                                                                 | Заплыв                | Результат             | Место                 | Состав                                                           | Состав                                                           | Состав                                                           | Результат             | Место                 |
| 4×100 метров вольным стилем      | Вероника Попова Виктория Андреева Розалия Насретдинова Наталья Ловцова | 2                     | 3:37,68               | 10                    | завершили выступление                                            | завершили выступление                                            | завершили выступление                                            | завершили выступление | завершили выступление |
| 4×200 метров вольным стилем      | Виктория Андреева Арина Опёнышева Дарья Муллакаева Вероника Попова     | 1                     | 7:50,52               | 4 Q                   | Вероника Попова Виктория Андреева Дарья Устинова Арина Опёнышева | Вероника Попова Виктория Андреева Дарья Устинова Арина Опёнышева | Вероника Попова Виктория Андреева Дарья Устинова Арина Опёнышева | 7:53,26               | 7                     |
| 4×100 метров комбинированная     | Анастасия Фесикова Юлия Ефимова Светлана Чимрова Вероника Попова       | 1                     | 3:57,44               | 4 Q                   | Анастасия Фесикова Юлия Ефимова Светлана Чимрова Вероника Попова | Анастасия Фесикова Юлия Ефимова Светлана Чимрова Вероника Попова | Анастасия Фесикова Юлия Ефимова Светлана Чимрова Вероника Попова | 3:55,66               | 6                     |

Открытая вода
Первым из двух этапов отбора на Олимпийские игры в плавании на открытой воде стал чемпионат мира 2015 года в Казани, где для завоевания именной олимпийской лицензии было необходимо попасть в десятку сильнейших. Единственным представителем России, отобравшимся на Игры в Рио-де-Жанейро по итогам мирового первенства стала Анастасия Крапивина, занявшая 5-е место на олимпийской 10-километровой дистанции, однако из-за того, что Анастасия в 2013 году была дисквалифицирована за употребление метилгексанеамина, Международная федерация плавания отстранила спортсменку от Олимпийских игр 2016 года. 5 августа, после того, как Юлия Ефимова выиграла дело в CAS о недопустимости «двойного наказания» за применение допинга, Анастасия Крапивина вошла в число тех, кому было возвращено выступить на Олимпийских играх.
| Дистанция     | Спортсмены          | Результат | Место | Отставание |
| ------------- | ------------------- | --------- | ----- | ---------- |
| 10 километров | Анастасия Крапивина | 1:57.25,9 | 8     | +53,8      |

#### Прыжки в воду
На чемпионате мира 2015 года в Казани российские прыгуны в воду смогли завоевать максимальное число олимпийских лицензий в мужских соревнованиях. Такого же результата, помимо россиян, смогла добиться только сборная Китая. При этом в женских соревнованиях россиянки не смогли отобраться на Игры ни в одной из четырёх дисциплин.
Мужчины
| Соревнование                 | Спортсмены                     | Предварительный раунд | Предварительный раунд | Полуфинал     | Полуфинал     | Финал                | Финал                |
| Соревнование                 | Спортсмены                     | Результат             | Место                 | Результат     | Место         | Результат            | Место                |
| ---------------------------- | ------------------------------ | --------------------- | --------------------- | ------------- | ------------- | -------------------- | -------------------- |
| трамплин, 3 метра            | Илья Захаров                   | 389,90                | 18(Q)                 | 345,60        | 18            | Завершил выступление | Завершил выступление |
| трамплин, 3 метра            | Евгений Кузнецов               | 449,90                | 4(Q)                  | 468,35        | 3(Q)          | 481,35               | 4                    |
| вышка, 10 метров             | Виктор Минибаев                | 462,25                | 8(Q)                  | 474.10        | 6(Q)          | 481,60               | 8                    |
| вышка, 10 метров             | Никита Шлейхер                 | 418,15                | 16(Q)                 | 415.75        | 17            | Завершил выступление | Завершил выступление |
| синхронный трамплин, 3 метра | Илья Захаров Евгений Кузнецов  | Не проводится         | Не проводится         | Не проводится | Не проводится | 385,17               | 7                    |
| синхронная вышка, 10 метров  | Виктор Минибаев Никита Шлейхер | Не проводится         | Не проводится         | Не проводится | Не проводится | 417,57               | 7                    |

Женщины
| Соревнование      | Спортсмены         | Предварительный раунд | Предварительный раунд | Полуфинал             | Полуфинал             | Финал                 | Финал                 |
| Соревнование      | Спортсмены         | Результат             | Место                 | Результат             | Место                 | Результат             | Место                 |
| ----------------- | ------------------ | --------------------- | --------------------- | --------------------- | --------------------- | --------------------- | --------------------- |
| трамплин, 3 метра | Кристина Ильиных   | 304,05                | 15 (Q)                | 295,20                | 15                    | Завершила выступление | Завершила выступление |
| трамплин, 3 метра | Надежда Бажина     | 252,00                | 26                    | Завершила выступление | Завершила выступление | Завершила выступление | Завершила выступление |
| вышка, 10 метров  | Екатерина Петухова | 317,25                | 11(Q)                 | 259,50                | 18                    | Завершила выступление | 18                    |
| вышка, 10 метров  | Юлия Тимошинина    | 212,25                | 28                    | Завершила выступление | Завершила выступление | Завершила выступление | Завершила выступление |

#### Синхронное плавание
По итогам квалификационного раунда в соревнованиях дуэтов в финал проходят 12 сильнейших сборных. В финале синхронистки исполняют только произвольную программу. Итоговая сумма складывается из результатов финальной произвольной программы и баллов, полученных дуэтами за техническую программу, исполненную в квалификационном раунде.
Обе олимпийские лицензии российские синхронистки завоевали уже в мае 2015 года, одержав победу в соревнованиях групп на Кубке Европы. На Играх в Рио-де-Жанейро Наталья Ищенко и Светлана Ромашина повторили достижение своей соотечественницы Анастасии Давыдовой, став пятикратными олимпийскими чемпионками.
| Соревнование | Спортсмены | Квалификация           | Квалификация           | Квалификация          | Квалификация          | Квалификация | Квалификация | Финал                  | Финал                  | Итоговый результат | Итоговый результат |
| Соревнование | Спортсмены | Произвольная программа | Произвольная программа | Техническая программа | Техническая программа | Всего        | Всего        | Произвольная программа | Произвольная программа | Итоговый результат | Итоговый результат |
| Соревнование | Спортсмены | Баллы                  | Место                  | Баллы                 | Место                 | Баллы        | Место        | Баллы                  | Место                  | Баллы              | Место              |
| ------------ | --- | ---------------------- | ---------------------- | --------------------- | --------------------- | ------------ | ------------ | ---------------------- | ---------------------- | ------------------ | ------------------ |
| дуэты        | Наталья Ищенко Светлана Ромашина | 98,0667                | 1                      | 96,4577               | 1                     | 194,5244     | 1            | 98,5333                | 1                      | 194,9910           | 1                  |
| группы       | Наталья Ищенко Светлана Ромашина Александра Пацкевич Светлана Колесниченко Мария Шурочкина Влада Чигирёва Алла Шишкина Гелена Топилина Елена Прокофьева | Не проводится          | Не проводится          | 97,0106               | 1                     | 97,0106      | 1            | 99,133                 | 1                      | 196,1439           | 1                  |

### Волейбол

#### Волейбол

##### Мужчины
Мужская сборная России квалифицировалась на Игры, заняв первое место по итогам европейского квалификационного турнира. В финале квалификации россияне обыграли сборную Франции, которой на групповом этапе уступила со счётом 1:3. MVP турнира был признан Сергей Тетюхин. Сборная России является действующим чемпионом Олимпийских игр.
Состав команды
| Номер                   | Имя              | Дата рождения    | Рост, см  | Клуб      | Очки      | Очки      | Очки      | Всего очков |
| Номер                   | Имя              | Дата рождения    | Рост, см  | Клуб      | Атака     | Подача    | Блок      | Всего очков |
| Связующие               | Связующие        | Связующие        | Связующие | Связующие | Связующие | Связующие | Связующие | Связующие   |
| ----------------------- | ---------------- | ---------------- | --------- | --------- | --------- | --------- | --------- | ----------- |
| 1                       | Игорь Кобзарь    | 13 апреля 1991   | 196       | Зенит     | 7         | 5         | 1         | 13          |
| 5                       | Сергей Гранкин   | 21 января 1985   | 195       | Динамо    | 1         | 1         | 2         | 4           |
| Диагональные            |                  |                  |           |           |           |           |           |             |
| 12                      | Константин Бакун | 15 марта 1985    | 204       | Динамо    | 28        | 2         | 1         | 31          |
| 17                      | Максим Михайлов  | 19 марта 1988    | 202       | Зенит     | 82        | 15        | 3         | 100         |
| Доигровщики             |                  |                  |           |           |           |           |           |             |
| 7                       | Дмитрий Волков   | 25 мая 1995      | 201       | Факел     | 15        | 3         | 1         | 19          |
| 8                       | Сергей Тетюхин   | 23 сентября 1975 | 197       | Белогорье | 59        | 2         | 9         | 70          |
| 19                      | Егор Клюка       | 15 июня 1995     | 209       | Факел     | 82        | 5         | 5         | 92          |
| Центральные блокирующие |                  |                  |           |           |           |           |           |             |
| 11                      | Андрей Ащев      | 10 мая 1983      | 202       | Зенит     | 5         | 3         | —         | 8           |
| 14                      | Артём Вольвич    | 22 января 1990   | 213       | Зенит     | 46        | 27        | 6         | 79          |
| 18                      | Александр Волков | 14 февраля 1985  | 210       | Урал      | 44        | 13        | 2         | 59          |
| Либеро                  |                  |                  |           |           |           |           |           |             |
| 16                      | Алексей Вербов   | 31 января 1982   | 183       | Зенит     | —         | —         | —         | —           |
| 20                      | Артём Ермаков    | 16 марта 1982    | 187       | Динамо    | —         | —         | —         | —           |

| Имя             | Гражданство | Дата рождения  |
| --------------- | ----------- | -------------- |
| Владимир Алекно | Россия      | 4 декабря 1966 |

Результаты
Групповой этап (Группа B)
|              | Матчи | Матчи | Очки | Сеты | Сеты | Сеты  | Мячи | Мячи | Мячи  |
| В            | П     | В     | Очки | П    | В:П  | В     | П    | В:П  |       |
| ------------ | ----- | ----- | ---- | ---- | ---- | ----- | ---- | ---- | ----- |
| 1. Аргентина | 4     | 1     | 12   | 12   | 4    | 3,000 | 394  | 335  | 1,176 |
| 2. Польша    | 4     | 1     | 12   | 14   | 5    | 2,800 | 447  | 389  | 1,149 |
| 3. Россия    | 4     | 1     | 11   | 13   | 6    | 2,167 | 432  | 367  | 1,177 |
| 4. Иран      | 2     | 3     | 7    | 8    | 9    | 0,889 | 389  | 392  | 0,992 |
| 5. Египет    | 1     | 4     | 3    | 3    | 12   | 0,250 | 286  | 362  | 0,790 |
| 6. Куба      | 0     | 5     | 0    | 1    | 15   | 0,067 | 300  | 403  | 0,744 |

| Дата  | Время |        | Счёт |           | Сеты  | Сеты  | Сеты  | Сеты  | Сеты  | Зрителей | Отчёт   |
| Дата  | Время | 1      | Счёт | 2         | 3     | 4     | 5     |       |       | Зрителей | Отчёт   |
| ----- | ----- | ------ | ---- | --------- | ----- | ----- | ----- | ----- | ----- | -------- | ------- |
| 07.08 | 20:30 | Россия | 3:1  | Куба      | 25:17 | 25:19 | 22:25 | 25:18 |       | 6,287    | [ 164 ] |
| 09.08 | 9:30  | Россия | 1:3  | Аргентина | 18:25 | 25:18 | 18:25 | 21:25 |       | 7,165    | [ 165 ] |
| 11.08 | 11:35 | Россия | 3:0  | Египет    | 25:11 | 25:17 | 25:9  |       |       | 6,665    | [ 166 ] |
| 13.08 | 15:00 | Польша | 2:3  | Россия    | 18:25 | 25:16 | 18:25 | 25:22 | 13:15 | 7,239    | [ 167 ] |
| 15.08 | 15:00 | Россия | 3:0  | Иран      | 25:23 | 25:16 | 25:20 |       |       | 7,387    | [ 168 ] |

1/4 финала
| Дата  | Время |        | Счёт |        | Сеты  | Сеты  | Сеты  | Сеты | Сеты | Зрителей | Отчёт   |
| Дата  | Время | 1      | Счёт | 2      | 3     | 4     | 5     |      |      | Зрителей | Отчёт   |
| ----- | ----- | ------ | ---- | ------ | ----- | ----- | ----- | ---- | ---- | -------- | ------- |
| 17.08 | 10:00 | Россия | 3:0  | Канада | 25:15 | 25:20 | 25:18 |      |      | 6,291    | [ 169 ] |

Полуфинал
| Дата  | Время |        | Счёт |          | Сеты  | Сеты  | Сеты  | Сеты | Сеты | Зрителей | Отчёт   |
| Дата  | Время | 1      | Счёт | 2        | 3     | 4     | 5     |      |      | Зрителей | Отчёт   |
| ----- | ----- | ------ | ---- | -------- | ----- | ----- | ----- | ---- | ---- | -------- | ------- |
| 20.08 | 22:15 | Россия | 0:3  | Бразилия | 21:25 | 20:25 | 17:25 |      |      | 9,784    | [ 170 ] |

Матч за 3 место
| Дата  | Время |        | Счёт |     | Сеты  | Сеты  | Сеты  | Сеты  | Сеты  | Зрителей | Отчёт   |
| Дата  | Время | 1      | Счёт | 2   | 3     | 4     | 5     |       |       | Зрителей | Отчёт   |
| ----- | ----- | ------ | ---- | --- | ----- | ----- | ----- | ----- | ----- | -------- | ------- |
| 21.08 | 9:30  | Россия | 2:3  | США | 25:23 | 25:21 | 19:25 | 19:25 | 13:15 | 6,976    | [ 171 ] |

Итог: 4 место

##### Женщины
Женская сборная России квалифицировалась на Игры, заняв первое место по итогам европейского квалификационного турнира. В финале квалификации россиянки обыграли сборную Нидерландов со счётом 3:1. MVP турнира была признана Наталия Обмочаева.
Состав команды
| Номер                   | Имя                  | Дата рождения   | Рост, см  | Клуб             | Очки      | Очки      | Очки      | Всего очков |
| Номер                   | Имя                  | Дата рождения   | Рост, см  | Клуб             | Атака     | Подача    | Блок      | Всего очков |
| Связующие               | Связующие            | Связующие       | Связующие | Связующие        | Связующие | Связующие | Связующие | Связующие   |
| ----------------------- | -------------------- | --------------- | --------- | ---------------- | --------- | --------- | --------- | ----------- |
| 9                       | Вера Ветрова         | 21 августа 1986 | 180       | Динамо Москва    | 2         | 2         | 2         | 6           |
| 10                      | Екатерина Косьяненко | 2 февраля 1990  | 178       | Динамо Москва    | 3         | 0         | 10        | 13          |
| Диагональные            |                      |                 |           |                  |           |           |           |             |
| 6                       | Дарья Малыгина       | 4 апреля 1994   | 202       | Заречье-Одинцово | 0         | 3         | 0         | 3           |
| 8                       | Наталия Гончарова    | 1 июня 1989     | 194       | Динамо Москва    | 94        | 10        | 0         | 104         |
| Доигровщицы             |                      |                 |           |                  |           |           |           |             |
| 1                       | Яна Щербань          | 6 сентября 1989 | 187       | Динамо Москва    | 22        | 6         | 6         | 34          |
| 15                      | Татьяна Кошелева     | 23 декабря 1988 | 191       | Динамо Краснодар | 79        | 8         | 8         | 95          |
| 16                      | Ирина Воронкова      | 20 октября 1995 | 190       | Заречье-Одинцово | 16        | 2         | 5         | 23          |
| Центральные блокирующие |                      |                 |           |                  |           |           |           |             |
| 4                       | Ирина Заряжко        | 4 октября 1991  | 196       | Уралочка-НТМК    | 14        | 16        | 4         | 34          |
| 14                      | Ирина Фетисова       | 7 сентября 1994 | 190       | Динамо Москва    | 21        | 10        | 2         | 33          |
| 20                      | Анастасия Самойленко | 5 октября 1990  | 192       | Динамо Краснодар | 9         | 2         | 1         | 12          |
| Либеро                  |                      |                 |           |                  |           |           |           |             |
| 3                       | Елена Ежова          | 14 августа 1977 | 178       | Динамо-Казань    | —         | —         | —         | —           |
| 19                      | Анна Малова          | 16 апреля 1990  | 175       | Динамо Москва    | —         | —         | —         | —           |

| Имя          | Гражданство | Дата рождения  |
| ------------ | ----------- | -------------- |
| Юрий Маричев | Россия      | 17 ноября 1960 |

Результаты
Групповой этап (Группа A)
|                     | Матчи | Матчи | Очки | Сеты | Сеты | Сеты  | Мячи | Мячи | Мячи  |
| В                   | П     | В     | Очки | П    | В:П  | В     | П    | В:П  |       |
| ------------------- | ----- | ----- | ---- | ---- | ---- | ----- | ---- | ---- | ----- |
| 1. Бразилия         | 5     | 0     | 15   | 15   | 0    | max   | 377  | 272  | 1,386 |
| 2. Россия           | 4     | 1     | 12   | 12   | 4    | 3,000 | 393  | 323  | 1,217 |
| 3. Республика Корея | 3     | 2     | 9    | 10   | 7    | 1,429 | 384  | 372  | 1,032 |
| 4. Япония           | 2     | 3     | 6    | 7    | 9    | 0,778 | 347  | 364  | 0,953 |
| 5. Аргентина        | 1     | 4     | 2    | 3    | 14   | 0,214 | 319  | 407  | 0,784 |
| 6. Камерун          | 0     | 5     | 1    | 2    | 15   | 0,133 | 328  | 410  | 0,800 |

| Дата  | Время |          | Счёт |                  | Сеты  | Сеты  | Сеты  | Сеты  | Сеты | Зрителей | Отчёт   |
| Дата  | Время | 1        | Счёт | 2                | 3     | 4     | 5     |       |      | Зрителей | Отчёт   |
| ----- | ----- | -------- | ---- | ---------------- | ----- | ----- | ----- | ----- | ---- | -------- | ------- |
| 06.08 | 20:30 | Россия   | 3:0  | Аргентина        | 25:13 | 25:10 | 25:16 |       |      | 5,437    | [ 174 ] |
| 08.08 | 20:30 | Россия   | 3:1  | Республика Корея | 25:23 | 23:25 | 25:23 | 25:14 |      | 5,398    | [ 175 ] |
| 10.08 | 17:05 | Россия   | 3:0  | Камерун          | 25:19 | 25:22 | 25:23 |       |      | 6,396    | [ 176 ] |
| 12.08 | 20:30 | Россия   | 3:0  | Япония           | 25:15 | 30:28 | 25:18 |       |      | 7,448    | [ 177 ] |
| 14.08 | 22:35 | Бразилия | 3:0  | Россия           | 25:23 | 25:21 | 25:21 |       |      | 8,892    | [ 178 ] |

1/4 финала
| Дата  | Время |        | Счёт |        | Сеты | Сеты  | Сеты  | Сеты | Сеты | Зрителей | Отчёт   |
| Дата  | Время | 1      | Счёт | 2      | 3    | 4     | 5     |      |      | Зрителей | Отчёт   |
| ----- | ----- | ------ | ---- | ------ | ---- | ----- | ----- | ---- | ---- | -------- | ------- |
| 16.08 | 18:00 | Россия | 0:3  | Сербия | 9:25 | 22:25 | 21:25 |      |      | 7,121    | [ 179 ] |

#### Пляжный волейбол
Мужчины
| Соревнование | Спортсмены                               | Групповой этап                           | Групповой этап                              | Групповой этап                                       | Групповой этап | 1/8 финала                                    | 1/4 финала                                     | Полуфинал                                     | Финал                                    | Место |
| Соревнование | Спортсмены                               | Соперники Счёт                           | Соперники Счёт                              | Соперники Счёт                                       | Место          | Соперники Счёт                                | Соперники Счёт                                 | Соперники Счёт                                | Соперники Счёт                           | Место |
| ------------ | ---------------------------------------- | ---------------------------------------- | ------------------------------------------- | ---------------------------------------------------- | -------------- | --------------------------------------------- | ---------------------------------------------- | --------------------------------------------- | ---------------------------------------- | ----- |
| мужчины      | Константин Семёнов Вячеслав Красильников | Группа E                                 | Группа E                                    | Группа E                                             | Группа E       | QATЮ. Шериф / П.-Д. Сантос В 21:13 21:13      | CUBН. Диас / С. Гонсалес В 22:20, 22:24, 18:16 | ITAД. Лупо / П. Николаи П 21:15, 16:21, 13:15 | За 3-е место                             | 4     |
| мужчины      | Константин Семёнов Вячеслав Красильников | POLГ. Фиялек / М. Прудель В 21:14, 21:13 | CHIЭ. Гримальт / М. Гримальт В 21:17, 21:14 | NEDР. Нуммердор / К. Варенхорст В 21:15, 14:21, 15:9 | 1              | QATЮ. Шериф / П.-Д. Сантос В 21:13 21:13      | CUBН. Диас / С. Гонсалес В 22:20, 22:24, 18:16 | ITAД. Лупо / П. Николаи П 21:15, 16:21, 13:15 | NEDА. Брауэр / Р. Меувсен П 21:23, 20:22 | 4     |
| мужчины      | Дмитрий Барсук Никита Лямин              | Группа B                                 | Группа B                                    | Группа B                                             | Группа B       | BRAЭвандро / П. Солберг В 16:21, 21:14, 15:10 | ITAД. Лупо / П. Николаи П 18:21, 22:20, 11:15  | Завершили выступление                         | Завершили выступление                    | 5     |
| мужчины      | Дмитрий Барсук Никита Лямин              | NEDА. Брауэр / Р. Меувсен П 15:21, 14:21 | POLП. Кантор / Б. Лосяк В 21:14, 21:17      | GERМ. Бёккерман / Л. Флюгген В 21:14, 21:17          | 2              | BRAЭвандро / П. Солберг В 16:21, 21:14, 15:10 | ITAД. Лупо / П. Николаи П 18:21, 22:20, 11:15  | Завершили выступление                         | Завершили выступление                    | 5     |

Женщины
| Соревнование | Спортсмены                        | Групповой этап                    | Групповой этап                                | Групповой этап                                | Групповой этап | Групповой этап                                      | 1/8 финала                        | 1/4 финала                      | Полуфинал             | Финал                 | Место |
| Соревнование | Спортсмены                        | Соперники Счёт                    | Соперники Счёт                                | Соперники Счёт                                | Место          | Соперники Счёт                                      | Соперники Счёт                    | Соперники Счёт                  | Соперники Счёт        | Соперники Счёт        | Место |
| ------------ | --------------------------------- | --------------------------------- | --------------------------------------------- | --------------------------------------------- | -------------- | --------------------------------------------------- | --------------------------------- | ------------------------------- | --------------------- | --------------------- | ----- |
| женщины      | Екатерина Бирлова Евгения Уколова | Группа A                          | Группа A                                      | Группа A                                      | Группа A       | Стыковой матч                                       | ESPЭльса / Лилиана В 23:21, 24:22 | BRAАгата / Барбара П 21:23 9:21 | Завершили выступление | Завершили выступление | 5     |
| женщины      | Екатерина Бирлова Евгения Уколова | BRAТалита / Ларисса П 14:21 16:21 | POLМ. Бжостек / К. Колосиньская П 19:21 18:21 | USAЛ. Фендрик / Б. Свит В 21:18, 24:26, 15:13 | 3              | CZEБ. Германнова / М. Слукова В 21:19, 12:21, 15:10 | ESPЭльса / Лилиана В 23:21, 24:22 | BRAАгата / Барбара П 21:23 9:21 | Завершили выступление | Завершили выступление | 5     |

### Гандбол

#### Женщины
Женская сборная России квалифицировалась на Игры, заняв первое место в квалификационном турнире, который прошёл с 18 по 20 марта 2016 года в Астрахани.
Состав
| Номер         | Имя                   | Дата рождения   | Рост, см | Вес, кг | Клуб         | Игры    | Голы    |
| Вратари       | Вратари               | Вратари         | Вратари  | Вратари | Вратари      | Вратари | Вратари |
| ------------- | --------------------- | --------------- | -------- | ------- | ------------ | ------- | ------- |
| 1             | Анна Седойкина        | 1 августа 1984  | 184      | 74      | Ростов-Дон   | 3       | -58     |
| 84            | Татьяна Ерохина       | 7 сентября 1984 | 185      | 73      | Лада         | 5       | -81     |
| 88            | Виктория Калинина     | 8 декабря 1988  | 183      | 74      | Астраханочка | 8       | -91     |
| Крайние       |                       |                 |          |         |              |         |         |
| 2             | Полина Кузнецова      | 10 июня 1987    | 168      | 60      | Астраханочка | 8       | 30      |
| 6             | Марина Судакова       | 17 февраля 1989 | 165      | 66      | Ростов-Дон   | 8       | 23      |
| 13            | Анна Вяхирева         | 13 марта 1995   | 168      | 63      | Астраханочка | 8       | 36      |
| 22            | Екатерина Маренникова | 29 апреля 1982  | 176      | 70      | Звезда       | 8       | 10      |
| 33            | Екатерина Ильина      | 7 марта 1991    | 174      | 60      | Ростов-Дон   | 8       | 26      |
| Разыгрывающие |                       |                 |          |         |              |         |         |
| 7             | Дарья Дмитриева       | 9 августа 1995  | 178      | 74      | Лада         | 8       | 28      |
| Полусредние   |                       |                 |          |         |              |         |         |
| 8             | Анна Сень             | 3 декабря 1990  | 186      | 81      | Ростов-Дон   | 8       | 15      |
| 10            | Ольга Акопян          | 4 марта 1985    | 176      | 63      | Лада         | 8       | 14      |
| 17            | Владлена Бобровникова | 24 октября 1987 | 180      | 72      | Ростов-Дон   | 8       | 29      |
| 21            | Виктория Жилинскайте  | 6 марта 1989    | 188      | 80      | Астраханочка | 8       | 11      |
| 24            | Ирина Близнова        | 6 октября 1986  | 182      | 68      | Лада         | 8       | 24      |
| Линейные      |                       |                 |          |         |              |         |         |
| 77            | Майя Петрова          | 26 мая 1982     | 178      | 71      | Ростов-Дон   | 8       | 10      |

| Имя              | Гражданство | Дата рождения   |
| ---------------- | ----------- | --------------- |
| Евгений Трефилов | Россия      | 4 сентября 1955 |

Результаты
Групповой этап (Группа B)
| Место | Команда          | И | В | Н | П | ГЗ  | ГП  | +/- | Очки |
| ----- | ---------------- | - | - | - | - | --- | --- | --- | ---- |
| 1     | Россия           | 5 | 5 | 0 | 0 | 165 | 147 | +18 | 10   |
| 2     | Франция          | 5 | 4 | 0 | 1 | 118 | 93  | +25 | 8    |
| 3     | Швеция           | 5 | 2 | 1 | 2 | 150 | 141 | +9  | 5    |
| 4     | Нидерланды       | 5 | 1 | 2 | 2 | 135 | 135 | 0   | 4    |
| 5     | Республика Корея | 5 | 1 | 1 | 3 | 130 | 136 | -6  | 3    |
| 6     | Аргентина        | 5 | 0 | 0 | 5 | 101 | 147 | -46 | 0    |

| 2016-08-6 14:40 UTC-3 | Россия            | 30:25   | Республика Корея      | Арена ду Футуру, Рио-де-Жанейро Зрителей: 6975 Судьи: Сантуш, Фонсека (POR) |
| 2016-08-6 14:40 UTC-3 | Марина Судакова 6 | (12:13) | 6 Чжун Ю Ра, Ким Он А | Арена ду Футуру, Рио-де-Жанейро Зрителей: 6975 Судьи: Сантуш, Фонсека (POR) |
| 2016-08-6 14:40 UTC-3 | 3×                | Отчёт   | 7× 4×                 | Арена ду Футуру, Рио-де-Жанейро Зрителей: 6975 Судьи: Сантуш, Фонсека (POR) |

| 2016-08-8 11:30 UTC-3 | Франция     | 25:26             | Россия      | Арена ду Футуру, Рио-де-Жанейро Зрителей: 4980 Судьи: Лах, Сок (SLO) |
| 2016-08-8 11:30 UTC-3 | Лакрабер 11 | (10:15)           | 6 Кузнецова | Арена ду Футуру, Рио-де-Жанейро Зрителей: 4980 Судьи: Лах, Сок (SLO) |
| 2016-08-8 11:30 UTC-3 | 6× 3×       | Статистика, Отчёт | 4×          | Арена ду Футуру, Рио-де-Жанейро Зрителей: 4980 Судьи: Лах, Сок (SLO) |

| 2016-08-10 14:40 UTC-3 | Россия                                     | 36:34             | Швеция               | Арена ду Футуру, Рио-де-Жанейро Зрителей: 5681 Судьи: Пинто, Менезес (BRA) |
| 2016-08-10 14:40 UTC-3 | Владлена Бобровникова, Дарья Дмитриева — 6 | (15:18)           | 11 — Изабель Гюльден | Арена ду Футуру, Рио-де-Жанейро Зрителей: 5681 Судьи: Пинто, Менезес (BRA) |
| 2016-08-10 14:40 UTC-3 | 3× 4× 1×                                   | Статистика, Отчёт | 6× 3× 1×             | Арена ду Футуру, Рио-де-Жанейро Зрителей: 5681 Судьи: Пинто, Менезес (BRA) |

| 2016-08-12 19:50 UTC-3 | Россия     | 35:29   | Аргентина | Арена ду Футуру, Рио-де-Жанейро Зрителей: 6948 Судьи: Мусавян, Коладужан |
| 2016-08-12 19:50 UTC-3 | Вяхирева 7 | (20:18) | 6 Пиззо   | Арена ду Футуру, Рио-де-Жанейро Зрителей: 6948 Судьи: Мусавян, Коладужан |
| 2016-08-12 19:50 UTC-3 | 11× 3×     | Отчёт   | 7× 4×     | Арена ду Футуру, Рио-де-Жанейро Зрителей: 6948 Судьи: Мусавян, Коладужан |

| 2016-08-14 14:40 UTC-3 | Нидерланды | 34:38   | Россия   | Арена ду Футуру, Рио-де-Жанейро Зрителей: 8542 Судьи: Лах, Сок |
| 2016-08-14 14:40 UTC-3 | Полман 12  | (16:17) | 8 Ильина | Арена ду Футуру, Рио-де-Жанейро Зрителей: 8542 Судьи: Лах, Сок |
| 2016-08-14 14:40 UTC-3 | 6× 3×      | Отчёт   | 4× 2×    | Арена ду Футуру, Рио-де-Жанейро Зрителей: 8542 Судьи: Лах, Сок |

1/4финала
| 2016-08-16 20:30 UTC-3 | Россия      | 31:27   | Ангола     | Арена ду Футуру, Рио-де-Жанейро Судьи: Пинто, Менежеш |
| 2016-08-16 20:30 UTC-3 | Кузнецова 5 | (18:14) | 8 Бернарду | Арена ду Футуру, Рио-де-Жанейро Судьи: Пинто, Менежеш |
| 2016-08-16 20:30 UTC-3 | 5× 2×       | Отчёт   | 4× 3×      | Арена ду Футуру, Рио-де-Жанейро Судьи: Пинто, Менежеш |

Полуфинал
| 2016-08-18 20:30 UTC-3 | Норвегия   | 37:38 (д.в.)   | Россия         | Арена ду Футуру, Рио-де-Жанейро Судьи: Лах, Сок |
| 2016-08-18 20:30 UTC-3 | Н. Мёрк 14 | (16:18, 31:31) | 8 Бобровникова | Арена ду Футуру, Рио-де-Жанейро Судьи: Лах, Сок |
| 2016-08-18 20:30 UTC-3 | 7× 3×      | Отчёт          | 5× 4×          | Арена ду Футуру, Рио-де-Жанейро Судьи: Лах, Сок |

Финал
| 2016-08-20 15:30 UTC-3 | Франция         | 19:22  | Россия     | Арена ду Футуру, Рио-де-Жанейро Зрителей: 8656 Судьи: Рён, Арнтсен |
| 2016-08-20 15:30 UTC-3 | Пино, Дембеле 5 | (7:10) | 5 Вяхирева | Арена ду Футуру, Рио-де-Жанейро Зрителей: 8656 Судьи: Рён, Арнтсен |
| 2016-08-20 15:30 UTC-3 | 1× 2×           | Отчёт  | 2× 3×      | Арена ду Футуру, Рио-де-Жанейро Зрителей: 8656 Судьи: Рён, Арнтсен |

### Гимнастика

#### Спортивная гимнастика
В квалификационном раунде проходил отбор, как в финал командного многоборья, так и в финалы личных дисциплин. В финал индивидуального многоборья отбиралось 24 спортсмена с наивысшими результатами, а в финалы отдельных упражнений по 8 спортсменов, причём в финале личных дисциплин страна не могла быть представлена более, чем 2 спортсменами. В командном многоборье в квалификации на каждом снаряде выступали по 4 спортсмена, а в зачёт шли три лучших результата. В финале командных соревнований на каждом снаряде выступало по три спортсмена и все три результата шли в зачёт.
По итогам чемпионата мира 2015 года и мужская, и женская сборные России завоевали максимальное количество олимпийских лицензий. 17 декабря 2015 года старший тренер сборной России по спортивной гимнастике Валентина Родионенко объявила имена восьми гимнастов, которые выступят на Играх в Рио-де-Жанейро. В этот список вошли сразу 5 призёров Игр в Лондоне: Денис Аблязин, Ксения Афанасьева, Виктория Комова, Мария Пасека и Алия Мустафина.
Мужчины
Многоборье
| Соревнование         | Спортсмены        | Квалификация        | Квалификация | Квалификация | Квалификация   | Квалификация        | Квалификация | Квалификация | Квалификация | Финал                | Финал                | Финал                | Финал                | Финал                | Финал                | Финал                | Финал                |
| Соревнование         | Спортсмены        | Вольные выступления | Конь         | Кольца       | Опорный прыжок | Параллельные брусья | Перекладина  | Всего        | Место        | Вольные выступления  | Конь                 | Кольца               | Опорный прыжок       | Параллельные брусья  | Перекладина          | Всего                | Место                |
| -------------------- | ----------------- | ------------------- | ------------ | ------------ | -------------- | ------------------- | ------------ | ------------ | ------------ | -------------------- | -------------------- | -------------------- | -------------------- | -------------------- | -------------------- | -------------------- | -------------------- |
| личное многоборье    | Давид Белявский   | 14,600              | 15,300       | 14,533       | 14,900         | 15,933              | 14,533       | 89,799       | 3 Q          | 15,000               | 14,766               | 14,533               | 15,133               | 15,933               | 15,133               | 90,498               | 4                    |
| личное многоборье    | Николай Куксенков | 14,666              | 15,383       | 14,433       | 14,900         | 15,366              | 14,100       | 88,848       | 9 Q          | 14,733               | 13,300               | 14,700               | 14,966               | 15,233               | 14,800               | 87,732               | 13                   |
| личное многоборье    | Никита Нагорный   | 14,066              | 14,541       | 14,900       | 15,266         | 13,133              | 12,733       | 84,639       | 28           | завершил выступление | завершил выступление | завершил выступление | завершил выступление | завершил выступление | завершил выступление | завершил выступление | завершил выступление |
| командное многоборье | Денис Аблязин     | 14,700              |              | 15,633       | 15,400         |                     |              |              |              | 15,100               |                      | 15,700               | 15,600               |                      |                      |                      |                      |
| командное многоборье | Давид Белявский   | 14,600              | 15,300       | 14,533       | 14,900         | 15,933              | 14,533       |              |              | 14,666               | 15,500               |                      | 15,033               | 15,800               | 14,598               |                      |                      |
| командное многоборье | Николай Куксенков | 14,666              | 15,383       | 14,433       | 14,900         | 15,366              | 14,100       |              |              |                      | 14,766               |                      |                      | 15,100               | 14,766               |                      |                      |
| командное многоборье | Никита Нагорный   | 14,066              | 14,541       | 14,900       | 15,266         | 14,133              | 12,733       |              |              |                      | 15,033               | 14,866               |                      | 15,133               | 14,166               |                      |                      |
| командное многоборье | Иван Стретович    |                     | 14,566       |              |                | 15,200              | 14,633       |              |              | 15,000               |                      | 14,866               | 15,400               |                      |                      |                      |                      |
| командное многоборье | всего             | 43,966              | 45,249       | 45,066       | 45,566         | 46,499              | 43,266       | 269,612      | 3 Q          | 44,766               | 45,299               | 45,432               | 46,033               | 46,033               | 43,890               | 271,453              | 2                    |

Индивидуальные упражнения
| Соревнование        | Спортсмены        | Квалификация | Квалификация | Финал                | Финал                |
| Соревнование        | Спортсмены        | Очки         | Место        | Очки                 | Место                |
| ------------------- | ----------------- | ------------ | ------------ | -------------------- | -------------------- |
| вольные упражнения  | Денис Аблязин     | 14,700       | 25           | завершил выступление | завершил выступление |
| вольные упражнения  | Николай Куксенков | 14,666       | 26           | завершил выступление | завершил выступление |
| вольные упражнения  | Давид Белявский   | 14,600       | 27           | завершил выступление | завершил выступление |
| вольные упражнения  | Никита Нагорный   | 14,066       | 42           | завершил выступление | завершил выступление |
| конь                | Давид Белявский   | 15,300       | 8 Q          | 15,400               | 5                    |
| конь                | Николай Куксенков | 15,383       | 6 Q          | 15,233               | 6                    |
| конь                | Иван Стретович    | 14,566       | 20           | завершил выступление | завершил выступление |
| конь                | Никита Нагорный   | 14,541       | 21           | завершил выступление | завершил выступление |
| кольца              | Денис Аблязин     | 15,633       | 4 Q          | 15,700               | 3                    |
| кольца              | Никита Нагорный   | 14,900       | 16           | завершил выступление | завершил выступление |
| кольца              | Давид Белявский   | 14,533       | 26           | завершил выступление | завершил выступление |
| кольца              | Николай Куксенков | 14,433       | 29           | завершил выступление | завершил выступление |
| опорный прыжок      | Денис Аблязин     | 15,416       | 2 Q          | 15,516               | 2                    |
| опорный прыжок      | Никита Нагорный   | 15,283       | 6 Q          | 15,316               | 5                    |
| параллельные брусья | Давид Белявский   | 15,933       | 2 Q          | 15,783               | 3                    |
| параллельные брусья | Николай Куксенков | 15,366       | 15           | завершил выступление | завершил выступление |
| параллельные брусья | Иван Стретович    | 15,200       | 20           | завершил выступление | завершил выступление |
| параллельные брусья | Никита Нагорный   | 13,133       | 61           | завершил выступление | завершил выступление |
| перекладина         | Иван Стретович    | 14,633       | 25           | завершил выступление | завершил выступление |
| перекладина         | Давид Белявский   | 14,533       | 30           | завершил выступление | завершил выступление |
| перекладина         | Николай Куксенков | 14,100       | 40           | завершил выступление | завершил выступление |
| перекладина         | Никита Нагорный   | 12,733       | 68           | завершил выступление | завершил выступление |

Женщины
Многоборье
| Соревнование         | Спортсмены          | Квалификация   | Квалификация        | Квалификация | Квалификация       | Квалификация | Квалификация | Финал                 | Финал                 | Финал                 | Финал                 | Финал                 | Финал                 |
| Соревнование         | Спортсмены          | Опорный прыжок | Разновысокие брусья | Бревно       | Вольные упражнения | Всего        | Место        | Опорный прыжок        | Разновысокие брусья   | Бревно                | Вольные упражнения    | Всего                 | Место                 |
| -------------------- | ------------------- | -------------- | ------------------- | ------------ | ------------------ | ------------ | ------------ | --------------------- | --------------------- | --------------------- | --------------------- | --------------------- | --------------------- |
| личное многоборье    | Алия Мустафина      | 15,166         | 15,833              | 13,033       | 14,066             | 58,098       | 6 Q          | 15,200                | 15,666                | 13,866                | 13,933                | 58,665                | 3                     |
| личное многоборье    | Седа Тутхалян       | 14,733         | 15,133              | 14,466       | 13,875             | 58,207       | 5 Q          | 14,866                | 15,033                | 13,800                | 10,966                | 54,665                | 22                    |
| личное многоборье    | Ангелина Мельникова | 14,933         | 15,100              | 13,266       | 13,200             | 56,499       | 22           | завершила выступление | завершила выступление | завершила выступление | завершила выступление | завершила выступление | завершила выступление |
| командное многоборье | Ангелина Мельникова | 14,933         | 15,100              | 13,266       | 13,200             |              |              | 14,900                | 15,133                | 13,033                | 14,266                |                       |                       |
| командное многоборье | Алия Мустафина      | 15,166         | 15,833              | 13,033       | 14,066             |              |              | 15,133                | 15,933                | 14,958                | 14,000                |                       |                       |
| командное многоборье | Мария Пасека        | 14,733         |                     |              |                    |              |              | 15,700                |                       |                       |                       |                       |                       |
| командное многоборье | Дарья Спиридонова   |                | 15,683              | 14,266       | 12,033             |              |              |                       | 15,100                |                       |                       |                       |                       |
| командное многоборье | Седа Тутхалян       | 14,733         | 15,133              | 14,466       | 13,875             |              |              |                       |                       | 14,766                | 13,766                |                       |                       |
| командное многоборье | всего               | 44,832         | 46,649              | 41,998       | 41,141             | 174,620      | 3 Q          | 45,733                | 46,166                | 42,757                | 42,032                | 176,688               | 2                     |

Индивидуальные упражнения
| Соревнование        | Спортсмены          | Квалификация | Квалификация | Финал                 | Финал                 |
| Соревнование        | Спортсмены          | Очки         | Место        | Очки                  | Место                 |
| ------------------- | ------------------- | ------------ | ------------ | --------------------- | --------------------- |
| опорный прыжок      | Мария Пасека        | 15,049       | 4 Q          | 15,253                | 2                     |
| опорный прыжок      | Седа Тутхалян       | 14,733       | 10           | завершила выступление | завершила выступление |
| разновысокие брусья | Алия Мустафина      | 15,833       | 2 Q          | 15,900                | 1                     |
| разновысокие брусья | Дарья Спиридонова   | 15,683       | 4 Q          | 13,966                | 8                     |
| разновысокие брусья | Седа Тутхалян       | 15,133       | 11           | завершила выступление | завершила выступление |
| разновысокие брусья | Ангелина Мельникова | 15,100       | 13           | завершила выступление | завершила выступление |
| бревно              | Седа Тутхалян       | 14,466       | 14           | завершила выступление | завершила выступление |
| бревно              | Дарья Спиридонова   | 14,266       | 19           | завершила выступление | завершила выступление |
| бревно              | Ангелина Мельникова | 13,266       | 54           | завершила выступление | завершила выступление |
| бревно              | Алия Мустафина      | 13,033       | 59           | завершила выступление | завершила выступление |
| вольные упражнения  | Алия Мустафина      | 14,066       | 17           | завершила выступление | завершила выступление |
| вольные упражнения  | Седа Тутхалян       | 13,875       | 25           | завершила выступление | завершила выступление |
| вольные упражнения  | Ангелина Мельникова | 13,200       | 53           | завершила выступление | завершила выступление |
| вольные упражнения  | Дарья Спиридонова   | 12,033       | 74           | завершила выступление | завершила выступление |

#### Художественная гимнастика
Начиная с 2000 года сборная России неизменно выигрывала оба вида олимпийской программы художественной гимнастики. На Играх в Рио-де-Жанейро россиянки вновь будут представлены максимально возможным количеством спортсменок, завоевав олимпийские лицензии по итогам чемпионата мира 2015 года. 27 июля, сразу после допуска сборной России к Играм в Рио в полном составе, главный тренер национальной команды Ирина Винер-Усманова объявила, что в индивидуальном многоборье выступят Яна Кудрявцева и Маргарита Мамун, а в командном турнире примут участие Анастасия Максимова, Анастасия Близнюк, Мария Толкачева, Анастасия Татарева и Вера Бирюкова.
Женщины
Перед началом Игр основной претенденткой на золотую медаль считалась 13-кратная чемпионка мира Яна Кудрявцева, которая за последние три года не проиграла ни одного финала в многоборье в рамках чемпионатов мира и Европы. По итогам квалификации в многоборье лидерство захватила Маргарита Мамун, опередив Кудрявцеву всего на 0,4 балла. После двух упражнений в финале лидерство захватила Кудрявцева, но во время третьего упражнения Яна уронила булаву, в результате чего получила за своё выступление лишь 17,833, в то время, как Мамун набрала в этом виде 19,050 балла. По итогам упражнения с лентой Кудрявцева вновь получила лучшую сумму баллов среди всех гимнасток, но этого не хватило, чтобы догнать Маргариту. За четыре упражнения на счету Мамун было 76,483 балла, а у Кудрявцевой 75,608, благодаря чему российские спортсменки вновь заняли два первых места, продлив победную серию до 5 Игр.
| Соревнование              | Спортсмены                                                                             | Квалификация | Квалификация | Финал  | Финал |
| Соревнование              | Спортсмены                                                                             | Очки         | Место        | Очки   | Место |
| ------------------------- | -------------------------------------------------------------------------------------- | ------------ | ------------ | ------ | ----- |
| индивидуальное многоборье | Маргарита Мамун                                                                        | 74,383       | 1 Q          | 76,483 | 1     |
| индивидуальное многоборье | Яна Кудрявцева                                                                         | 73,998       | 2 Q          | 75,608 | 2     |
| групповое многоборье      | Вера Бирюкова Анастасия Близнюк Анастасия Максимова Анастасия Татарева Мария Толкачёва | 35,516       | 2 Q          | 36,233 | 1     |

После окончания Игр стало известно, что Маргарита Мамун приняла решение приостановить спортивную карьеру, а Яна Кудрявцева объявила о завершении карьеры.

#### Прыжки на батуте
Мужчины
Мужская сборная России по прыжкам на батуте завоевала максимально возможные две олимпийские лицензии уже по итогам чемпионата мира 2015 года. Путёвки на Игры принесли Андрей Юдин, ставший бронзовым призёром и серебряный призёр Игр в Лондоне Дмитрий Ушаков, занявший 5-е место. По окончании мирового первенства главный тренер сборной России по прыжкам на батуте Николай Макаров заявил, что место в олимпийской команде себе гарантировал только Андрей Юдин, а Дмитрий Ушаков будет отбираться на Игры через национальный отбор.
| Соревнование      | Спортсмены     | Квалификация | Квалификация | Финал  | Финал |
| Соревнование      | Спортсмены     | Очки         | Место        | Очки   | Место |
| ----------------- | -------------- | ------------ | ------------ | ------ | ----- |
| личное первенство | Дмитрий Ушаков | 109,180      | 4 (Q)        | 59,525 | 5     |
| личное первенство | Андрей Юдин    | 108,725      | 5 (Q)        | 6,815  | 8     |

Женщины
| Соревнование      | Спортсмены  | Квалификация | Квалификация | Финал                 | Финал                 |
| Соревнование      | Спортсмены  | Очки         | Место        | Очки                  | Место                 |
| ----------------- | ----------- | ------------ | ------------ | --------------------- | --------------------- |
| личное первенство | Яна Павлова | 98,060       | 9            | Завершила выступление | Завершила выступление |

### Гольф
Последний раз соревнования по гольфу в рамках Олимпийских игр проходили в 1904 году. Соревнования гольфистов пройдут на 18-луночном поле со счётом 71 пар. Каждый участник пройдёт все 18 лунок по 4 раза.
Женщины
| Соревнование | Спортсмены      | Первый раунд | Первый раунд | Второй раунд | Второй раунд | Третий раунд | Третий раунд | Четвёртый раунд | Четвёртый раунд | Итоговый результат | Итоговое место |
| Соревнование | Спортсмены      | Очки         | Место        | Очки         | Место        | Очки         | Место        | Очки            | Место           | Итоговый результат | Итоговое место |
| ------------ | --------------- | ------------ | ------------ | ------------ | ------------ | ------------ | ------------ | --------------- | --------------- | ------------------ | -------------- |
| женщины      | Мария Баликоева | +4           | 48           | -1           | 31           | +2           | 23           | -9              | 1               | -4                 | 16             |

### Гребля на байдарках и каноэ

#### Гребля на гладкой воде
Соревнования по гребле на байдарках и каноэ на гладкой воде проходят в лагуне Родригу-ди-Фрейташ, которая находится на территории города Рио-де-Жанейро. В каждой дисциплине соревнования проходят в три этапа: предварительный раунд, полуфинал и финал.
По итогам чемпионата мира 2015 года Россия стала обладательницей 8-ми олимпийских лицензий для лодок и 13-ти для спортсменов. Успешнее россиян на мировом первенстве выступили только главные фавориты предстоящих Игр сборная Венгрии на счету которой 9 и 15 лицензий соответственно. По итогам доклада Макларена до Игр не допустили Наталью Подольскую, Александра Дьяченко и Алексея Коровашкова. Таким образом, Россия лишилась лицензий в байдарке-одиночке на 200 м у женщин и байдарке-двойке на 200 м у мужчин соответственно, а в каноэ-двойках вместо Коровашкова выступит Илья Штокалов.
Мужчины
| Соревнование                   | Спортсмены                                                 | Предварительный раунд | Предварительный раунд | Предварительный раунд | Полуфинал | Полуфинал | Полуфинал | Финал    | Финал   | Итоговое место |
| Соревнование                   | Спортсмены                                                 | Заплыв                | Время                 | Место                 | Заплыв    | Время     | Место     | Время    | Место   | Итоговое место |
| ------------------------------ | ---------------------------------------------------------- | --------------------- | --------------------- | --------------------- | --------- | --------- | --------- | -------- | ------- | -------------- |
| байдарки-одиночки, 200 метров  | Евгений Луканцов                                           | 2                     | 35,245                | 4 (Q)                 | 1         | 35,567    | 7         | Финал B  | Финал B | 14             |
| байдарки-одиночки, 200 метров  | Евгений Луканцов                                           | 2                     | 35,245                | 4 (Q)                 | 1         | 35,567    | 7         | 37,482   | 6       | 14             |
| байдарки-одиночки, 1000 метров | Роман Аношкин                                              | 2                     | 3:37,296              | 5 (Q)                 | 2         | 3:34,833  | 1 (Q)     | 3:33,363 | 3       | 3              |
| байдарки-четвёрки, 1000 метров | Кирилл Ляпунов Василий Погребан Роман Аношкин Олег Жестков | 2                     | 2:56,662              | 4 (Q)                 | 2         | 3:01,065  | 4         | Финал B  | Финал B | 9              |
| байдарки-четвёрки, 1000 метров | Кирилл Ляпунов Василий Погребан Роман Аношкин Олег Жестков | 2                     | 2:56,662              | 4 (Q)                 | 2         | 3:01,065  | 4         | 3:06,825 | 1       | 9              |
| каноэ-одиночки, 200 метров     | Андрей Крайтор                                             | 3                     | 39,985                | 1 (Q)                 | 2         | 40,394    | 1 (Q)     | 40,105   | 6       | 6              |
| каноэ-одиночки, 1000 метров    | Илья Штокалов                                              | 2                     | 4:02,626              | 3 (Q)                 | 1         | 3:58,259  | 1 (Q)     | 4:00,963 | 3       | 3              |
| каноэ-двойки, 1000 метров      | Илья Штокалов Илья Первухин                                | 1                     | 3:43,105              | 3 (Q)                 | 2         | 3:42,127  | 3 (Q)     | 3:46,776 | 5       | 5              |

Женщины
| Соревнование                  | Спортсмены                   | Предварительный раунд | Предварительный раунд | Предварительный раунд | Полуфинал | Полуфинал | Полуфинал | Финал    | Финал   | Итоговое место |
| Соревнование                  | Спортсмены                   | Заплыв                | Время                 | Место                 | Заплыв    | Время     | Место     | Время    | Место   | Итоговое место |
| ----------------------------- | ---------------------------- | --------------------- | --------------------- | --------------------- | --------- | --------- | --------- | -------- | ------- | -------------- |
| байдарки-одиночки, 500 метров | Елена Анюшина                | 4                     | 1:52,597              | 3 (Q)                 | 2         | 1:57,229  | 4         | Финал B  | Финал B | 9              |
| байдарки-одиночки, 500 метров | Елена Анюшина                | 4                     | 1:52,597              | 3 (Q)                 | 2         | 1:57,229  | 4         | 1:57,202 | 1       | 9              |
| байдарки-двойки, 500 метров   | Елена Анюшина Кира Степанова | 1                     | 1:45,906              | 5 (Q)                 | 2         | 1:42,439  | 2 (Q)     | 1:46,319 | 5       | 5              |

#### Гребной слалом
Квалификационный раунд проходил в две попытки. Результат в каждой попытке складывался из времени, затраченного на прохождение трассы и суммы штрафных очков, которые спортсмен получал за неправильное прохождение ворот. Одно штрафное очко равнялось одной секунде. Из 2 попыток выбирался лучший результат, по результатам которого, выявлялись спортсмены с наименьшим количеством очков, которые проходили в следующий раунд. В полуфинале гребцы выполняли по одной попытки. В финал проходили спортсмены с наименьшим результатом.
Впервые в истории сборная России смогла завоевать четыре олимпийских лицензии в гребном слаломе. Все квоты были получены по результатам чемпионата мира 2015 года.

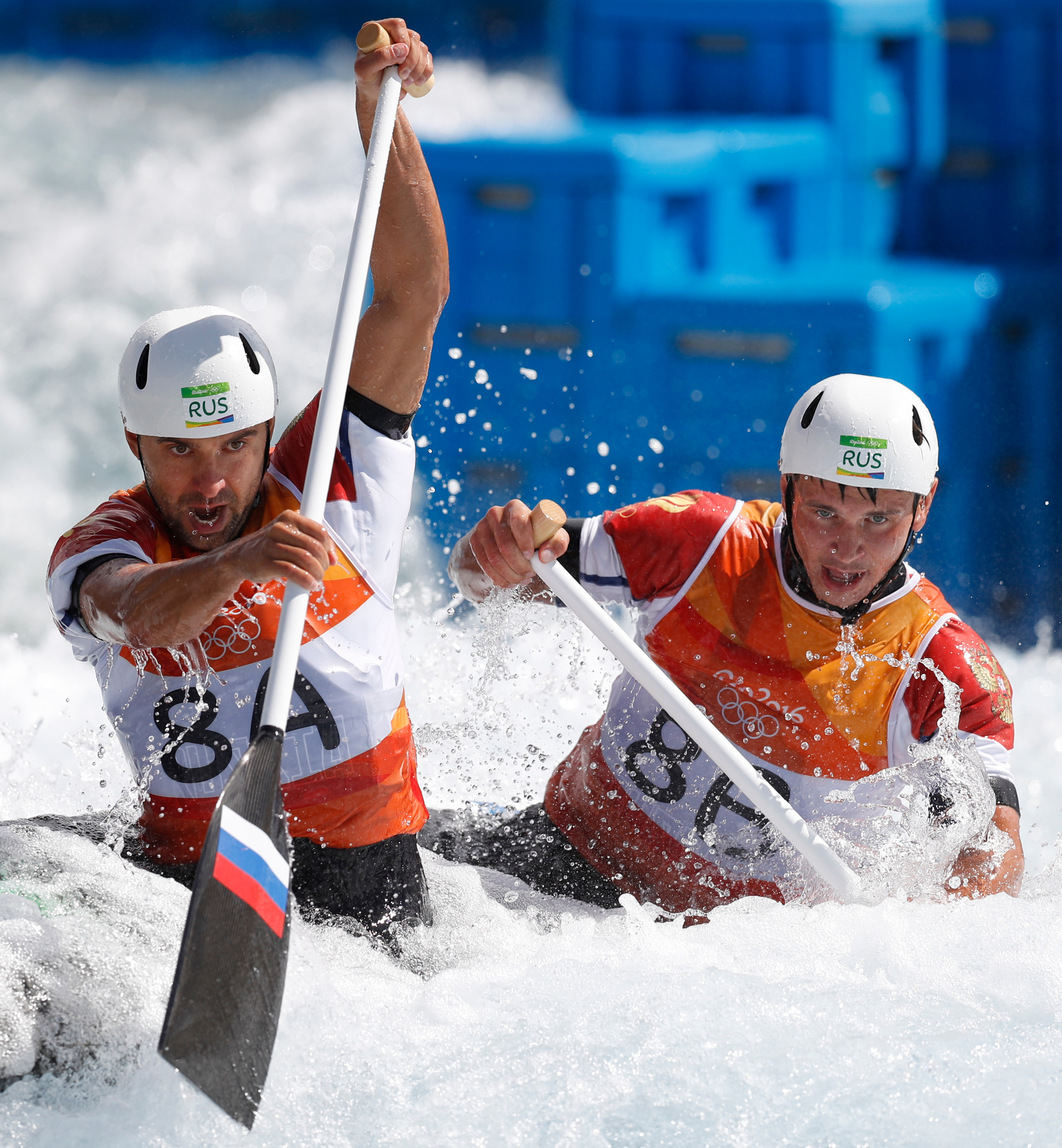
Михаил Кузнецов и Дмитрий Ларионов во время прохождения дистанции

Мужчины
| Соревнование      | Спортсмены                       | Предварительный этап | Предварительный этап | Предварительный этап | Предварительный этап | Предварительный этап | Предварительный этап | Предварительный этап | Полуфинал | Полуфинал | Полуфинал | Полуфинал | Финал                | Финал                | Финал                | Финал                |
| Соревнование      | Спортсмены                       | 1 попытка            | 1 попытка            | 1 попытка            | 2 попытка            | 2 попытка            | 2 попытка            | Место                | Полуфинал | Полуфинал | Полуфинал | Полуфинал | Финал                | Финал                | Финал                | Финал                |
| Соревнование      | Спортсмены                       | Время                | Штраф                | Итог                 | Время                | Штраф                | Итог                 | Место                | Время     | Штраф     | Итог      | Место     | Время                | Штраф                | Итог                 | Место                |
| ----------------- | -------------------------------- | -------------------- | -------------------- | -------------------- | -------------------- | -------------------- | -------------------- | -------------------- | --------- | --------- | --------- | --------- | -------------------- | -------------------- | -------------------- | -------------------- |
| байдарки-одиночки | Павел Эйгель                     | 96,72                | 0                    | 96,72                | 88,57                | 0                    | 88,57                | 6 Q                  | 92,43     | 0         | 92,43     | 7 Q       | 90,62                | 2                    | 92,62                | 9                    |
| каноэ-одиночки    | Александр Липатов                | 101,78               | 0                    | 101,78               | 94,72                | 4                    | 98,72                | 10 Q                 | 104,69    | 0         | 104,69    | 13        | завершил выступление | завершил выступление | завершил выступление | завершил выступление |
| каноэ-двойки      | Михаил Кузнецов Дмитрий Ларионов | 113,26               | 54                   | 167,26               | 107,39               | 0                    | 107,39               | 8 Q                  | 106,39    | 6         | 112,39    | 8 Q       | 106,70               | 0                    | 106,70               | 6                    |

Женщины
| Соревнование      | Спортсмены       | Предварительный этап | Предварительный этап | Предварительный этап | Предварительный этап | Предварительный этап | Предварительный этап | Предварительный этап | Полуфинал | Полуфинал | Полуфинал | Полуфинал | Финал                 | Финал                 | Финал                 | Финал                 |
| Соревнование      | Спортсмены       | 1 попытка            | 1 попытка            | 1 попытка            | 2 попытка            | 2 попытка            | 2 попытка            | Место                | Полуфинал | Полуфинал | Полуфинал | Полуфинал | Финал                 | Финал                 | Финал                 | Финал                 |
| Соревнование      | Спортсмены       | Время                | Штраф                | Итог                 | Время                | Штраф                | Итог                 | Место                | Время     | Штраф     | Итог      | Место     | Время                 | Штраф                 | Итог                  | Место                 |
| ----------------- | ---------------- | -------------------- | -------------------- | -------------------- | -------------------- | -------------------- | -------------------- | -------------------- | --------- | --------- | --------- | --------- | --------------------- | --------------------- | --------------------- | --------------------- |
| байдарки-одиночки | Марта Харитонова | 109,01               | 2                    | 111,01               | 104,72               | 0                    | 104,72               | 8 Q                  | 108,39    | 52        | 160,39    | 15        | завершила выступление | завершила выступление | завершила выступление | завершила выступление |

### Дзюдо
Соревнования по дзюдо проводились по системе с выбыванием. В утешительные раунды попадали спортсмены, проигравшие полуфиналистам турнира. Два спортсмена, одержавших победу в утешительном раунде, в поединке за бронзу сражались с дзюдоистами, проигравшими в полуфинале.
Мужчины
| Категория    | Спортсмены       | 1/32 финала        | 1/16 финала                  | 1/8 финала                | Четвертьфинал                | Полуфинал                     | Финал                   | Место |
| Категория    | Спортсмены       | Соперник Результат | Соперник Результат           | Соперник Результат        | Соперник Результат           | Соперник Результат            | Соперник Результат      | Место |
| ------------ | ---------------- | ------------------ | ---------------------------- | ------------------------- | ---------------------------- | ----------------------------- | ----------------------- | ----- |
| до 60 кг     | Беслан Мудранов  | не участвовал      | NEDЙ. Морен В 002:000        | ARMО. Давтян В 001:000    | KORКим Вон Джин В 100:000    | GEOА. Папинашвили В 100:000   | KAZЕ. Сметов В 010:000  | 1     |
| до 66 кг     | Михаил Пуляев    | не участвовал      | CANА. Бушар П 000:001        | завершил выступление      | завершил выступление         | завершил выступление          | завершил выступление    | 17    |
| до 73 кг     | Денис Ярцев      | не участвовал      | FRAП. Дюпра В 000s0:000s1    | CHNИ. Сай В 100:000       | BELД. ван Тихелт П 010:011   | Утешительный турнир           | Утешительный турнир     | 7     |
| до 73 кг     | Денис Ярцев      | не участвовал      | FRAП. Дюпра В 000s0:000s1    | CHNИ. Сай В 100:000       | BELД. ван Тихелт П 010:011   | GEOЛ. Шавдатуашвили П 001:100 | завершил выступление    | 7     |
| до 81 кг     | Хасан Халмурзаев | не участвовал      | IRIС. Моллаеи В 000s2:000s3  | EGYМ. Абделааль В 010:000 | CANА. Валуа-Фортье В 010:000 | UAEС. Тома В 100:000          | USAТ. Стивенс В 100:000 | 1     |
| до 90 кг     | Кирилл Денисов   | не участвовал      | AZEМ. Мехдиев П 000:100      | завершил выступление      | завершил выступление         | завершил выступление          | завершил выступление    | 17    |
| до 100 кг    | Тагир Хайбулаев  | не участвовал      | AZEЭ. Гасымов П 000:011      | завершил выступление      | завершил выступление         | завершил выступление          | завершил выступление    | 17    |
| свыше 100 кг | Ренат Саидов     | Не проводится      | AUTД. Аллершторфер В 001:000 | BRAРафаэл Силва П 000:100 | завершил выступление         | завершил выступление          | завершил выступление    | 9     |

Женщины
| Категория   | Спортсмены         | 1/16 финала                   | 1/8 финала             | Четвертьфинал            | Полуфинал                 | Финал                  | Место |
| Категория   | Спортсмены         | Соперник Результат            | Соперник Результат     | Соперник Результат       | Соперник Результат        | Соперник Результат     | Место |
| ----------- | ------------------ | ----------------------------- | ---------------------- | ------------------------ | ------------------------- | ---------------------- | ----- |
| до 48 кг    | Ирина Долгова      | PRKКим Сол Ми В 010:000       | ARGП. Парето П 000:102 | завершила выступление    | завершила выступление     | завершила выступление  | 9     |
| до 52 кг    | Наталья Кузютина   | не участвовала                | CANЭ. Гуика В 002:000  | JPNМ. Накамура П 000:100 | Утешительный турнир       | Утешительный турнир    | 3     |
| до 52 кг    | Наталья Кузютина   | не участвовала                | CANЭ. Гуика В 002:000  | JPNМ. Накамура П 000:100 | MRIК. Леджентил В 100:000 | CHNМа Иннань В 100:000 | 3     |
| до 57 кг    | Ирина Заблудина    | NZLД. Мануэль П 000:001       | завершила выступление  | завершила выступление    | завершила выступление     | завершила выступление  | 17    |
| до 63 кг    | Екатерина Валькова | NEDА. ван Эмден П 000s3:000s1 | завершила выступление  | завершила выступление    | завершила выступление     | завершила выступление  | 17    |
| свыше 78 кг | Ксения Чибисова    | GERЯ. Кюльбс В 101:000        | CUBИ. Ортис П 000:100  | завершила выступление    | завершила выступление     | завершила выступление  | 9     |

### Конный спорт
Сборная России по конному спорту квалифицировалась на Игры по результатам мирового рейтинга FEI. Две олимпийские лицензии в выездке и одну в троеборье россияне завоевали, став сильнейшими, среди ранее неквалифицированных спортсменов, в географическом регионе «Центральная и Восточная Европа, Центральная Азия». Ещё две лицензии в троеборье сборная России получила на основании общего рейтинга FEI. Заработав три индивидуальные олимпийские лицензии в троеборье Россия вошла в число трёх стран, которые получили право принять участие в командном турнире, как составные сборные.
Выездка
Соревнования по выездке включали в себе три теста высшего уровня сложности по системе Международной федерации конного спорта (FEI): Большой Приз (англ. Grand Prix), Переездка Большого Приза (англ. Grand Prix Special) и КЮР Большого приза (англ. Grand Prix Freestyle). Итоговая оценка в каждом из тестов рассчитывалась, как среднее арифметическое значение оценок семи судей.
| Соревнование   | Спортсмены                           | Большой Приз | Большой Приз | Переездка Большого Приза | Переездка Большого Приза | КЮР Большого Приза    | КЮР Большого Приза    |
| Соревнование   | Спортсмены                           | Результат    | Место        | Результат                | Место                    | Результат             | Место                 |
| -------------- | ------------------------------------ | ------------ | ------------ | ------------------------ | ------------------------ | --------------------- | --------------------- |
| личная выездка | Инесса Меркулова лошадь — Мистер Икс | 75,800       | 14 Q         | 73,154                   | 23                       | завершила выступление | завершила выступление |
| личная выездка | Марина Афрамеева лошадь — Воск       | 71,343       | 31           | завершила выступление    | завершила выступление    | завершила выступление | завершила выступление |

Троеборье
Троеборье состоит из манежной езды, полевых испытаний и конкура. В выездке оценивается степень контроля всадника над лошадью и способность выполнить обязательные элементы выступления. Также при выступлении оценивается внешний вид лошади и всадника. Жюри выставляет, как положительные оценки за удачно выполненные упражнения, так и штрафные баллы за различного рода ошибки. После окончания выступления по специальной формуле вычисляется количество штрафных очков. Соревнования по кроссу требуют от лошади и её наездника высокой степени физической подготовленности и выносливости. Дистанция для кросса достаточно протяжённая и имеет множество препятствий различного типа. Штрафные очки во время кросса начисляются за сбитые препятствия, за превышение лимита времени и за опасную езду. В конкуре за каждое сбитое препятствие спортсмену начисляются 4 штрафных балла, а за превышение лимита времени 1 штрафное очко (за каждую каждую, сверх нормы времени, начатую секунду).
| личное троеборье    | Александр Марков лошадь — Курфюрстин              | 48,90  | DSQ  | DSQ  | завершил выступление  | завершил выступление  | завершил выступление  | завершил выступление  | завершил выступление  | завершил выступление  | завершил выступление  | завершил выступление  |
| личное троеборье    | Андрей Митин лошадь — Гюрза                       | 59,90  | DSQ  | DSQ  | завершил выступление  | завершил выступление  | завершил выступление  | завершил выступление  | завершил выступление  | завершил выступление  | завершил выступление  | завершил выступление  |
| личное троеборье    | Евгения Овчинникова лошадь — Орион                | 66,00  | DNS  | DNS  | завершила выступление | завершила выступление | завершила выступление | завершила выступление | завершила выступление | завершила выступление | завершила выступление | завершила выступление |
| командное троеборье | Александр Марков Андрей Митин Евгения Овчинникова | 174,80 | 3000 | 3000 | DNS                   | DNS                   | не проводится         | не проводится         | 3000                  | 13                    |                       |                       |

### Лёгкая атлетика
Из-за приостановления членства ВФЛА в IAAF с 13 ноября 2015 г. вследствие допингового скандала участие российских легкоатлетов в Олимпиаде невозможно. Единственной спортсменкой, которую допустили до Игр в Рио-де-Жанейро стала прыгунья в длину Дарья Клишина, поскольку она в течение последних нескольких лет жила и тренировалась в США.
Женщины
Технические дисциплины
| Дисциплина     | Спортсмен     | Квалификация | Квалификация | Финал     | Финал |
| Дисциплина     | Спортсмен     | Результат    | Место        | Результат | Место |
| -------------- | ------------- | ------------ | ------------ | --------- | ----- |
| прыжок в длину | Дарья Клишина | 6,64         | 8 (Q)        | 6,63      | 9     |

### Настольный теннис
Соревнования по настольному теннису проходили по системе плей-офф. Каждый матч продолжается до тех пор, пока один из теннисистов не выигрывает 4 партии. Сильнейшие 16 спортсменов начинали соревнования с третьего раунда, следующие 16 по рейтингу стартовали со второго раунда.
Мужчины
| Соревнование     | Спортсмены            | Квалификация       | Первый раунд       | Второй раунд       | Третий раунд           | Четвертый раунд      | Четвертьфинал        | Полуфинал            | Финал                | Место                |
| Соревнование     | Спортсмены            | Соперник Результат | Соперник Результат | Соперник Результат | Соперник Результат     | Соперник Результат   | Соперник Результат   | Соперник Результат   | Соперник Результат   | Место                |
| ---------------- | --------------------- | ------------------ | ------------------ | ------------------ | ---------------------- | -------------------- | -------------------- | -------------------- | -------------------- | -------------------- |
| одиночный разряд | Александр Шибаев (18) | Не участвовал      | Не участвовал      | POLЯ. Дияс В 4:0   | GERТ. Болль (10) П 3:4 | завершил выступление | завершил выступление | завершил выступление | завершил выступление | завершил выступление |

Женщины
| Соревнование     | Спортсмены            | Квалификация       | Первый раунд          | Второй раунд          | Третий раунд          | Четвертый раунд       | Четвертьфинал         | Полуфинал             | Финал                 | Место                 |
| Соревнование     | Спортсмены            | Соперник Результат | Соперник Результат    | Соперник Результат    | Соперник Результат    | Соперник Результат    | Соперник Результат    | Соперник Результат    | Соперник Результат    | Место                 |
| ---------------- | --------------------- | ------------------ | --------------------- | --------------------- | --------------------- | --------------------- | --------------------- | --------------------- | --------------------- | --------------------- |
| одиночный разряд | Полина Михайлова (22) | Не участвовала     | Не участвовала        | BLRВ. Павлович П 2:4  | завершила выступление | завершила выступление | завершила выступление | завершила выступление | завершила выступление | завершила выступление |
| одиночный разряд | Мария Долгих          | Не участвовала     | AUSХун Цзяньфан П 3:4 | завершила выступление | завершила выступление | завершила выступление | завершила выступление | завершила выступление | завершила выступление | завершила выступление |

### Парусный спорт
Соревнования по парусному спорту в каждом из классов состояли либо из 10, либо из 12 гонок. Каждый заплыв спортсмены начинали с общего старта. Победителем каждой из гонок становился экипаж, первым пересекший финишную черту. Количество очков, идущих в общий зачёт, соответствовало занятому командой месту. 10 лучших экипажей по результатам всех заплывов попадали в медальную гонку, результаты которой также шли в общий зачёт. В медальной гонке, очки, полученные экипажем, удваивались. В случае если участник соревнований не смог завершить гонку ему начислялось количество очков, равное количеству участников плюс один. При итоговом подсчёте очков не учитывался худший результат, показанный экипажем в одной из гонок. Сборная, набравшая наименьшее количество очков, становится олимпийским чемпионом.
В 2014 году на чемпионате мира в испанском Сантандере сборная России смогла завоевать четыре олимпийских лицензии, причём все путёвки были получены только в двух классах — RS:X и 470. В мужском виндсёрфинге лицензию для России завоевал участник пяти Олимпийских игр в составе сборной Украины Максим Оберемко. Однако, несмотря на то, что ему разрешено выступать под российским флагом в соревнованиях, проводимых международной федерацией парусного спорта, Оберемко мог пропустить Игры в Рио-де-Жанейро, если бы НОК Украины потребовала выполнения условий обязательного карантина, который составляет три года. 2 марта 2016 года исполком МОК принял решение одобрить смену спортивного гражданства Оберемко и разрешить ему выступать на Олимпийских играх в составе сборной России. Ещё одну олимпийскую лицензию в классе «Лазер» по итогам регаты «Принцесса София» принёс Сергей Комиссаров. 2 апреля 2016 года и. о. главного тренера сборной России по парусному спорту Наталья Фёдорова объявила окончательный список яхтсменов, которые примут участие в Играх в Рио-де-Жанейро.
Мужчины
| Класс | Спортсмены                   | Гонка | Гонка | Гонка | Гонка | Гонка | Гонка | Гонка | Гонка | Гонка | Гонка | Гонка         | Гонка         | Гонка         | Очки | Место |
| Класс | Спортсмены                   | 1     | 2     | 3     | 4     | 5     | 6     | 7     | 8     | 9     | 10    | 11            | 12            | M             | Очки | Место |
| ----- | ---------------------------- | ----- | ----- | ----- | ----- | ----- | ----- | ----- | ----- | ----- | ----- | ------------- | ------------- | ------------- | ---- | ----- |
| RS:X  | Максим Оберемко              | 27    | 25    | 14    | 24    | 17    | 13    | 3     | 3     | 10    | 8     | 13            | 9             | Не участвовал | 139  | 16    |
| 470   | Павел Созыкин Денис Грибанов | 12    | 17    | 7     | 25    | 5     | 21    | 18    | 3     | 16    | 18    | Не проводится | Не проводится | Не участвовал | 117  | 13    |
| Лазер | Сергей Комиссаров            | 2     | 9     | 19    | 24    | 7     | 10    | 16    | 31    | 28    | 15    | Не проводится | Не проводится | Не участвовал | 129  | 15    |

Женщины
| Класс | Спортсмены                      | Гонка | Гонка | Гонка | Гонка | Гонка | Гонка | Гонка | Гонка | Гонка | Гонка | Гонка         | Гонка         | Гонка          | Очки | Место |
| Класс | Спортсмены                      | 1     | 2     | 3     | 4     | 5     | 6     | 7     | 8     | 9     | 10    | 11            | 12            | M              | Очки | Место |
| ----- | ------------------------------- | ----- | ----- | ----- | ----- | ----- | ----- | ----- | ----- | ----- | ----- | ------------- | ------------- | -------------- | ---- | ----- |
| RS:X  | Стефания Елфутина               | 2     | 5     | 3     | 6     | 2     | 9     | 8     | 4     | 6     | 3     | 16            | 7             | 14             | 69   | 3     |
| 470   | Алиса Кирилюк Людмила Дмитриева | 21    | 21    | 6     | 9     | 11    | 7     | 18    | 9     | 12    | 11    | Не проводится | Не проводится | Не участвовала | 104  | 13    |

### Современное пятиборье
Современное пятиборье включает в себя: стрельбу, плавание, фехтование, верховую езду и бег. Как и на предыдущих Играх бег и стрельба были объединены в один вид — комбайн. В комбайне спортсмены стартовали с гандикапом, набранным за предыдущие три дисциплины (4 очка = 1 секунда). Олимпийским чемпионом становится спортсмен, который пересекает финишную линию первым.
Первые две олимпийские лицензии для сборной России по итогам чемпионата мира 2015 года принесли участник Игр 2012 года Александр Лесун и Доната Римшайте, которая до 2010 года выступала за Литву и представляла эту страну на Играх 2008 года. Римшайте в составе сборной России могла выступить уже на Играх в Лондоне, но НОК Литвы не дал разрешение на сокращение сроков карантина, в связи со сменой спортивного гражданства, который составлял 3 года. Максимальное количество олимпийских лицензий сборной России удалось завоевать уже по итогам чемпионата Европы, где необходимые условия для квалификации выполнили Егор Пучкаревский и Гульназ Губайдуллина.
Мужчины
| Соревнование      | Спортсмены      | Фехтование | Фехтование | Фехтование | Плавание | Плавание | Плавание | Верховая езда | Верховая езда | Верховая езда | Комбайн  | Комбайн | Комбайн | Всего     | Всего |
| Соревнование      | Спортсмены      | Побед      | Очки       | Место      | Время    | Очки     | Место    | Штраф         | Очки          | Место         | Время    | Очки    | Место   | Результат | Место |
| ----------------- | --------------- | ---------- | ---------- | ---------- | -------- | -------- | -------- | ------------- | ------------- | ------------- | -------- | ------- | ------- | --------- | ----- |
| личное первенство | Александр Лесун | 28:7       | 268 OR     | 1          | 2:05,58  | 324      | 22       | 21            | 279           | 21            | 11:32.35 | 608     | 20      | 1479 OR   | 1     |

Женщины
| Соревнование      | Спортсмены           | Фехтование | Фехтование | Фехтование | Плавание | Плавание | Плавание | Верховая езда | Верховая езда | Верховая езда | Комбайн  | Комбайн | Комбайн | Всего     | Всего |
| Соревнование      | Спортсмены           | Побед      | Очки       | Место      | Время    | Очки     | Место    | Штраф         | Очки          | Место         | Время    | Очки    | Место   | Результат | Место |
| ----------------- | -------------------- | ---------- | ---------- | ---------- | -------- | -------- | -------- | ------------- | ------------- | ------------- | -------- | ------- | ------- | --------- | ----- |
| личное первенство | Доната Римшайте      | 17:18      | 202        | 15         | 2:22,09  | 274      | 30       | 16            | 284           | 18            | 12:32,67 | 548     | 6       | 1308      | 12    |
| личное первенство | Гульназ Губайдуллина | 8:27       | 148        | 36         | 2:07,94  | 317 OR   | 1        | 10            | 290           | 14            | 12:30,76 | 550     | 5       | 1305      | 15    |

### Стрельба
В январе 2013 года Международная федерация спортивной стрельбы приняла новые правила проведения соревнований на 2013—2016 года, которые, в частности, изменили порядок проведения финалов. Во многих дисциплинах спортсмены, прошедшие в финал, теперь начинают решающий раунд без очков, набранных в квалификации, а финал проходит по системе с выбыванием. Также в финалах после каждого раунда стрельбы из дальнейшей борьбы выбывает спортсмен с наименьшим количеством баллов. В скоростном пистолете решающие поединки проходят по системе попал-промах. В стендовой стрельбе добавился полуфинальный раунд, где определяются по два участника финального матча и поединка за третье место.
По правилам квалификации каждый стрелок может заработать для своей страны только одну олимпийскую лицензию, при этом на самих Играх спортсмены имеют право выступать в неограниченном числе дисциплин. Всего на счету было российских стрелков 24 из 30-ти возможных путёвок на Игры.
Мужчины
| Соревнование                          | Спортсмены           | Квалификация | Квалификация | Полуфинал            | Полуфинал            | Финал                | Финал                |
| Соревнование                          | Спортсмены           | Результат    | Место        | Результат            | Место                | Соперник/ Результат  | Место                |
| ------------------------------------- | -------------------- | ------------ | ------------ | -------------------- | -------------------- | -------------------- | -------------------- |
| пневматическая винтовка, 10 метров    | Владимир Масленников | 629,0        | 2 Q          | не проводится        | не проводится        | 184,2                | 3                    |
| пневматическая винтовка, 10 метров    | Сергей Каменский     | 623,2        | 16           | не проводится        | не проводится        | завершил выступление | завершил выступление |
| винтовка лёжа, 50 метров              | Кирилл Григорьян     | 628,9        | 2 Q          | не проводится        | не проводится        | 187,3                | 3                    |
| винтовка лёжа, 50 метров              | Сергей Каменский     | 629,0        | 1 Q          | не проводится        | не проводится        | 165,8                | 4                    |
| винтовка из трёх положений, 50 метров | Сергей Каменский     | 1184         | 1 Q          | не проводится        | не проводится        | 458,5                | 2                    |
| винтовка из трёх положений, 50 метров | Фёдор Власов         | 1176         | 6 Q          | не проводится        | не проводится        | 403,1                | 7                    |
| пневматический пистолет, 10 метров    | Владимир Гончаров    | 580          | 8 Q          | не проводится        | не проводится        | 98,9                 | 7                    |
| пневматический пистолет, 10 метров    | Владимир Исаков      | 574          | 31           | не проводится        | не проводится        | завершил выступление | завершил выступление |
| скорострельный пистолет, 25 метров    | Алексей Климов       | 581          | 9            | не проводится        | не проводится        | завершил выступление | завершил выступление |
| пистолет, 50 метров                   | Владимир Гончаров    | 557          | 4 Q          | не проводится        | не проводится        | 111,0                | 6                    |
| пистолет, 50 метров                   | Денис Кулаков        | 548          | 23           | не проводится        | не проводится        | завершил выступление | завершил выступление |
| трап                                  | Алексей Алипов       | 117          | 7            | завершил выступление | завершил выступление | завершил выступление | завершил выступление |
| дубль-трап                            | Виталий Фокеев       | 133          | 11           | завершил выступление | завершил выступление | завершил выступление | завершил выступление |
| дубль-трап                            | Василий Мосин        | 132          | 13           | завершил выступление | завершил выступление | завершил выступление | завершил выступление |
| скит                                  | Антон Астахов        | 119          | 12           | завершил выступление | завершил выступление | завершил выступление | завершил выступление |

Женщины
| Соревнование                          | Спортсмены           | Квалификация | Квалификация | Полуфинал             | Полуфинал             | Финал                 | Финал                 |
| Соревнование                          | Спортсмены           | Результат    | Место        | Результат             | Место                 | Соперник/ Результат   | Место                 |
| ------------------------------------- | -------------------- | ------------ | ------------ | --------------------- | --------------------- | --------------------- | --------------------- |
| пневматическая винтовка, 10 метров    | Дарья Вдовина        | 417,4        | 4 Q          | не проводится         | не проводится         | 143,5                 | 5                     |
| винтовка из трёх положений, 50 метров | Дарья Вдовина        | 579          | 15           | не проводится         | не проводится         | завершила выступление | завершила выступление |
| пневматический пистолет, 10 метров    | Виталина Бацарашкина | 390          | 1 Q          | не проводится         | не проводится         | 197,1                 | 2                     |
| пневматический пистолет, 10 метров    | Екатерина Коршунова  | 387          | 2 Q          | не проводится         | не проводится         | 73,5                  | 8                     |
| пистолет, 25 метров                   | Екатерина Коршунова  | 582          | 8 Q          | 16                    | 5                     | завершила выступление | завершила выступление |
| пистолет, 25 метров                   | Виталина Бацарашкина | 578          | 13           | завершила выступление | завершила выступление | завершила выступление | завершила выступление |
| трап                                  | Екатерина Рабая      | 65           | 11           | завершила выступление | завершила выступление | завершила выступление | завершила выступление |
| трап                                  | Татьяна Барсук       | 62           | 18           | завершила выступление | завершила выступление | завершила выступление | завершила выступление |
| скит                                  | Альбина Шакирова     | 69           | 7            | завершила выступление | завершила выступление | завершила выступление | завершила выступление |

### Стрельба из лука
В квалификации соревнований лучники выполняют 12 серий выстрелов по 6 стрел с расстояния 70-ти метров. По итогам предварительного раунда составляется сетка плей-офф, где в 1/32 финала 1-й номер посева встречается с 64-м, 2-й с 63-м и т. д. В поединках на выбывание спортсмены выполняют по три выстрела. Участник, набравший за эту серию больше очков получает 2 очка. Если же оба лучника набрали одинаковое количество баллов, то они получают по одному очку. Победителем пары становится лучник, первым набравший 6 очков.
Летом 2015 года российские лучницы стали чемпионками мира в командном первенстве. Этот результат принёс сборной России олимпийскую лицензию на участие в командном турнире. Также россиянки получили возможность выставить трёх спортсменок в личном первенстве. 13 июля было объявлено, что в состав сборной для участия в Играх войдут все три чемпионки мира: Туяна Дашидоржиева, Ксения Перова и Инна Степанова.
Женщины
По итогам квалификационного раунда женская сборная России смогла набрать 1938 очков, что позволило занять высокое 2-е место и начать борьбу за медали сразу с четвертьфинала. Также благодаря этому результату россиянки попали в нижнюю половину сетки плей-офф, тем самым обеспечив себе невозможность встречи с явными фаворитами турнира лучницами из сборной Южной Кореи до самого финала.
Первыми соперницами россиянок стали недавние конкурентки по финалу мирового первенства лучницы из Индии. Уверенно выиграв первый сет российские спортсменки затем уступили в следующих двух, но смогли переломить ход поединка и победили в оставшихся двух сетах, пробившись в полуфинал. В поединок за выход в финал сборная Россия встречалась с итальянской командой. После двух сетов счёт был 3:1 в пользу итальянок, но как и в прошлом матче российские лучницы лучше провели заключительную часть поединка и побелили 5:3. В финале сборная России не смогла оказать сопротивления бессменным олимпийским чемпионкам из Южной Кореи, уступив им в трёх сетах 1:5, сведя к ничьей только третий сет.
Для сборной России эта серебряная медаль стала первой в постсоветской истории наградой в женской стрельбе из лука и второй вообще (после бронзы Баира Бадёнова на Играх 2008 года в Пекине). В индивидуальном турнире лучшей из россиянок стала Туяна Дашидоржиева, занявшая 5-е место.
| Соревнование              | Спортсмены                                      | Квалификация | Квалификация | 1/32 финала             | 1/16 финала                | 1/8 финала               | Четвертьфинал         | Полуфинал             | Финал                        | Место |
| Соревнование              | Спортсмены                                      | Результат    | Место        | Соперник Результат      | Соперник Результат         | Соперник Результат       | Соперник Результат    | Соперник Результат    | Соперник Результат           | Место |
| ------------------------- | ----------------------------------------------- | ------------ | ------------ | ----------------------- | -------------------------- | ------------------------ | --------------------- | --------------------- | ---------------------------- | ----- |
| индивидуальное первенство | Инна Степанова                                  | 643          | 16           | IRIЗ. Немати (49) В 6:2 | RUSК. Перова (17) В 7:3    | KORЧхве Ми Сун (1) П 3:7 | завершила выступление | завершила выступление | завершила выступление        | 9     |
| индивидуальное первенство | Туяна Дашидоржиева                              | 654          | 5            | BHUКарма (60) В 7:3     | CHNЦао Хуэй (28) П 4:6     | завершила выступление    | завершила выступление | завершила выступление | завершила выступление        | 17    |
| индивидуальное первенство | Ксения Перова                                   | 641          | 17           | COLН. Санчес (48) В 6:4 | RUSИ. Степанова (16) П 3:7 | завершила выступление    | завершила выступление | завершила выступление | завершила выступление        | 17    |
| командное первенство      | Туяна Дашидоржиева Ксения Перова Инна Степанова | 1938         | 2            | Не проводится           | Не проводится              | Не участвовали           | Индия (7) · В 5:4     | Италия (6) · В 5:3    | Республика Корея (1) · П 1:5 | 2     |

### Теннис
Соревнования пройдут на кортах олимпийского теннисного центра. Теннисные матчи будут проходить на кортах с твёрдым покрытием DecoTurf, на которых также проходит и Открытый чемпионат США.
Мужчины
| Соревнование     | Спортсмены         | 1/32 финала                              | 1/16 финала                       | 1/8 финала               | Четвертьфинал        | Полуфинал            | Финал                |                      |
| Соревнование     | Спортсмены         | Соперник Результат                       | Соперник Результат                | Соперник Результат       | Соперник Результат   | Соперник Результат   | Соперник Результат   |                      |
| ---------------- | ------------------ | ---------------------------------------- | --------------------------------- | ------------------------ | -------------------- | -------------------- | -------------------- | -------------------- |
| одиночный разряд | Евгений Донской    | GERЯ.-Л. Штруфф В 6:3, 6:4               | ESPД. Феррер (7) В 3:6, 7:61, 7:5 | USAС. Джонсон П 1:6, 1:6 | завершил выступление | завершил выступление | завершил выступление | завершил выступление |
| одиночный разряд | Андрей Кузнецов    | ESPР. Баутиста Агут (10) П 7:64, 2:6, Rt | завершил выступление              | завершил выступление     | завершил выступление | завершил выступление | завершил выступление | завершил выступление |
| одиночный разряд | Теймураз Габашвили | MDAР. Албот П 6:4, 4:6, 4:6              | завершил выступление              | завершил выступление     | завершил выступление | завершил выступление | завершил выступление | завершил выступление |

Женщины
| Соревнование     | Спортсмены                           | 1/32 финала                      | 1/16 финала                                  | 1/8 финала                             | Четвертьфинал                                  | Полуфинал                                | Финал                                | Место                 |
| Соревнование     | Спортсмены                           | Соперник Результат               | Соперник Результат                           | Соперник Результат                     | Соперник Результат                             | Соперник Результат                       | Соперник Результат                   | Место                 |
| ---------------- | ------------------------------------ | -------------------------------- | -------------------------------------------- | -------------------------------------- | ---------------------------------------------- | ---------------------------------------- | ------------------------------------ | --------------------- |
| одиночный разряд | Дарья Касаткина                      | TUNУ. Джабир В 3:6, 7:64, 6:1    | CHNЧжэн Сайсай В 6:1, 6:4                    | ITAС. Эррани В 7:5, 6:2                | USAМ. Киз (7) П 3:6, 1:6                       | завершила выступление                    | завершила выступление                | завершила выступление |
| одиночный разряд | Светлана Кузнецова (8)               | CHNВан Цян В 6:1, 4:6, 6:0       | ROUМ. Никулеску В +:-                        | GBRЙ. Конта (10) П 6:3, 5:7, 5:7       | завершила выступление                          | завершила выступление                    | завершила выступление                | завершила выступление |
| одиночный разряд | Екатерина Макарова                   | TURЧ. Бююкакчай В 3:6, 6:0, 7:66 | SVKА.К. Шмидлова В 3:6, 6:4, 6:2             | CZEП. Квитова (11) П 6:4, 4:6 4:6      | завершила выступление                          | завершила выступление                    | завершила выступление                | завершила выступление |
| одиночный разряд | Анастасия Павлюченкова (14)          | POLМ. Линетт В 6:0, 6:3          | PURМ. Пуиг П 3:6, 2:6                        | завершила выступление                  | завершила выступление                          | завершила выступление                    | завершила выступление                | завершила выступление |
| парный разряд    | Елена Веснина Екатерина Макарова (7) | не проводится                    | AUSАн. Родионова / Ар. Родионова В 6:1, 6:2  | ROUК.-А. Миту / И. Олару В 6:1, 6:4    | ESPГ. Мугуруса/ К.Суарес-Наварро В 6:3, 6:4    | CZEЛ. Шафаржова/ Б. Стрыцова В 7:67, 6:4 | SUIТ. Бачински/ М. Хингис В 6:4, 6:4 | 1                     |
| парный разряд    | Светлана Кузнецова Дарья Касаткина   | не проводится                    | GERА.-Л. Грёнефельд / Л. Зигемунд В 6:1, 6:4 | JPNМ. Дои / Э. Ходзуми В 6:4, 1:6, 6:1 | CZEА. Главачкова/ Л. Градецкая П 1:6, 6:4, 5:7 | завершили выступление                    | завершили выступление                | завершили выступление |

### Триатлон
Соревнования по триатлону пройдут на территории форта Копакабана. Дистанция состоит из 3-х этапов — плавание (1,5 км), велоспорт (43 км), бег (10 км).
Мужчины
| Соревнование              | Спортсмены          | Плавание | Смена | Велоспорт | Смена | Бег   | Итоговое время | Отставание | Место |
| ------------------------- | ------------------- | -------- | ----- | --------- | ----- | ----- | -------------- | ---------- | ----- |
| индивидуальное первенство | Александр Брюханков | 17.26    | 0.51  | 57.03     | 0.46  | —     | —              | —          | DNF   |
| индивидуальное первенство | Дмитрий Полянский   | 17.24    | 0.49  | 57.07     | 0.36  | 34.06 | 1:49.26        | +4.25      | 32    |
| индивидуальное первенство | Игорь Полянский     | 17.18    | 0.51  | 56.32     | 0.41  | 33.49 | 1:49,11        | +4.10      | 31    |

Женщины
| Соревнование              | Спортсмены            | Плавание | Смена | Велоспорт | Смена | Бег   | Итоговое время | Отставание | Место |
| ------------------------- | --------------------- | -------- | ----- | --------- | ----- | ----- | -------------- | ---------- | ----- |
| индивидуальное первенство | Анастасия Абросимова  | 19.05    | 0.56  | 1:04.44   | 0.38  | 37.22 | 2:02:45        | +6.29      | 32    |
| индивидуальное первенство | Александра Разарёнова | 19.56    | 0.54  | 1:03.55   | 0.40  | 35.44 | 2:01:09        | +4.53      | 20    |
| индивидуальное первенство | Мария Шорец           | 19.48    | 1.00  | 1:04.35   | 0.41  | 36.10 | 2:01:33        | +5.17      | 25    |

### Тхэквондо
Соревнования по тхэквондо проходят по системе с выбыванием. Для победы в турнире спортсмену необходимо одержать 4 победы. Тхэквондисты, проигравшие по ходу соревнований будущим финалистам, принимают участие в утешительном турнире за две бронзовые медали.
Все три олимпийские лицензии были завоёваны по результатам олимпийского квалификационного рейтинга, где российские тхэквондисты смогли попасть в число 6-ти сильнейших в своих весовых категориях. Алексей Денисенко стал вторым в категории до 68 кг, Альберт Гаун четвёртым в категории до 80 кг, а у женщин единственную путёвку принесла Анастасия Барышникова, ставшая пятой в категории до 67 кг. Обладательницей максимально возможной четвёртой лицензии могла стать многократный призёр чемпионатов мира Ольга Иванова, но она уступила в полуфинале европейского квалификационного турнира норвежке Тине Скор, упустив последний шанс завоевать путёвку на Игры в Рио-де-Жанейро.
Мужчины
Бронзовый призёр 2012 года в категории до 58 кг Алексей Денисенко, сменивший после лондонских Игр весовую категорию на более тяжёлую, получил 4-й номер посева, в результате чего в одной половине сетки с ним оказались действующий олимпийский чемпион и чемпион мира турок Сервет Тазегюль, а также первый сеяный бельгиец Жауад Ашаб. В первом раунде Алексей уверенно победил венесуэльского тхэквондиста Эдгара Контрераса 12:2. Четвертьфинальный поединок с Тазегюлем продлился лишь два раунда, по итогам которых Денисенко одержал досрочную победу 19:6. Полуфинальный бой против Ашаба прошёл в осторожной манере. За первые два раунда оба тхэквондиста не смогли набрать ни одного очка. Ключевым моментом боя стал удар в голову бельгийца в третьем раунде, принесший Денисенко три очка. По итогам боя счёт матча оказался в пользу россиянина 6:1. Перед началом Игр тренерский штаб Денисенко прогнозировал, что потенциальным соперником россиянина в финале станет второй сеяный кореец Ли Дэ Хун, однако в четвертьфинале тот сенсационно уступил молодому иорданцу Ахмаду Абугаушу, который следом выбил из турнира и испанца Хоэля Гонсалеса. Финальный матч сложился для Денисенко неудачно. Пропустив в третьем раунде несколько ударов, Алексей бросился отыгрываться, но заработать хотя бы одно очко в атаке россиянин не смог, при этом он пропустил несколько результативных контратак иорданца. Под конец боя Абугауш стал избегать борьбы, в результате чего получил в общей сложности 6 штрафных очков, но этого не хватило Денисенко для итоговой победы. По итогам трёх раундов Абугауш одержал победу со счётом 10:6, принеся первую олимпийскую медаль в истории Иордании.

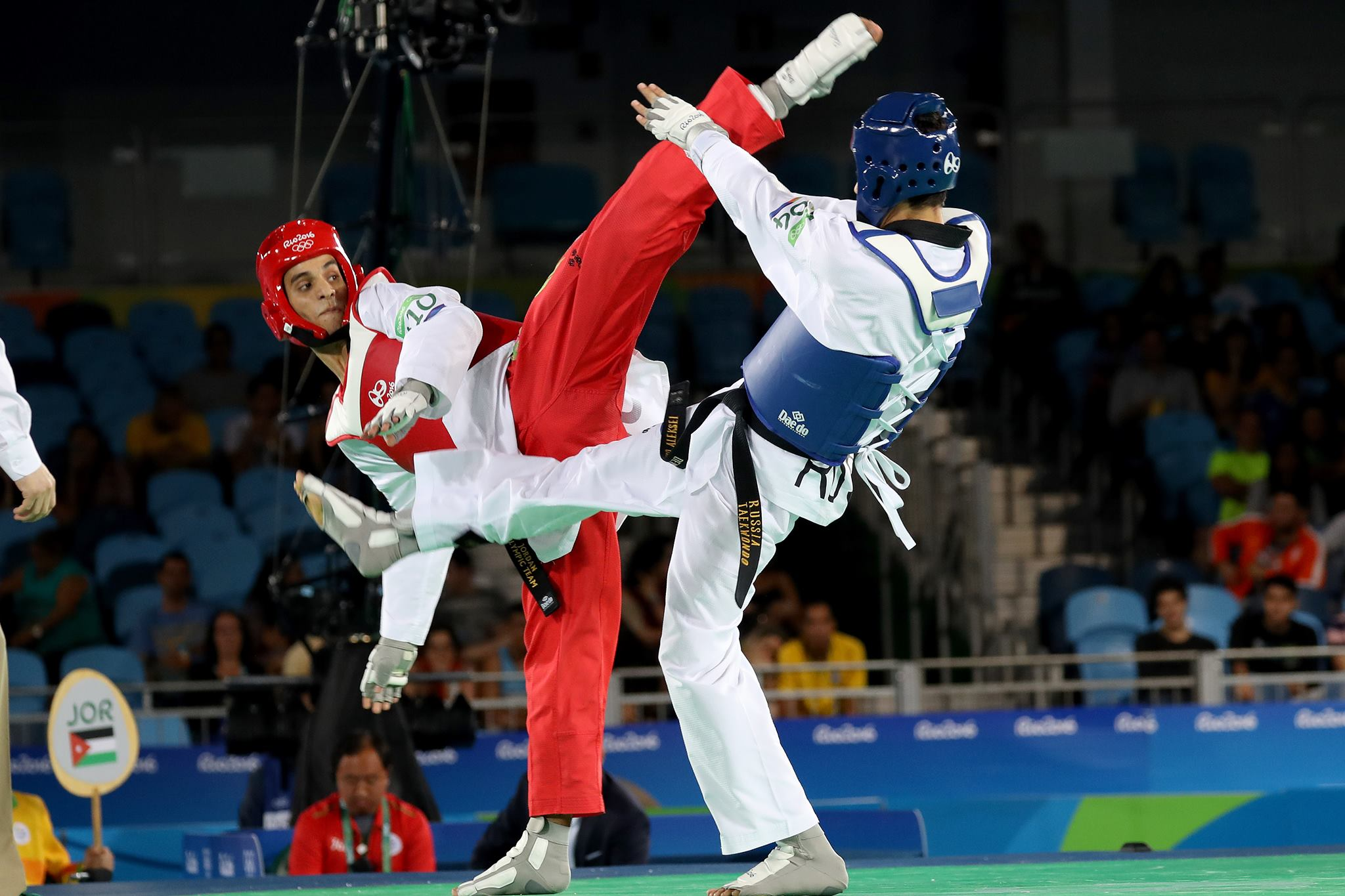
Фрагмент финального боя Алексея Денисенко (справа)

| Категория | Спортсмены        | Первый раунд           | Четвертьфинал         | Полуфинал            | Финал                | Место |
| Категория | Спортсмены        | Соперник Результат     | Соперник Результат    | Соперник Результат   | Соперник Результат   | Место |
| --------- | ----------------- | ---------------------- | --------------------- | -------------------- | -------------------- | ----- |
| до 68 кг  | Алексей Денисенко | VENЭ. Контрерас В 12:2 | TURС. Тазегюль В 19:6 | BELЖ. Ашаб В 6:1     | JORА. Абугауш П 6:10 | 2     |
| до 80 кг  | Альберт Гаун      | USAС. Лопес П 4:7      | Завершил выступление  | Завершил выступление | Завершил выступление | 9     |

Женщины
| Категория | Спортсмены            | Первый раунд       | Четвертьфинал         | Полуфинал             | Финал                 | Место |
| Категория | Спортсмены            | Соперник Результат | Соперник Результат    | Соперник Результат    | Соперник Результат    | Место |
| --------- | --------------------- | ------------------ | --------------------- | --------------------- | --------------------- | ----- |
| до 67 кг  | Анастасия Барышникова | GERР. Гюлеч П 8:9  | Завершила выступление | Завершила выступление | Завершила выступление | 9     |

### Тяжёлая атлетика
Каждый НОК самостоятельно выбирает категорию в которой выступит её тяжелоатлет. В рамках соревнований проводятся два упражнения — рывок и толчок. В каждом из упражнений спортсмену даётся 3 попытки. Победитель определяется по сумме двух упражнений. При равенстве результатов победа присуждается спортсмену, с меньшим собственным весом.
Большинство олимпийских лицензий распределялось по сумме баллов, набранных спортсменами по итогам двух последних чемпионатов мира. Российские тяжелоатлеты заняли первое место в общем зачёте у мужчин и второе у женщин (после сборной Китая), что гарантировало стране максимальное количество олимпийских путёвок.

### Фехтование
В индивидуальных соревнованиях спортсмены сражаются три раунда по три минуты, либо до того момента, как один из спортсменов нанесёт 15 уколов. В командных соревнованиях поединок идёт 9 раундов по 3 минуты каждый, либо до 45 уколов. Если по окончании времени в поединке зафиксирован ничейный результат, то назначается дополнительная минута до «золотого» укола.
Основной отбор на Олимпийские игры проходил по результатам официального рейтинга FIE. По результатам командного рейтинга российские фехтовальщики завоевали олимпийские лицензии во всех четырёх дисциплинах, причём в мужской рапире и женской сабле сборные России заняли 1-е место. Также этот результат позволил заявить в индивидуальных дисциплинах (где проводятся командные турниры) по 3 спортсмена.
Мужчины
| Соревнование          | Спортсмены                                         | 1/32 финала        | 1/16 финала                     | 1/8 финала                 | Четвертьфинал                | Полуфинал                | Финал                  | Место |
| Соревнование          | Спортсмены                                         | Соперник Результат | Соперник Результат              | Соперник Результат         | Соперник Результат           | Соперник Результат       | Соперник Результат     | Место |
| --------------------- | -------------------------------------------------- | ------------------ | ------------------------------- | -------------------------- | ---------------------------- | ------------------------ | ---------------------- | ----- |
| индивидуальная шпага  | Вадим Анохин (7)                                   | не участвовал      | CANМ. Бринк-Крото (26) В 15:14  | SUIМ. Хайнцер (10) П 7:15  | завершил выступление         | завершил выступление     | завершил выступление   | 11    |
| индивидуальная шпага  | Антон Авдеев (25)                                  | не участвовал      | NEDБ. Вервейлен (8) В 15:9      | JPNК. Минобэ (9) П 12:15   | завершил выступление         | завершил выступление     | завершил выступление   | 15    |
| индивидуальная шпага  | Павел Сухов (15)                                   | не участвовал      | KORПак Сан Ён (18) П 11:15      | завершил выступление       | завершил выступление         | завершил выступление     | завершил выступление   | 20    |
| командная шпага       | Антон Авдеев Вадим Анохин Павел Сухов Сергей Ходос | не проводится      | не проводится                   | не участвовали             | Украина · П 32:45            | Классификация            | Классификация          | 7     |
| командная шпага       | Антон Авдеев Вадим Анохин Павел Сухов Сергей Ходос | не проводится      | не проводится                   | не участвовали             | Украина · П 32:45            | Швейцария · П 28:45      | Венесуэла · В 36:30    | 7     |
| индивидуальная рапира | Тимур Сафин (12)                                   | не участвовал      | RUSА. Черемисинов (21) В 15:10  | GBRД.-Э. Дэвис (5) В 15:13 | CHNЧэнь Хайвэй (13) В 15:7   | ITAД. Гароццо (9) П 8:15 | За 3-е место           | 3     |
| индивидуальная рапира | Тимур Сафин (12)                                   | не участвовал      | RUSА. Черемисинов (21) В 15:10  | GBRД.-Э. Дэвис (5) В 15:13 | CHNЧэнь Хайвэй (13) В 15:7   | ITAД. Гароццо (9) П 8:15 | GBRР. Круз (6) В 15:13 | 3     |
| индивидуальная рапира | Артур Ахматхузин (18)                              | не участвовал      | USAМ. Чемли-Уотсон (15) В 15:13 | USAА. Массиалас (2) П 9:15 | завершил выступление         | завершил выступление     | завершил выступление   | 15    |
| индивидуальная рапира | Алексей Черемисинов (21)                           | не участвовал      | RUSТ. Сафин (12) П 10:15        | завершил выступление       | завершил выступление         | завершил выступление     | завершил выступление   | 23    |
| командная рапира      | Артур Ахматхузин Тимур Сафин Алексей Черемисинов   | не проводится      | не проводится                   | не проводится              | Великобритания · В 45:43     | США · В 45:41            | Франция · В 45:41      | 1     |
| индивидуальная сабля  | Николай Ковалёв (8)                                | не проводится      | HUNТ. Дечи (25) В 15:10         | ITAА. Монтано (9) В 15:13  | KORКим Джон Хван (1) П 10:15 | завершил выступление     | завершил выступление   | 7     |
| индивидуальная сабля  | Алексей Якименко (2)                               | не проводится      | BULП. Пасков (31) П 14:15       | завершил выступление       | завершил выступление         | завершил выступление     | завершил выступление   | 17    |

Женщины
| Соревнование          | Спортсмены                                                     | 1/32 финала        | 1/16 финала                  | 1/8 финала                 | Четвертьфинал               | Полуфинал                    | Финал                          | Место |
| Соревнование          | Спортсмены                                                     | Соперник Результат | Соперник Результат           | Соперник Результат         | Соперник Результат          | Соперник Результат           | Соперник Результат             | Место |
| --------------------- | -------------------------------------------------------------- | ------------------ | ---------------------------- | -------------------------- | --------------------------- | ---------------------------- | ------------------------------ | ----- |
| индивидуальная шпага  | Татьяна Логунова (3)                                           | не участвовала     | JPNН. Сато (30) П 14:15      | завершила выступление      | завершила выступление       | завершила выступление        | завершила выступление          | 18    |
| индивидуальная шпага  | Виолетта Колобова (12)                                         | не участвовала     | KORЧхве Ин Джон (21) П 12:15 | завершила выступление      | завершила выступление       | завершила выступление        | завершила выступление          | 22    |
| индивидуальная шпага  | Любовь Шутова (20)                                             | не участвовала     | HKGВ. Кун (13) П 10:15       | завершила выступление      | завершила выступление       | завершила выступление        | завершила выступление          | 26    |
| командная шпага       | Виолетта Колобова Ольга Кочнева Татьяна Логунова Любовь Шутова | не проводится      | не проводится                | не участвовали             | Франция · В 44:41           | Румыния · П 31:45            | За 3-е место                   | 3     |
| командная шпага       | Виолетта Колобова Ольга Кочнева Татьяна Логунова Любовь Шутова | не проводится      | не проводится                | не участвовали             | Франция · В 44:41           | Румыния · П 31:45            | Эстония · В 37:31              | 3     |
| индивидуальная рапира | Инна Дериглазова (2)                                           | не участвовала     | BRAА.-Б. Булкан (31) В 15:6  | HUNА. Мохамед (15) В 15:6  | FRAА. Гюйар (10) В 15:6     | RUSА. Шанаева (3) В 15:3     | ITAЭ. Ди Франчиска (5) В 12:11 | 1     |
| индивидуальная рапира | Аида Шанаева (3)                                               | не участвовала     | BRAТ. Рошел (30) В 15:13     | KORЧон Хи Сук (14) В 15:11 | FRAИ. Тибюс (6) В 15:13     | RUSИ. Дериглазова (2) П 3:15 | За 3-е место                   | 4     |
| индивидуальная рапира | Аида Шанаева (3)                                               | не участвовала     | BRAТ. Рошел (30) В 15:13     | KORЧон Хи Сук (14) В 15:11 | FRAИ. Тибюс (6) В 15:13     | RUSИ. Дериглазова (2) П 3:15 | TUNИ. Бубакри (8) П 11:15      | 4     |
| индивидуальная сабля  | Яна Егорян (6)                                                 | не участвовала     | MEXТ. Аррайялес (27) В 15:7  | GREВ. Вуюка (11) В 15:11   | RUSЕ. Дьяченко (19) В 15:10 | UKRО. Харлан (2) В 15:9      | RUSС. Великая (1) В 15;14      | 1     |
| индивидуальная сабля  | Софья Великая (1)                                              | не участвовала     | POLБ. Юзвяк (32) В 15:5      | FRAШ. Лембах (17) В 15:14  | FRAС. Бердер (9) В 15:10    | FRAМ. Брюне (20) В 15:14     | RUSЯ. Егорян (6) П 14:15       | 2     |
| индивидуальная сабля  | Екатерина Дьяченко (19)                                        | не участвовала     | KORСо Джи Ён (14) В 15:12    | USAМ. Загунис (3) В 15:12  | RUSЯна Егорян (6) П 10:15   | завершила выступление        | завершила выступление          | 7     |
| командная сабля       | Софья Великая Юлия Гаврилова Екатерина Дьяченко Яна Егорян     | не проводится      | не проводится                | не проводится              | Мексика · В 45:31           | США · В 45:42                | Украина · В 45:30              | 1     |

## Государственные награды
25 августа 2016 года президент РФ В. В. Путин вручил государственные награды российским спортсменам «за высокие спортивные достижения на Играх XXXI Олимпиады 2016 года в городе Рио-де-Жанейро (Бразилия), проявленные волю к победе и целеустремлённость». Орден Почёта был вручён А. Близнюк, С. Великой, Р. Власову, Я. Егорян, Н. Ищенко, А. Мустафиной, А. Пацкевич, С. Ромашиной, А. Шишкиной. Орденом Дружбы были награждены: А. Аблязин, О. Акопян, А. Ахматхузин, В. Бирюкова, И. Близнова, В. Бобровникова, Е. Веснина, А. Вяхирева, Ю. Гаврилова, И. Дериглазова, Д. Дмитриева, Е. Дьяченко, Т. Ерохина, Ю. Ефимова, В. Жилинскайте, Е. Ильина, В. Калинина, С. Колесниченко, П. Кузнецова, А. Лесун, Е. Макарова, А. Максимова, М. Мамун, Е. Маренникова, Б. Мудранов, М. Пасека, М. Петрова, Е. Прокофьева, С. Рамонов, А. Садулаев, Т. Сафин, А. Седойкина, А. Сень, М. Судакова, А. Татарева, Е. Тищенко, М. Толкачёва, Г. Топилина, Х. Халмурзаев, Д. Чакветадзе, А. Черемисинов, В. Чигирёва, М. Шурочкина.
Медаль ордена «За заслуги перед Отечеством» I степени получили: М. Алоян, В. Бацарашкина, Д. Белявский, А. Войнова, Н. Воробьёва, А. Гедуев, Д. Дашидоржиева, А. Денисенко, О. Забелинская, С. Каменский, В. Коблова, Я. Кудрявцева, Н. Куксенков, А. Мельникова, Н. Нагорный, К. Перова, Д. Спиридонова, И. Степанова, И. Стретович, С. Тутхалян, Д. Шмелёва.
Медалью ордена «За заслуги перед Отечеством» II степени награждены: Р. Аношкин, А. Белякова, М. Борисова, Е. Букина, Н. Глызина, О. Горбунова, К. Григорьян, А. Гринёва, Д. Дмитриев, В. Дунайцев, С. Елфутина, Е. Иванова, Э. Каримова, А. Карнаух, В. Колобова, О. Кочнева, Н. Кузютина, Е. Лисунова, Т. Логунова, В. Масленников, В. Никитин, Е. Прокофьева, Е. Рылов, С. Семёнов, А. Симанович, Е. Соболева, А. Тимофеева, А. Устюхина, А. Чупков, Л. Шутова.

## Другие награды
25 августа 2016 года на Ивановской площади Московского Кремля чемпионам и призёрам олимпиады были вручены 107 белых внедорожников BMW с памятной аэрографией. BMW X6 за золото, BMW X4 за серебро и BMW X3 за бронзу.